# Llista de peixos de la Gran Barrera de Corall

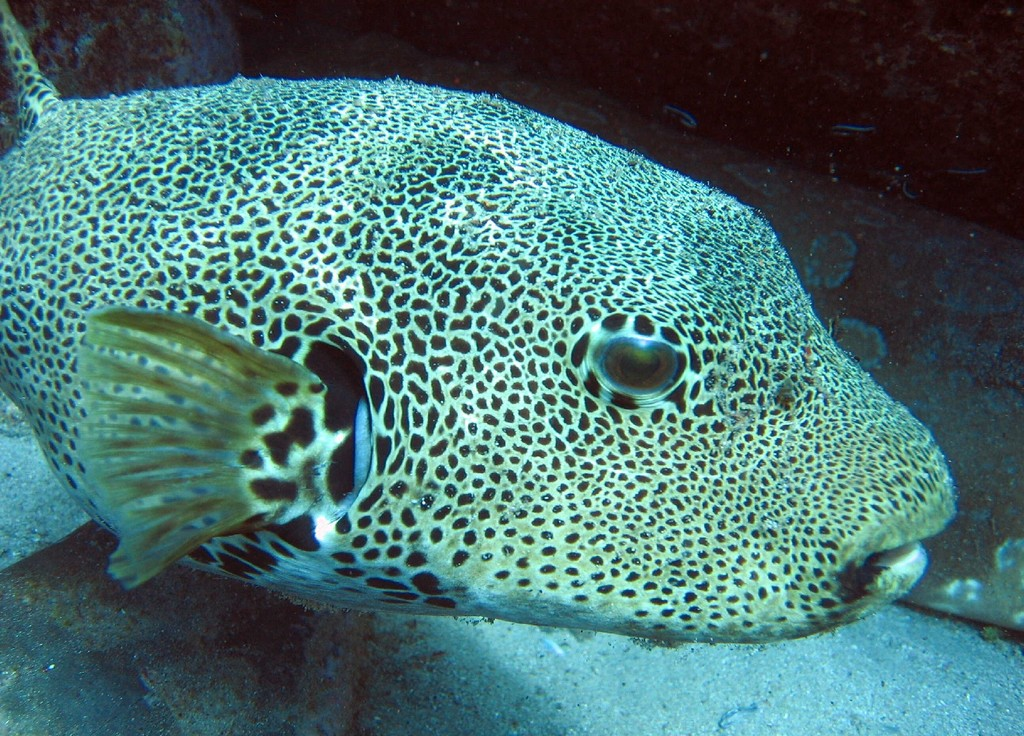
Arothron stellatus

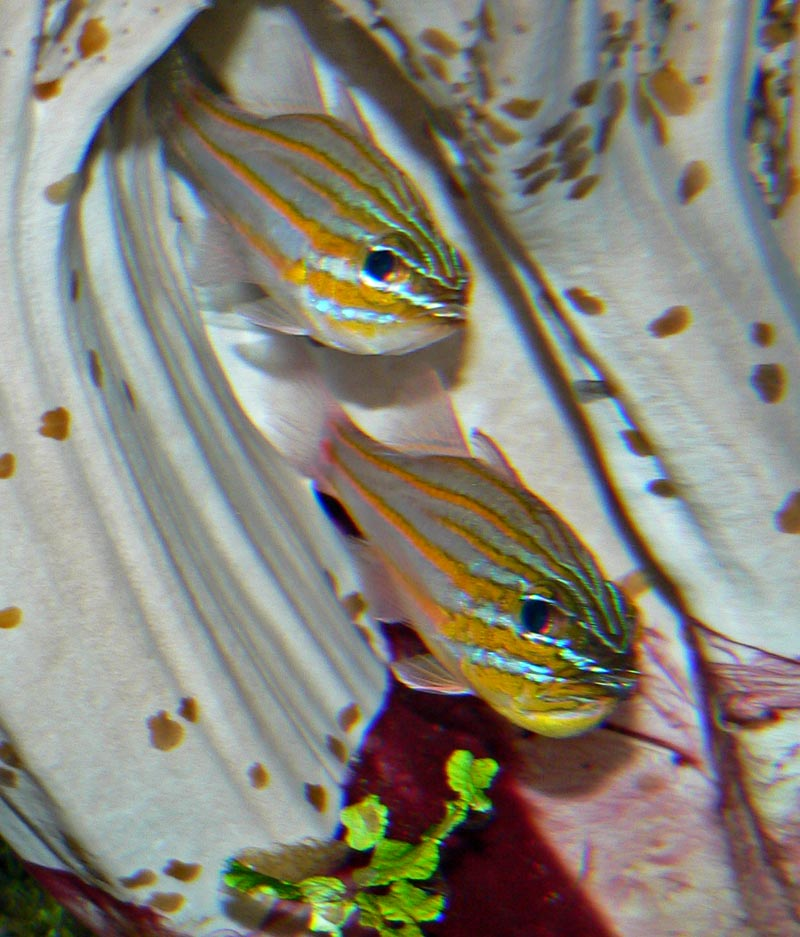
Apogon cyanosoma

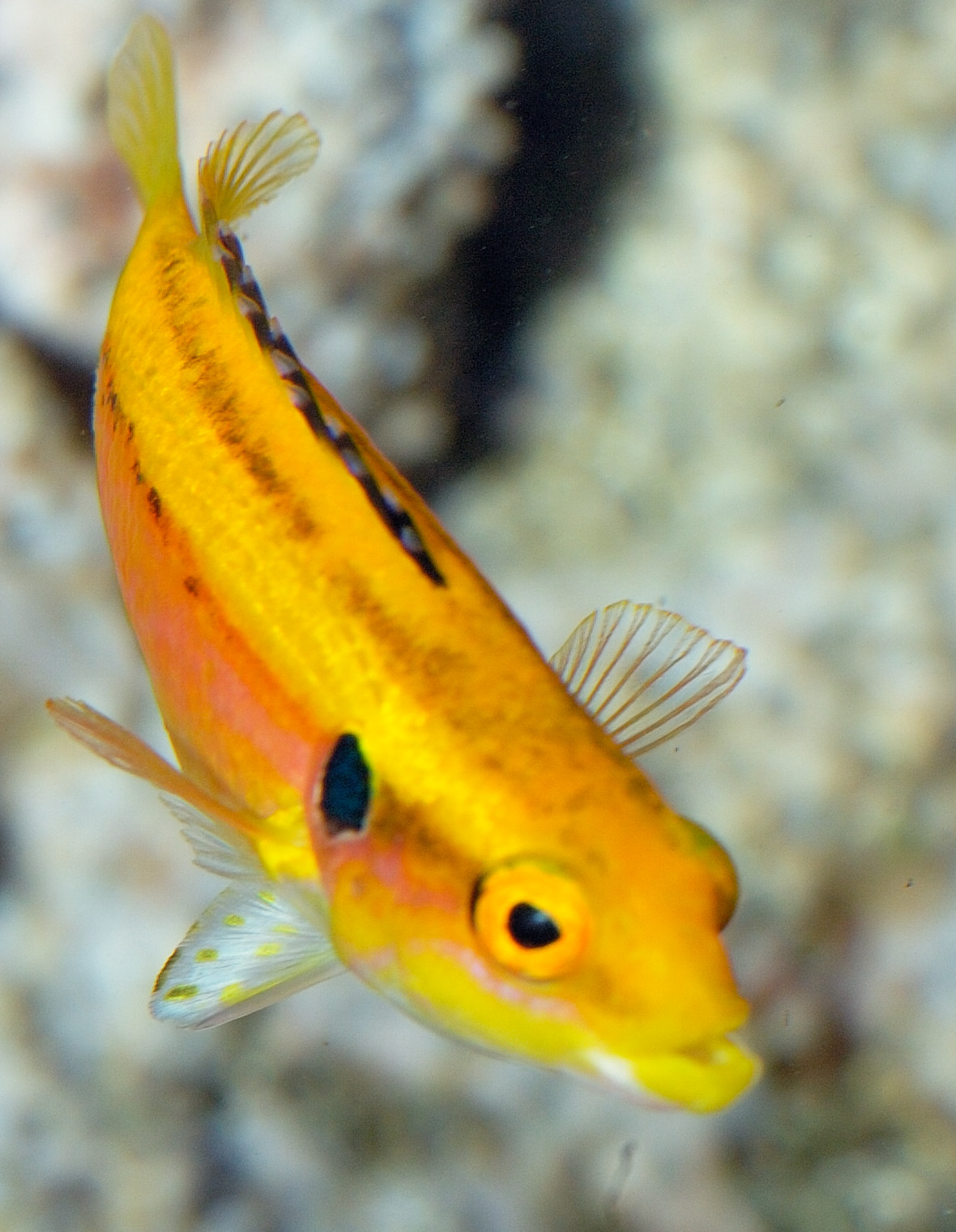
Bodianus bimaculatus

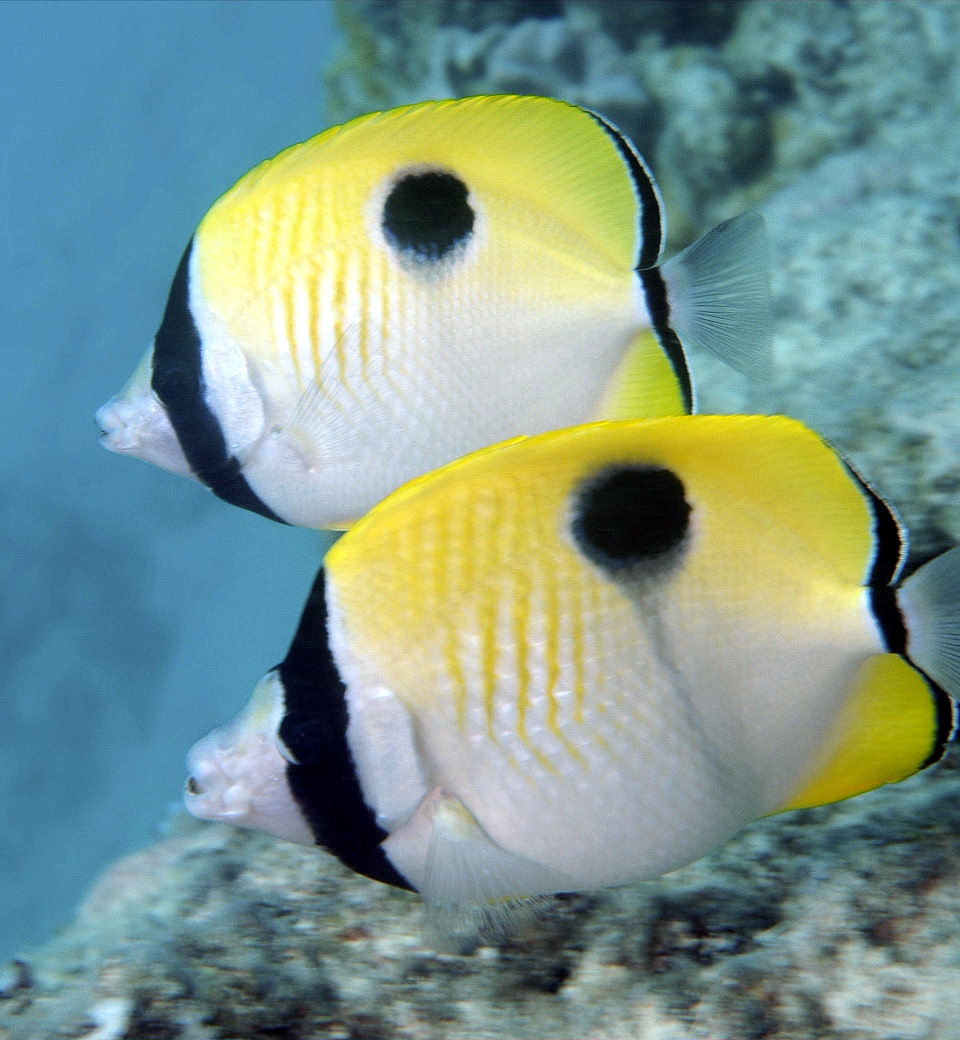
Chaetodon unimaculatus

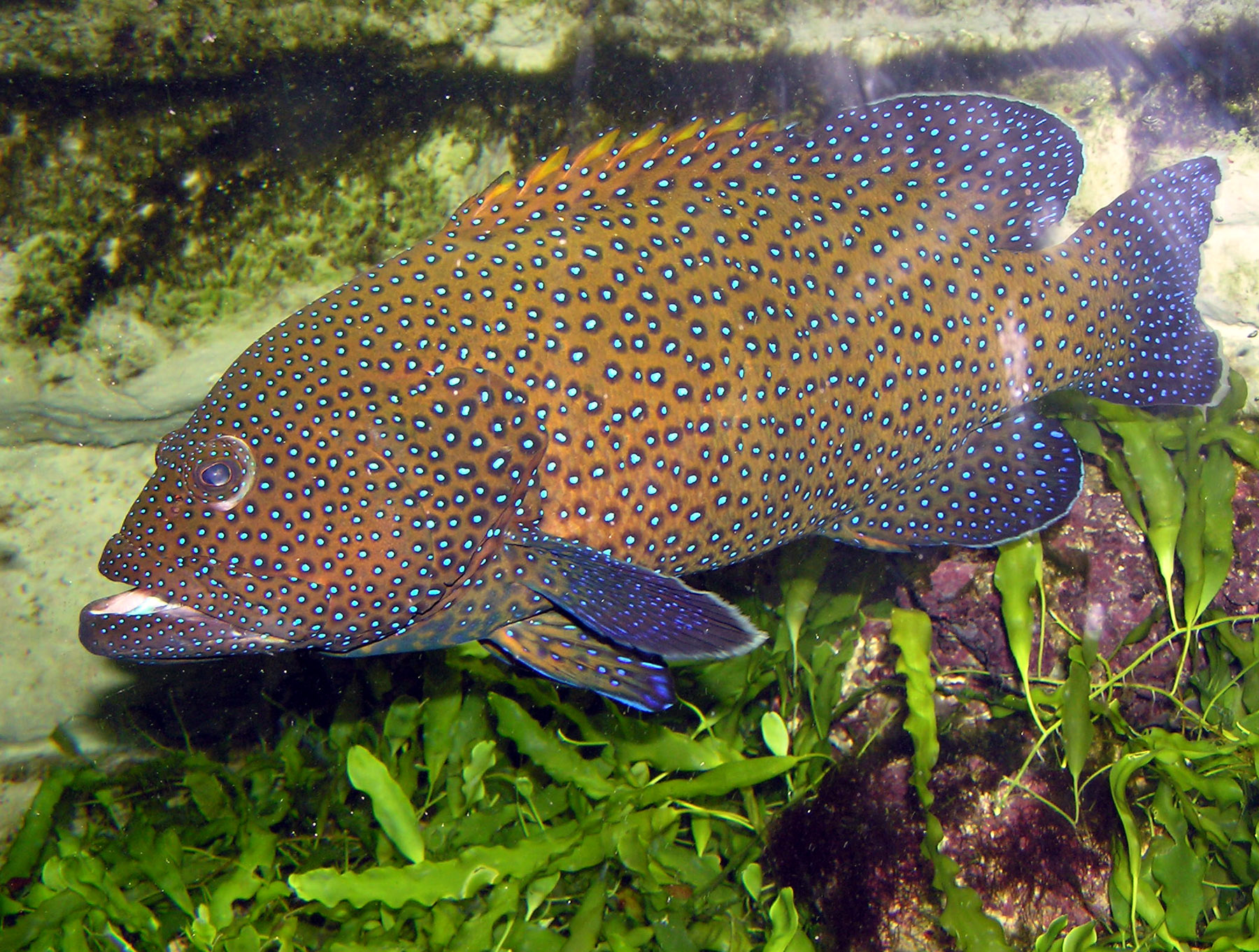
Cephalopholis argus

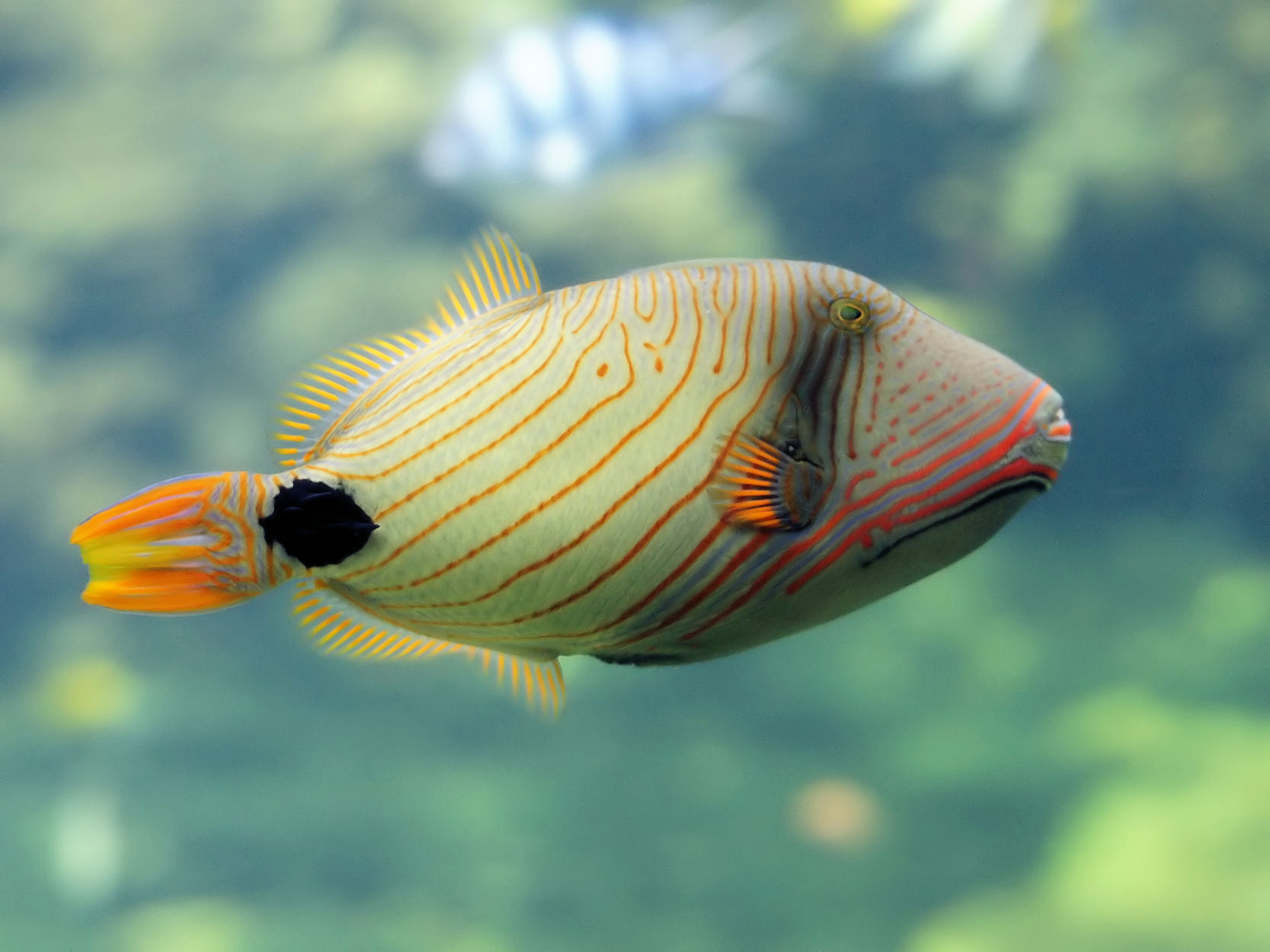
Balistapus undulatus

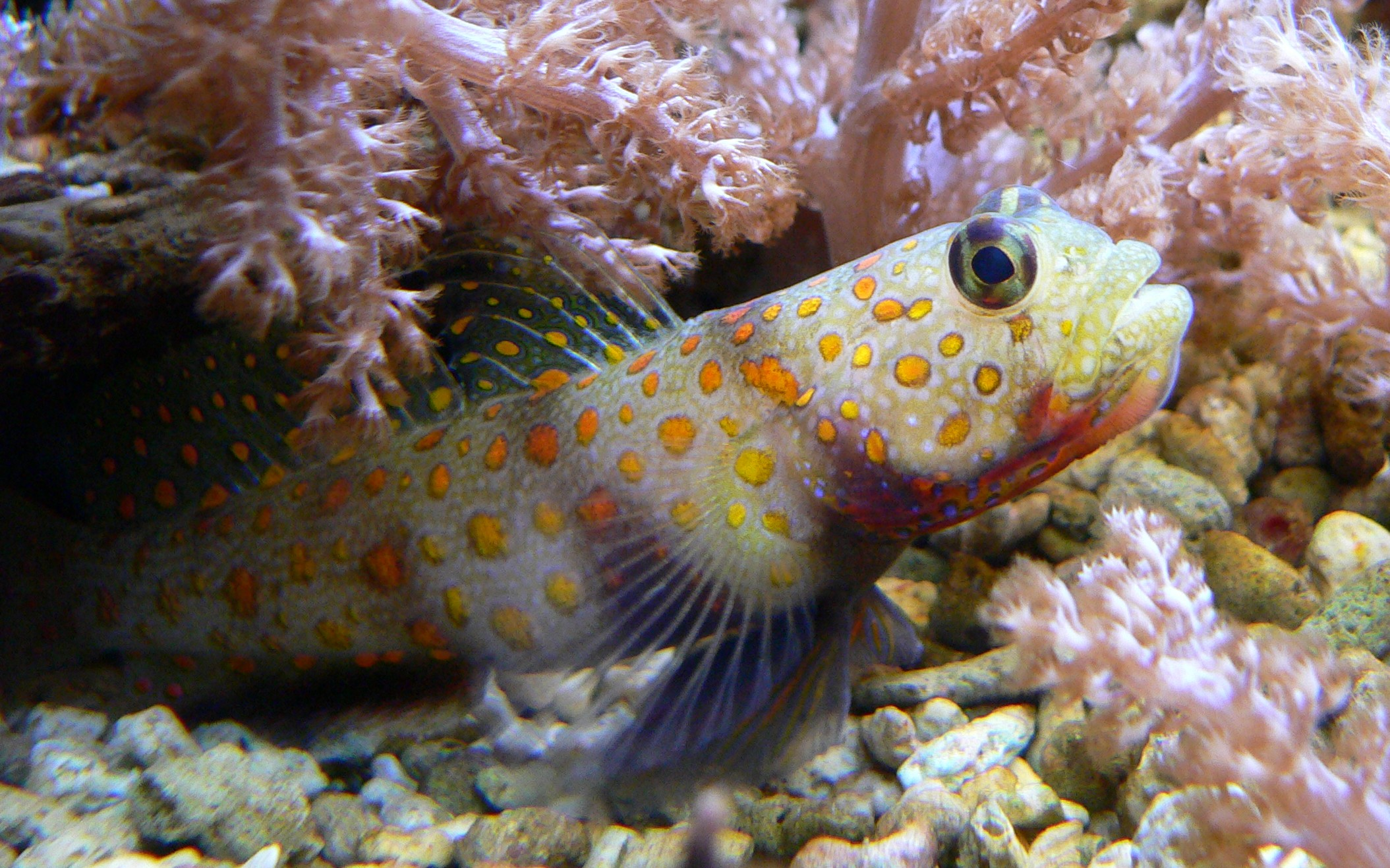
Amblyeleotris guttata

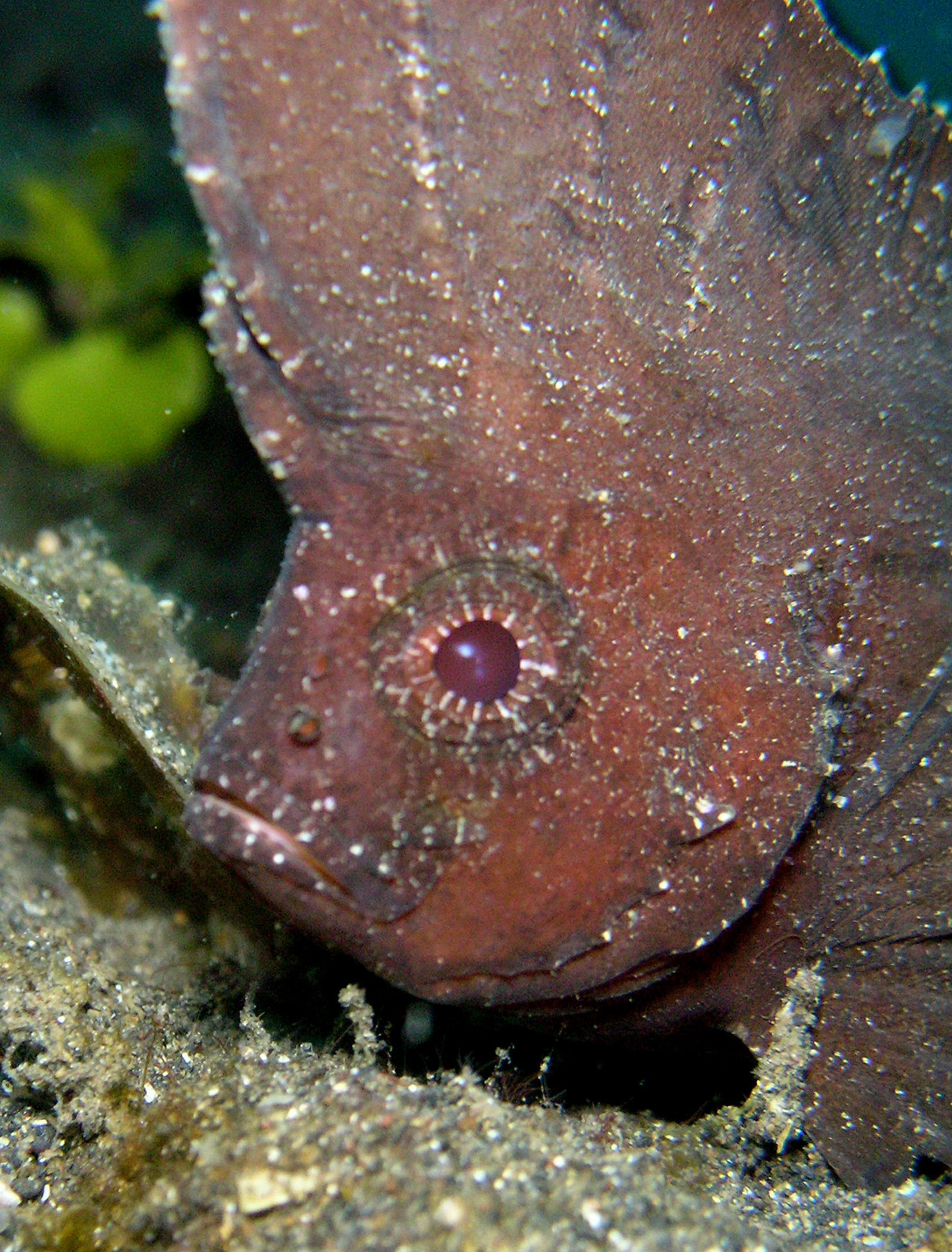
Ablabys taenianotus

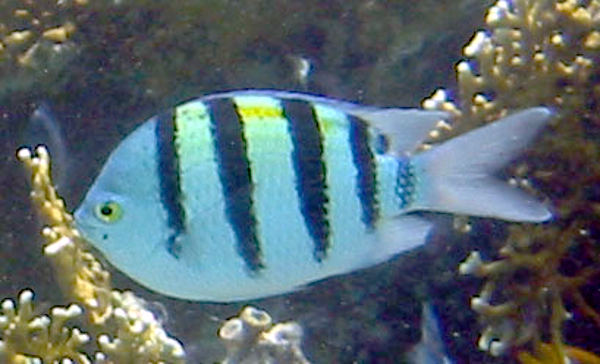
Abudefduf vaigiensis

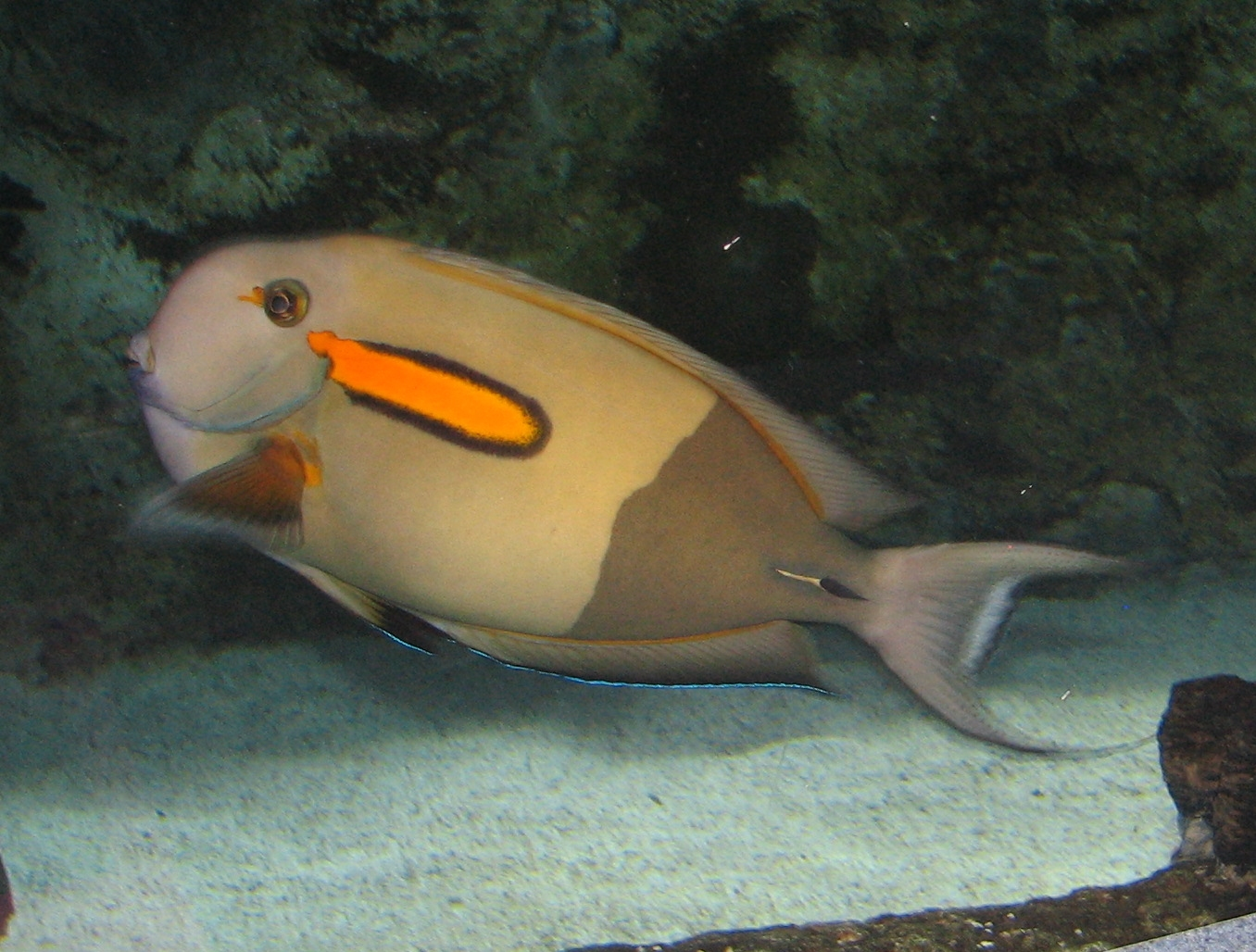
Acanthurus olivaceus

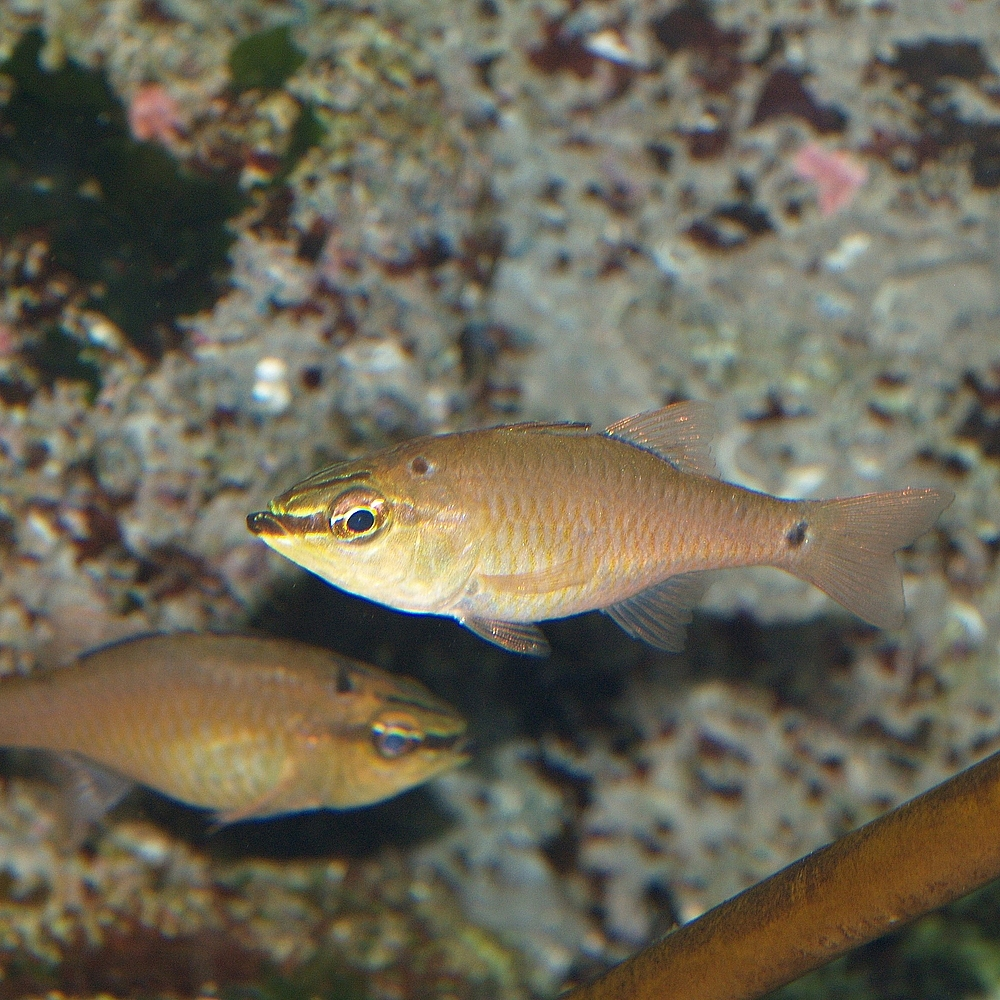
Apogon notatus

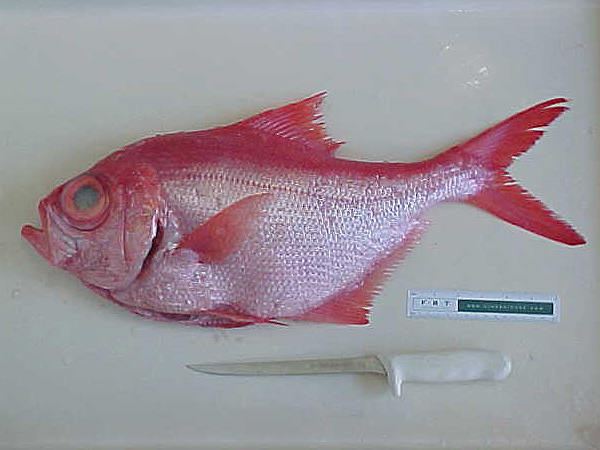
Beryx decadactylus

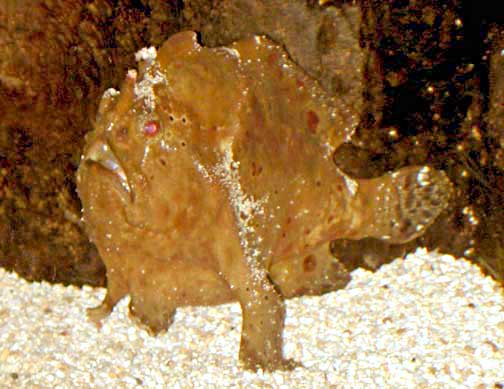
Antennarius commerson

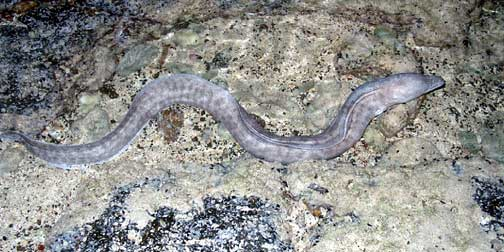
Conger cinereus

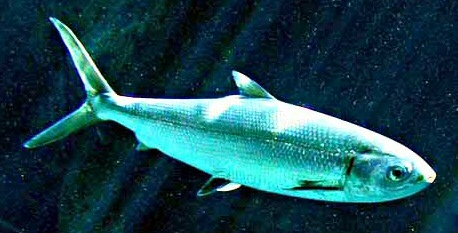
Chanos chanos

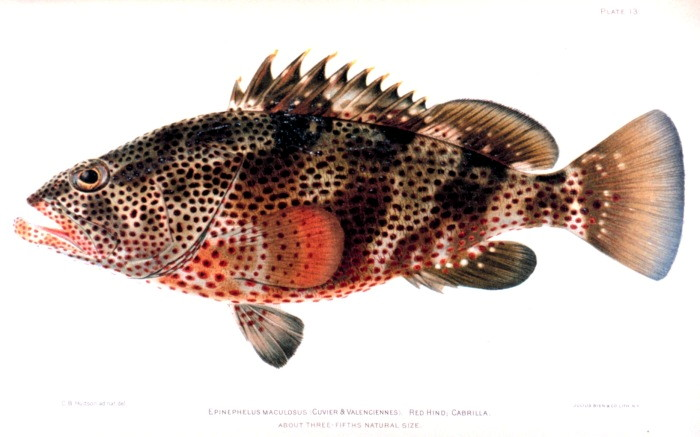
Epinephelus maculatus

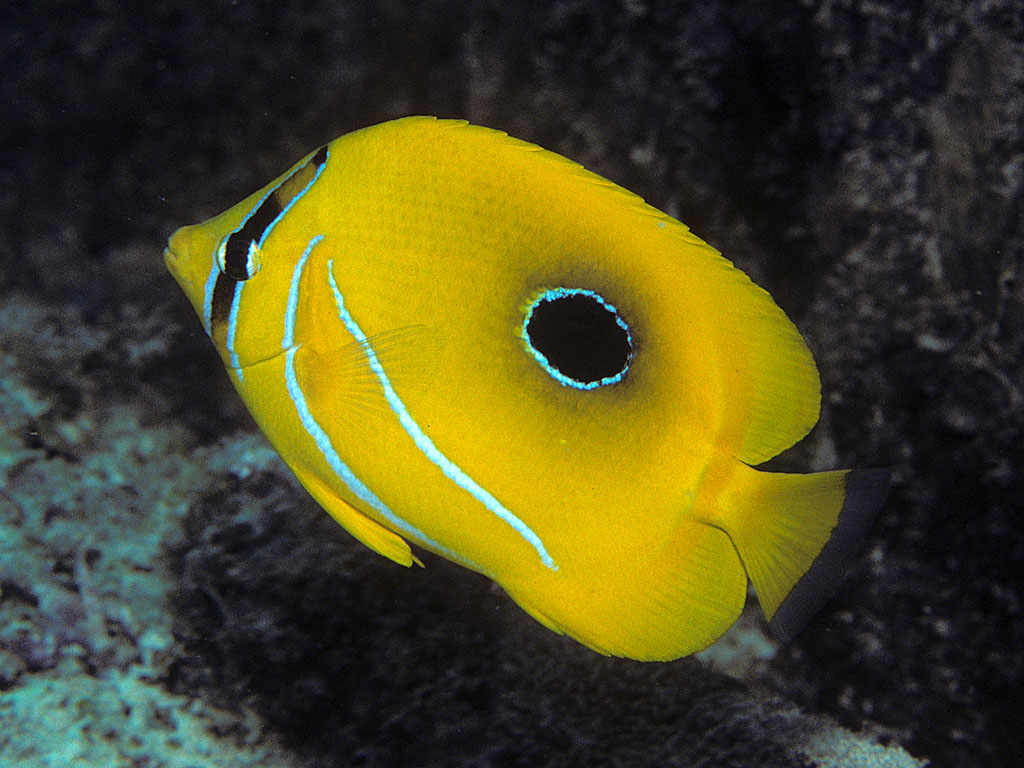
Chaetodon bennetti

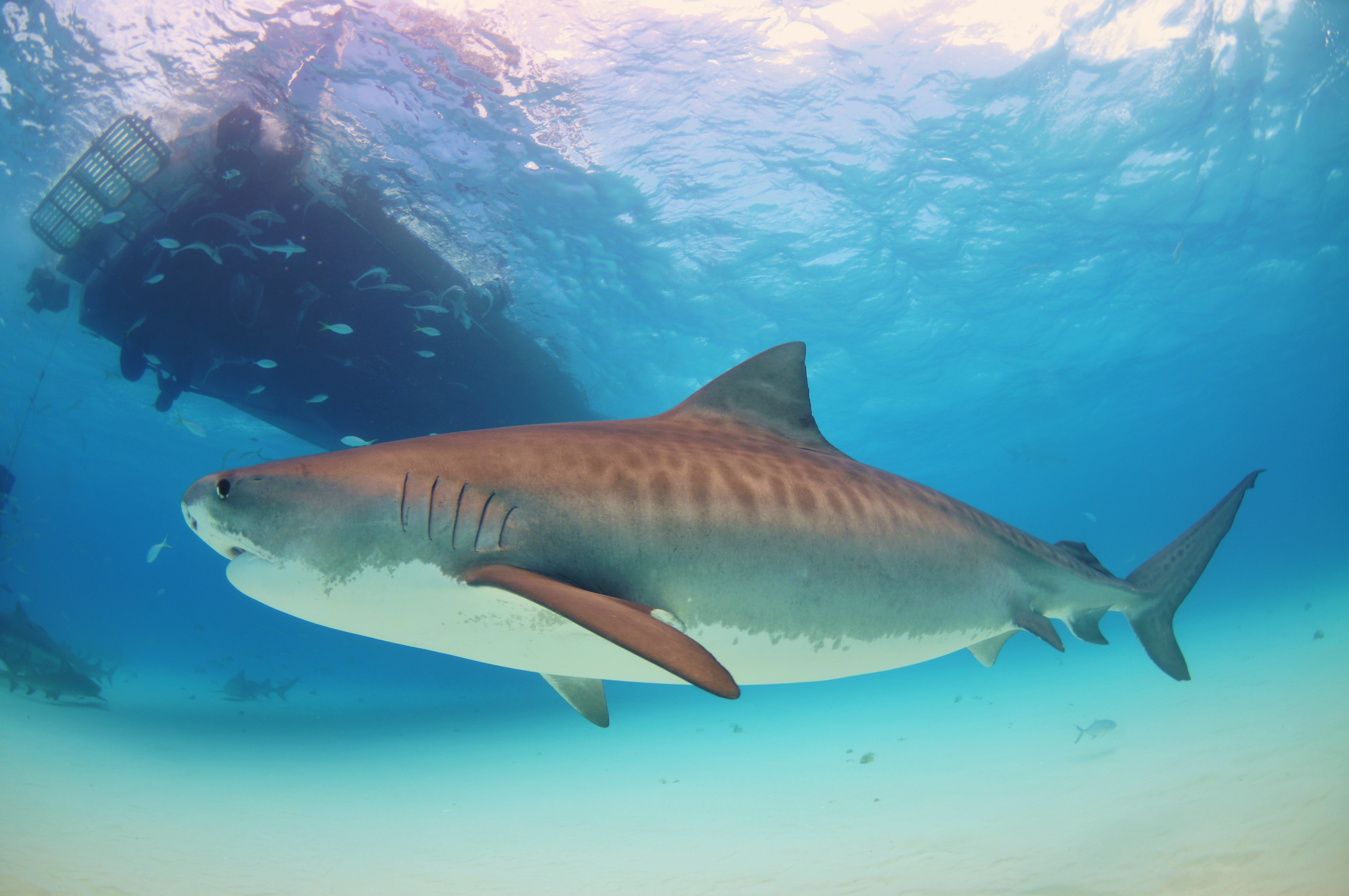
Galeocerdo cuvier

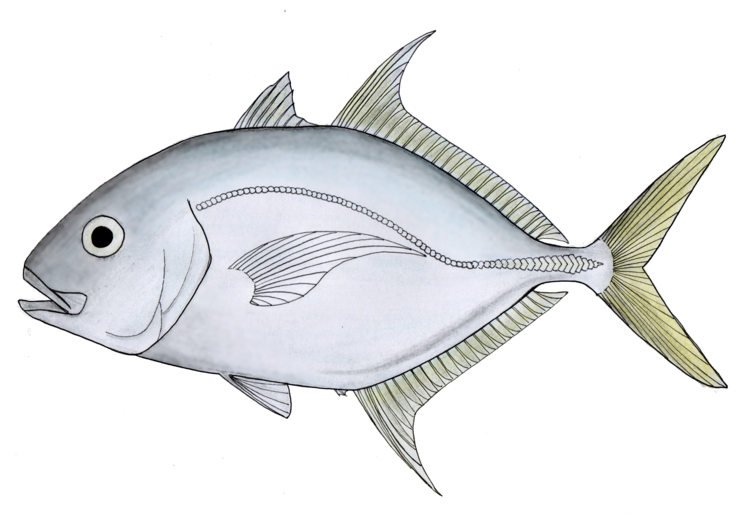
Carangoides chrysophrys

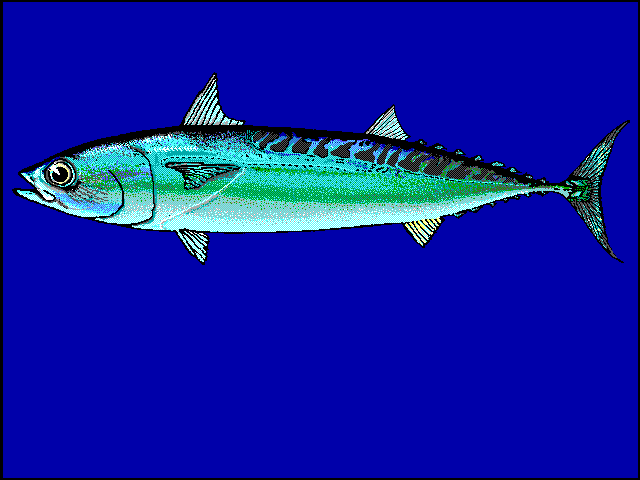
Auxis rochei rochei

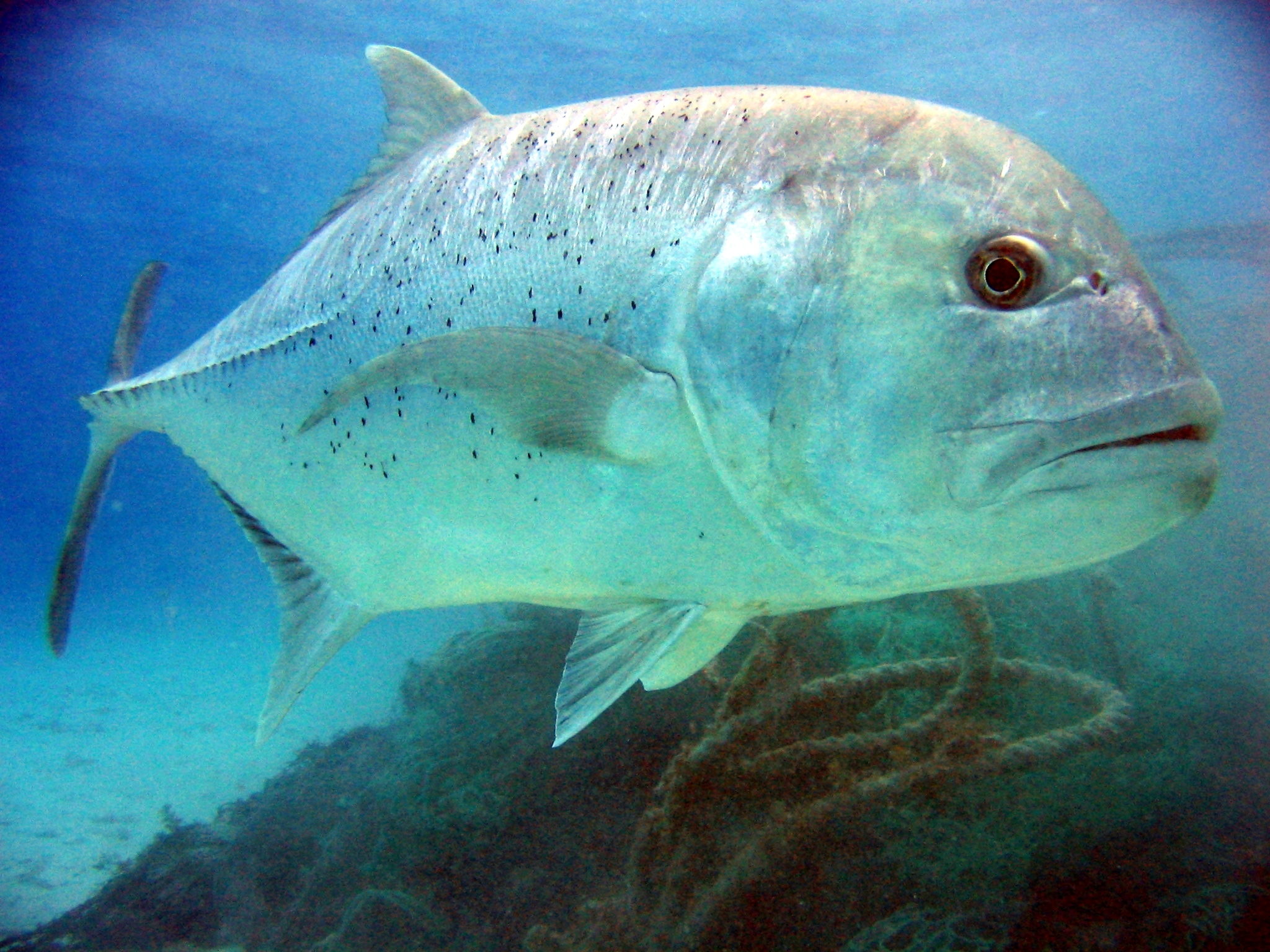
Caranx ignobilis

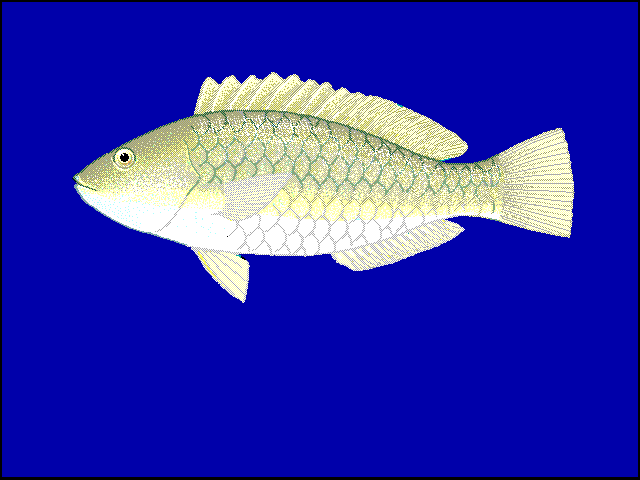
Calotomus spinidens

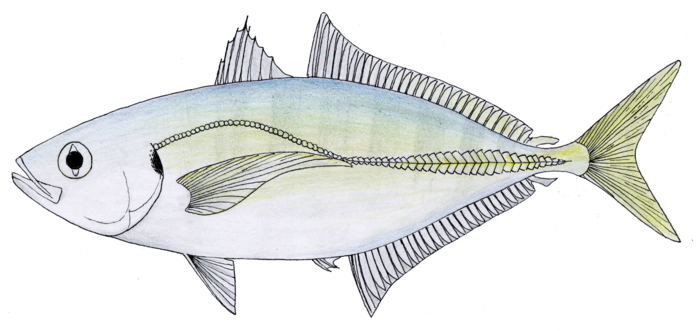
Atule mate

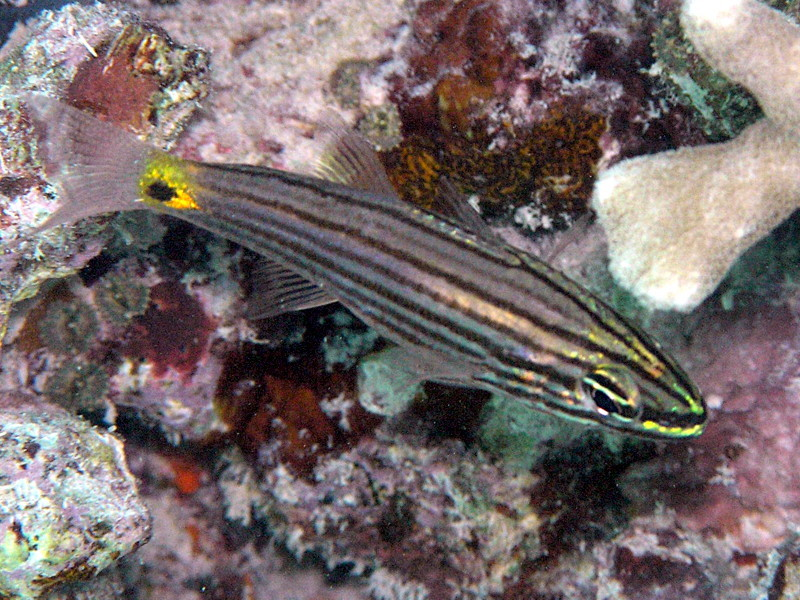
Cheilodipterus artus

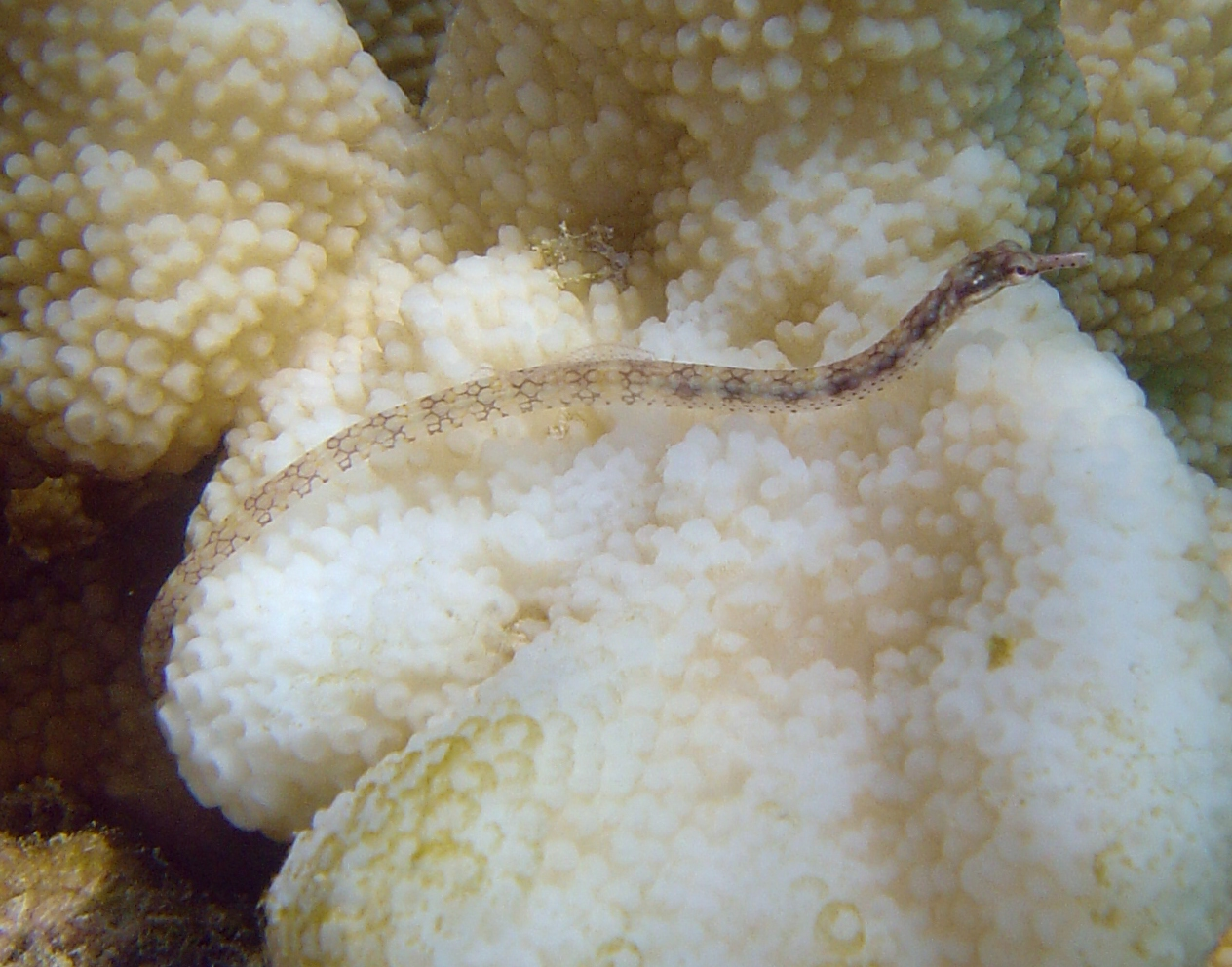
Corythoichthys flavofasciatus

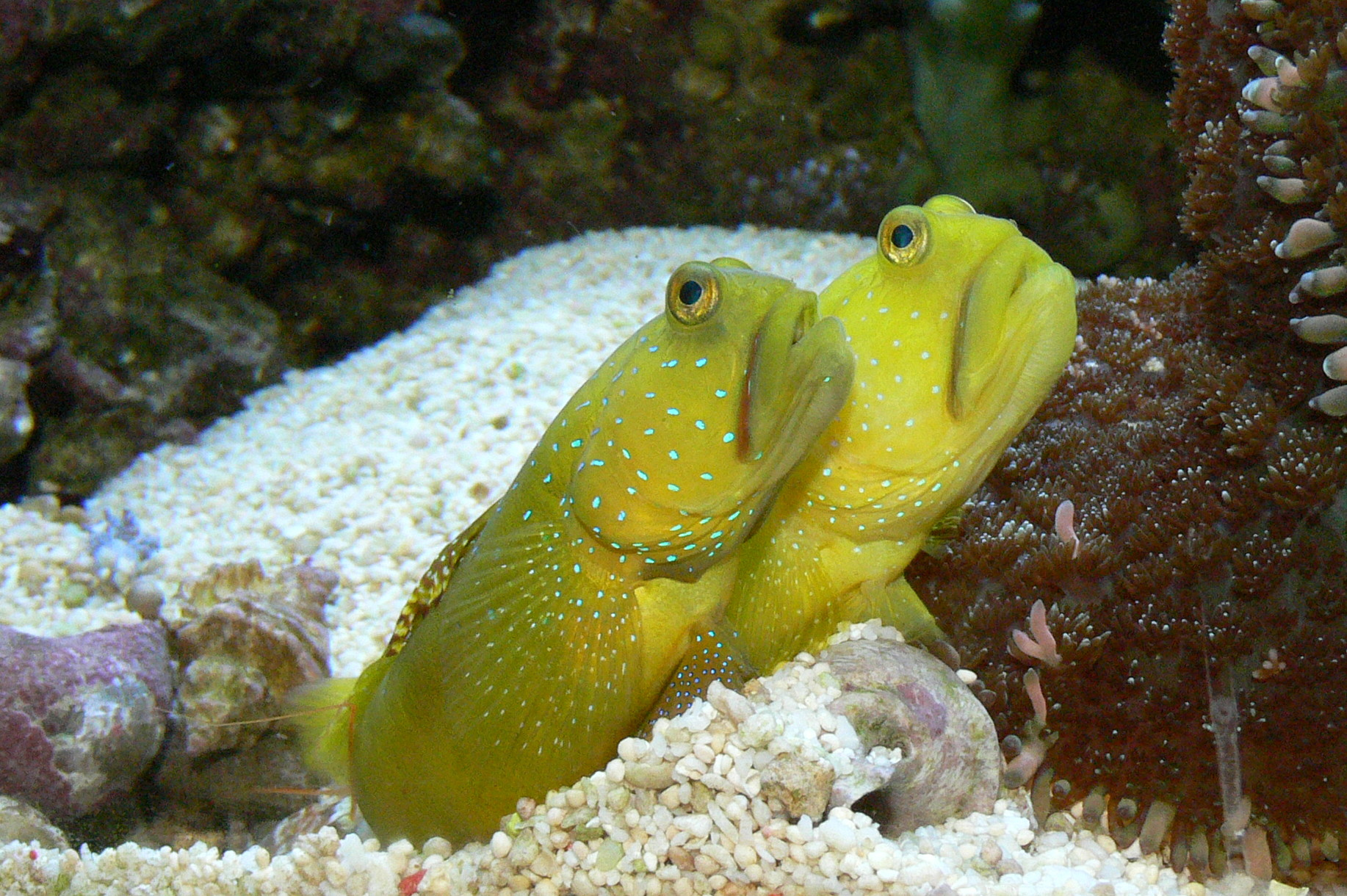
Cryptocentrus cinctus

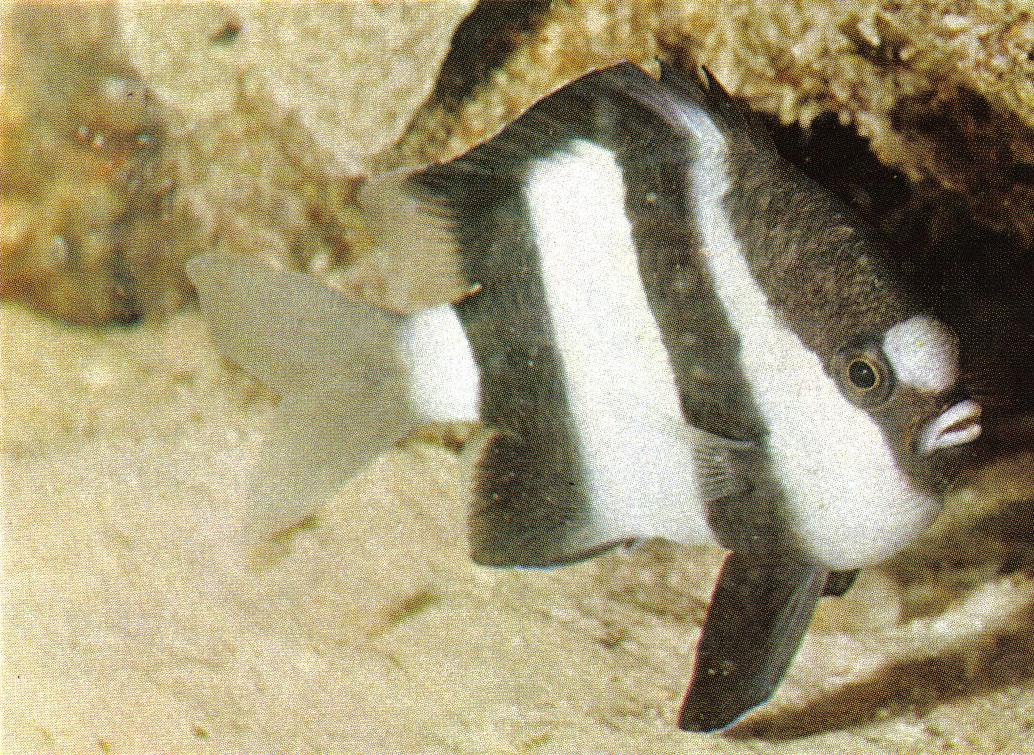
Dascyllus aruanus

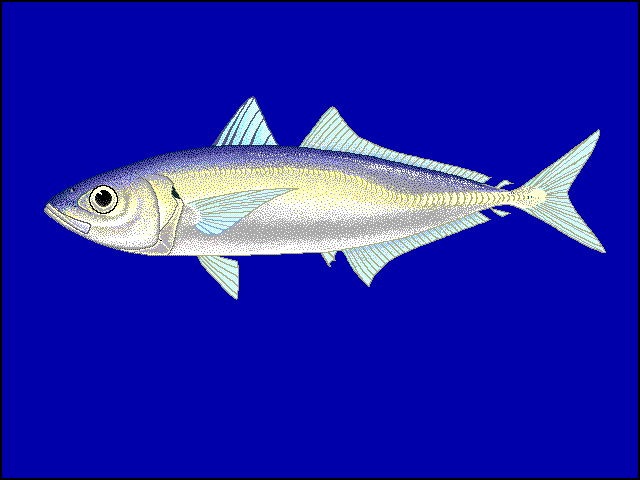
Decapterus russelli

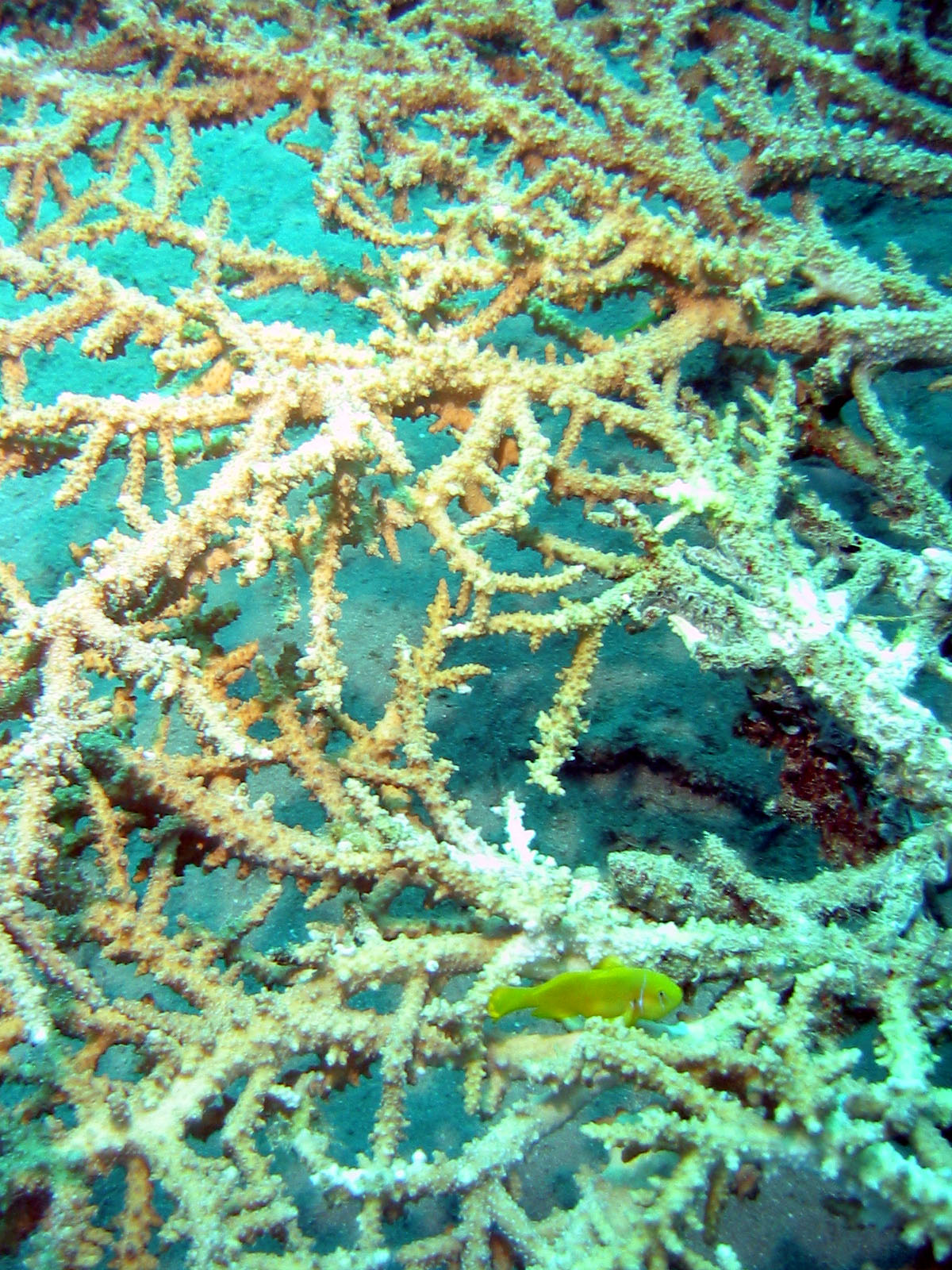
Gobiodon citrinus

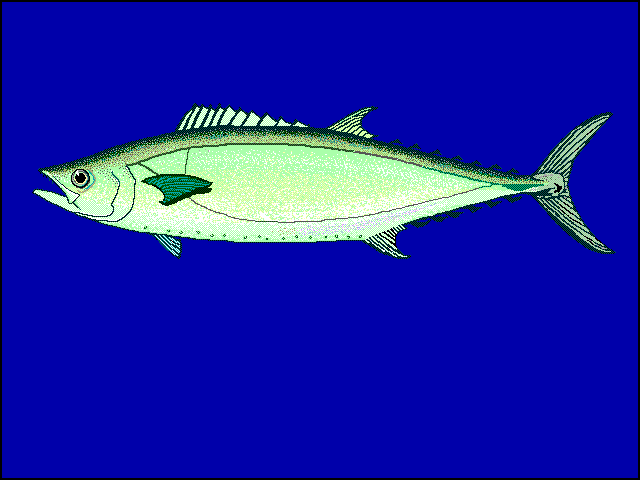
Grammatorcynus bicarinatus

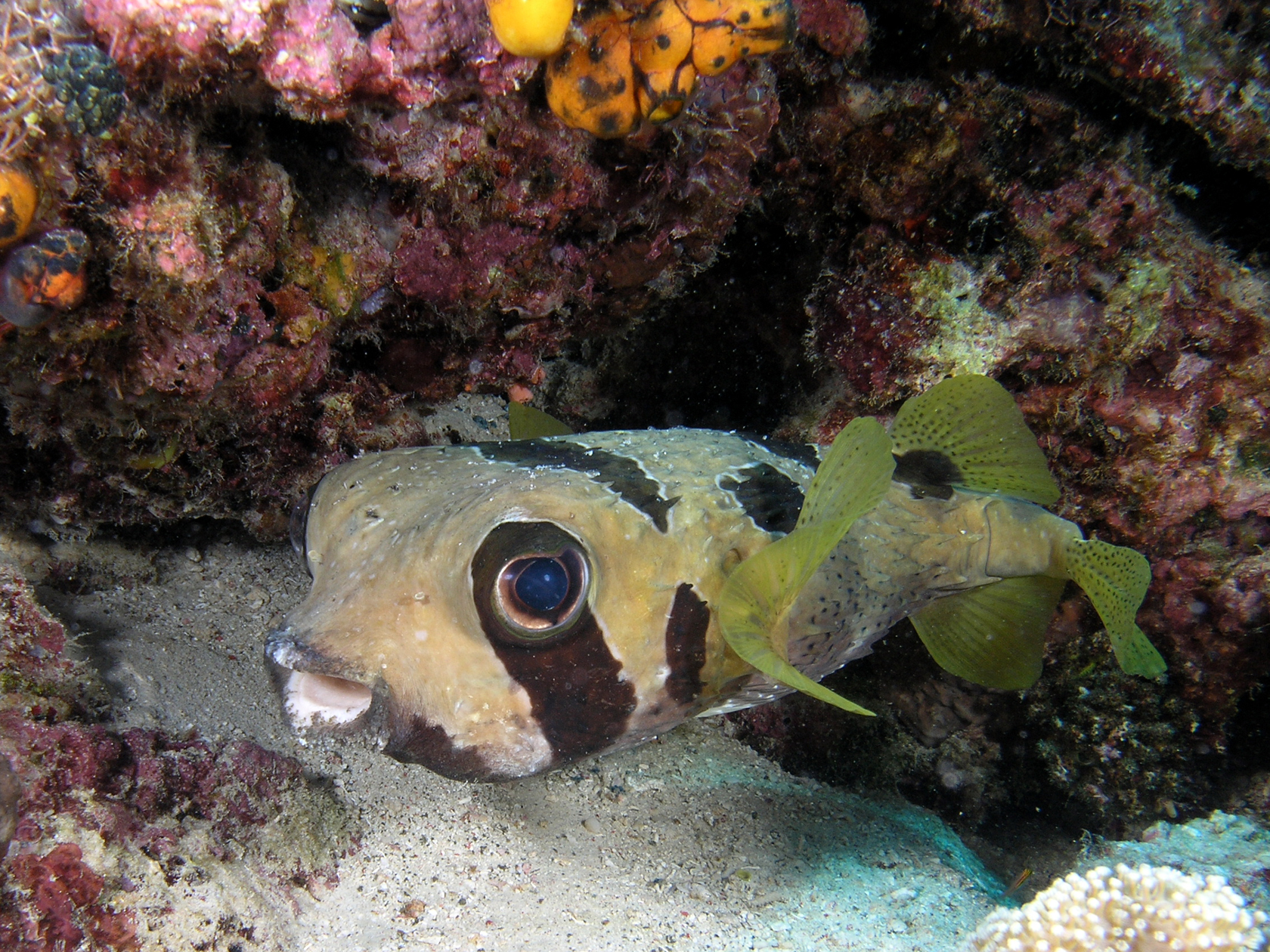
Diodon liturosus

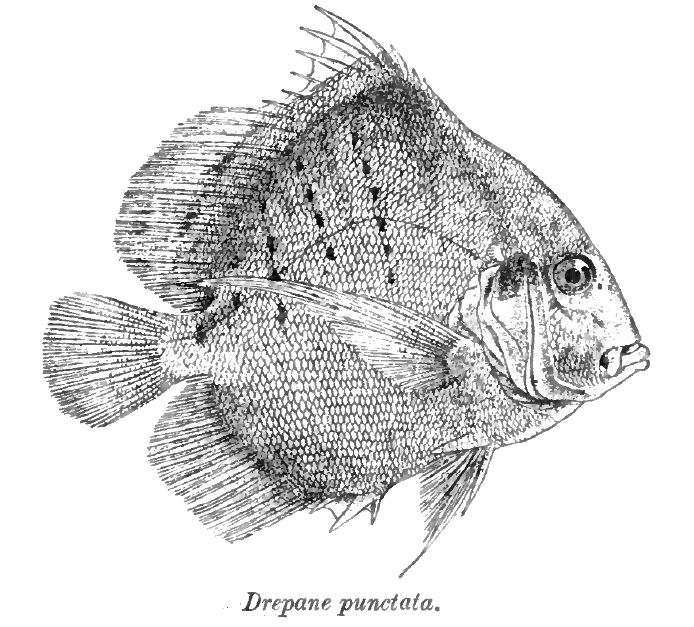
Drepane punctata

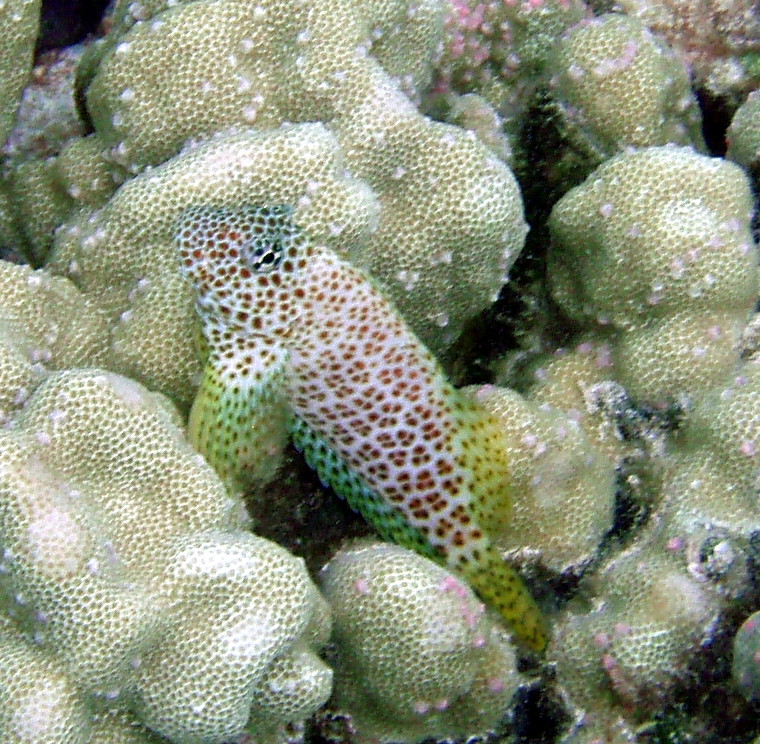
Exallias brevis

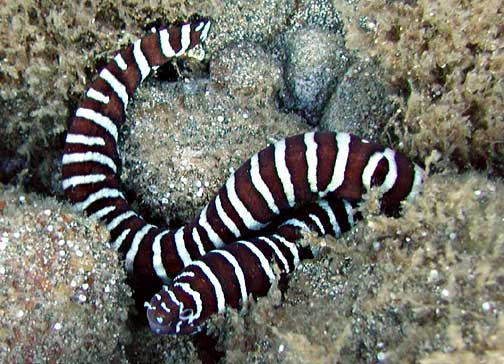
Gymnomuraena zebra

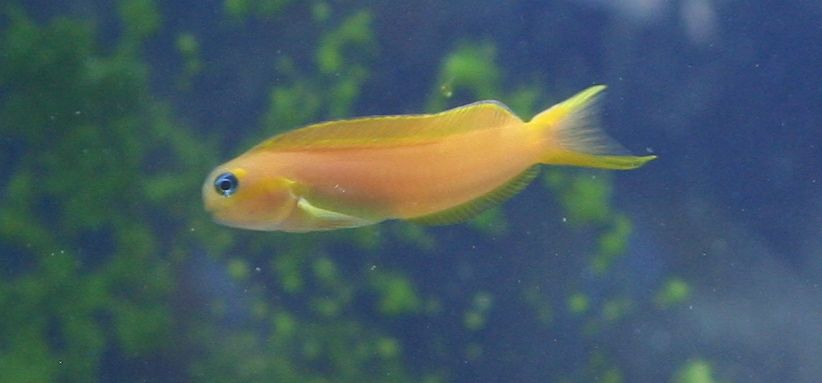
Ecsenius midas

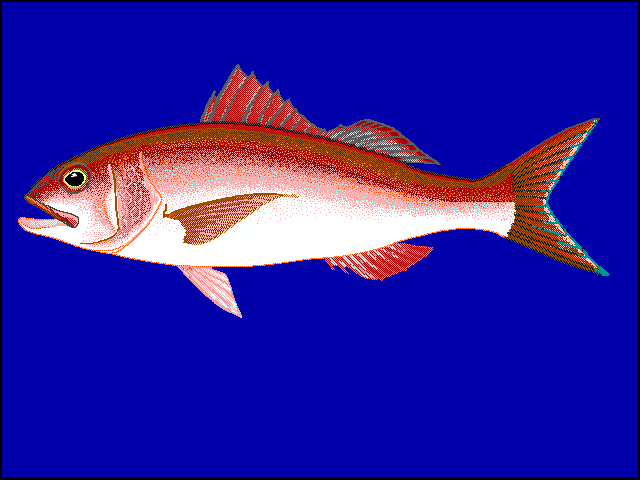
Etelis carbunculus

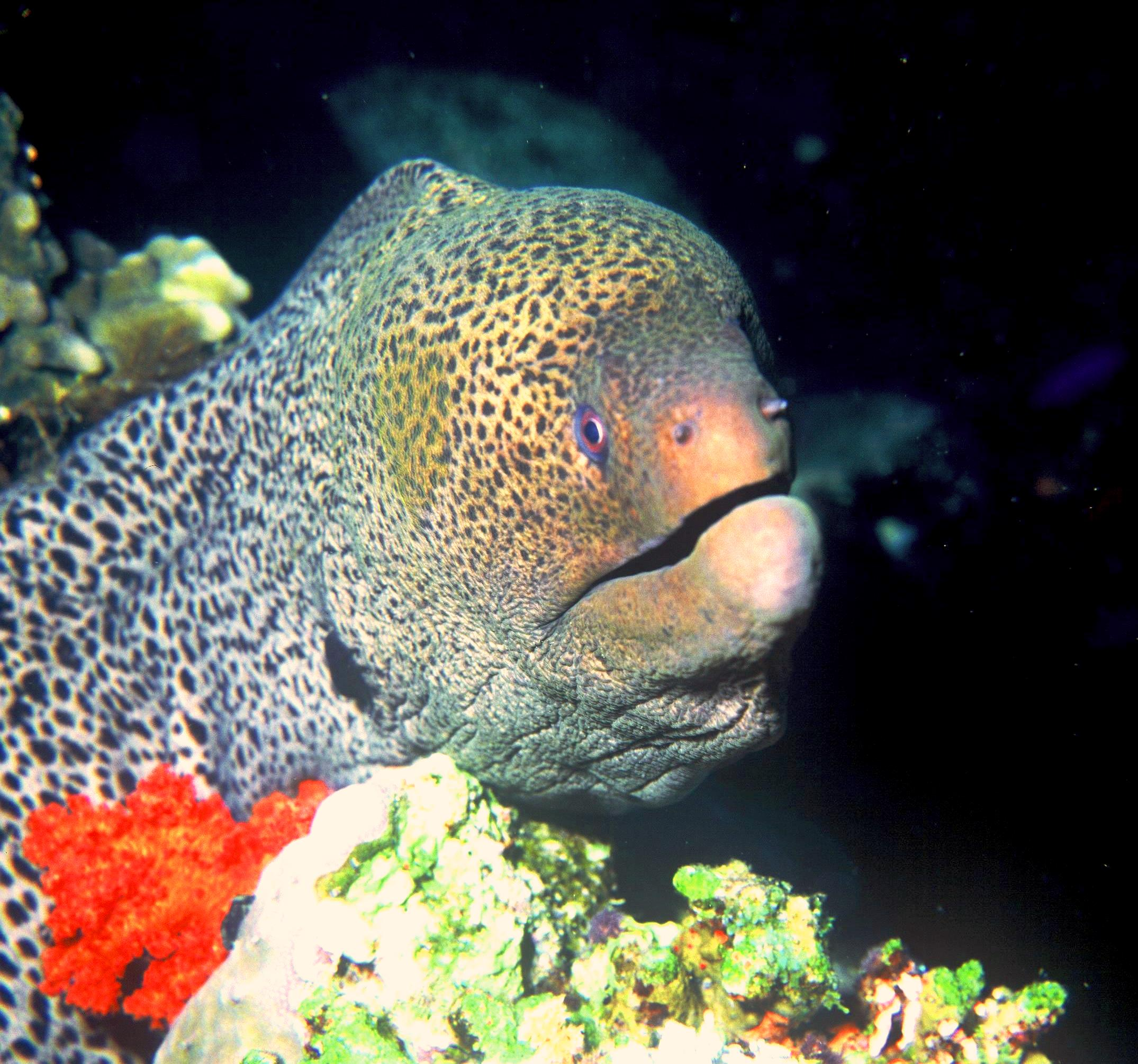
Gymnothorax javanicus

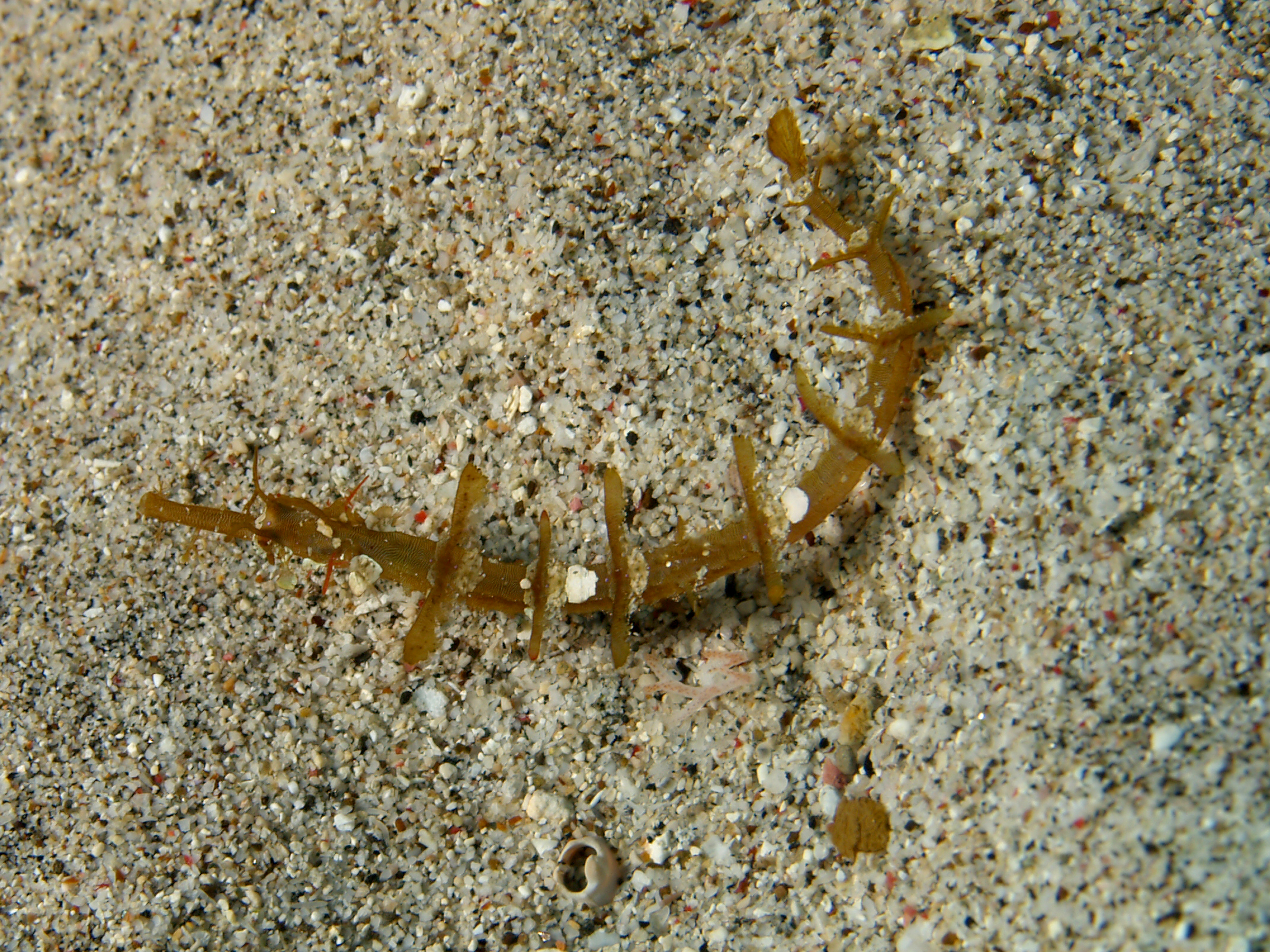
Halicampus macrorhynchus

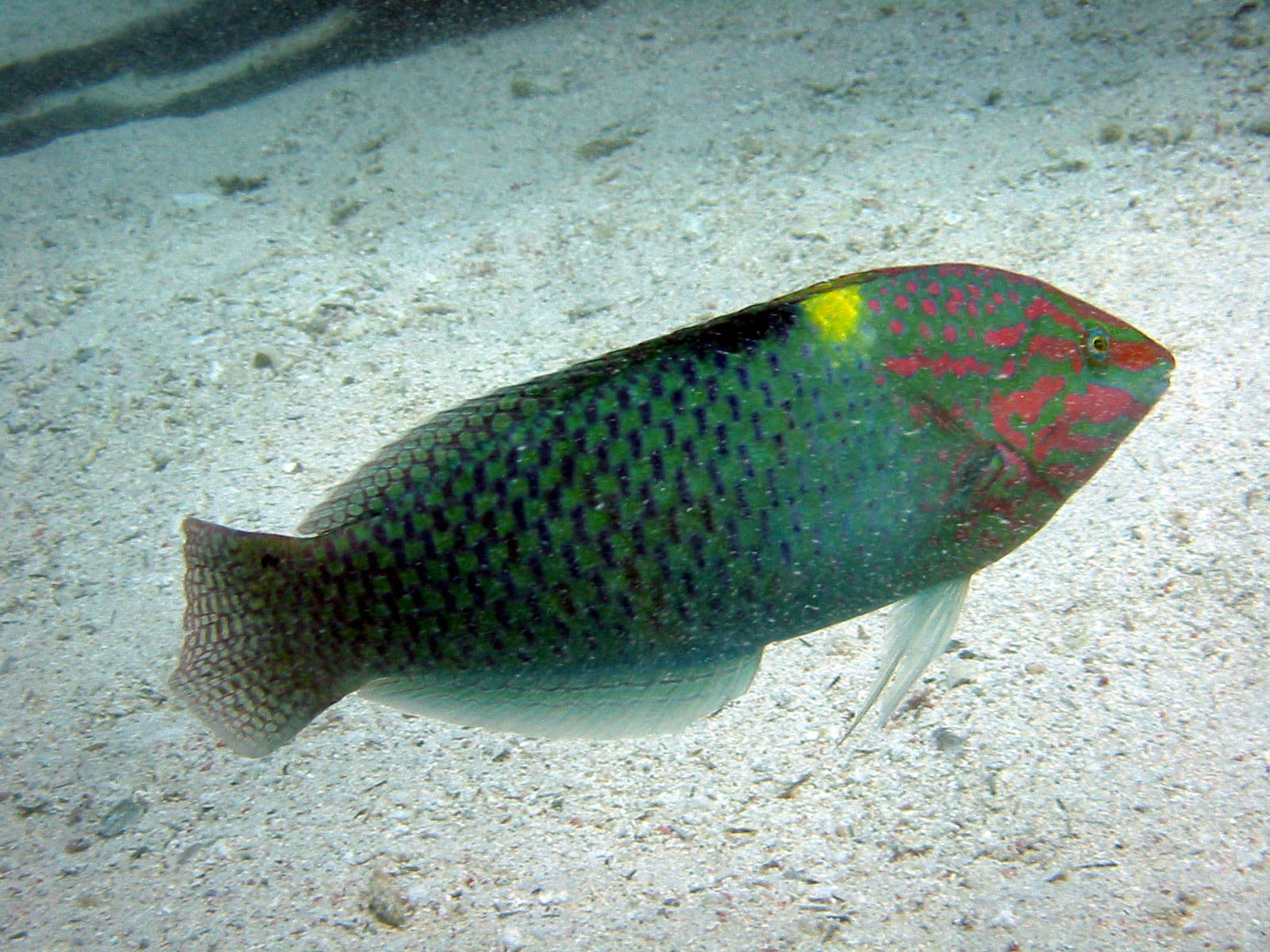
Halichoeres hortulanus

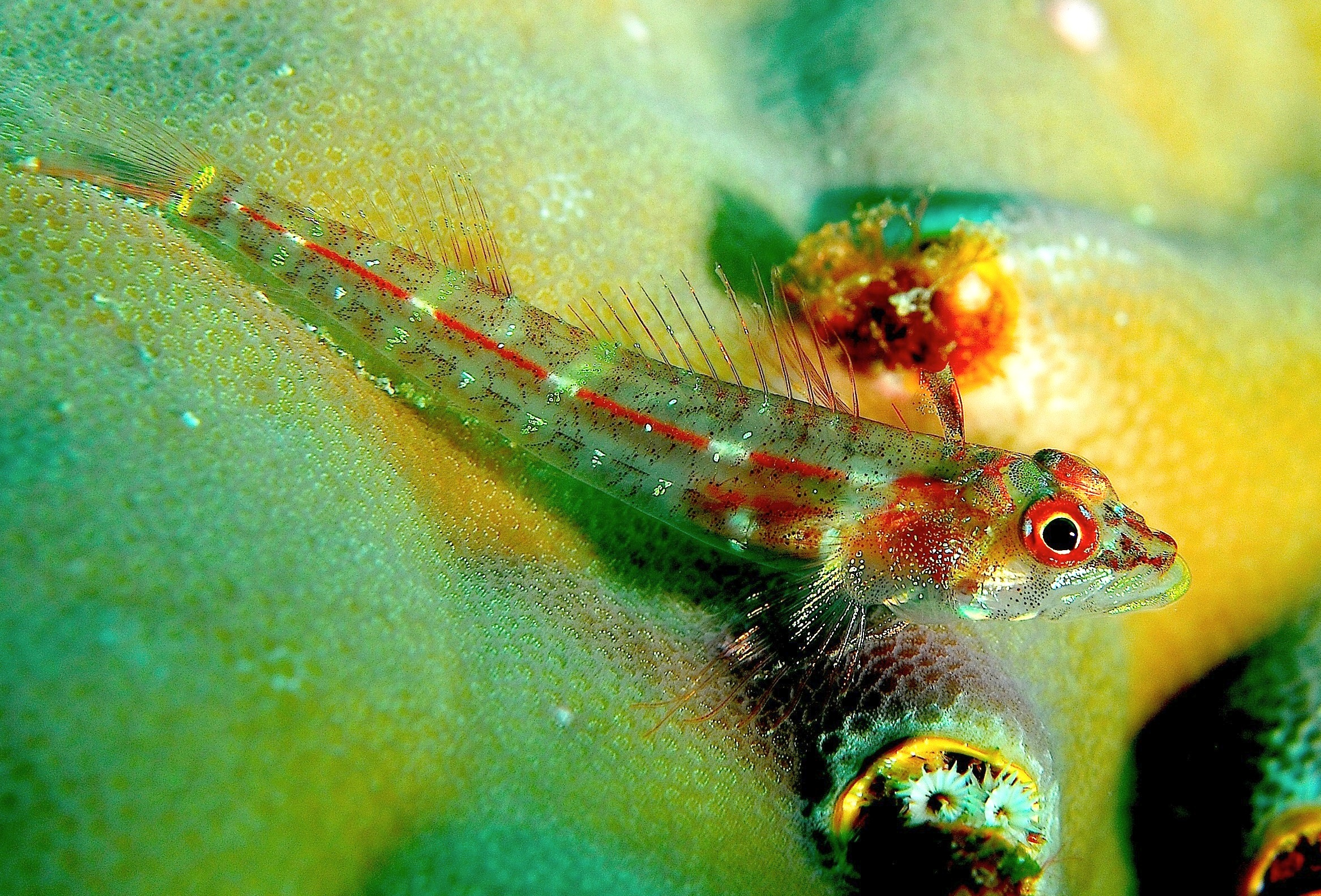
Helcogramma gymnauchen

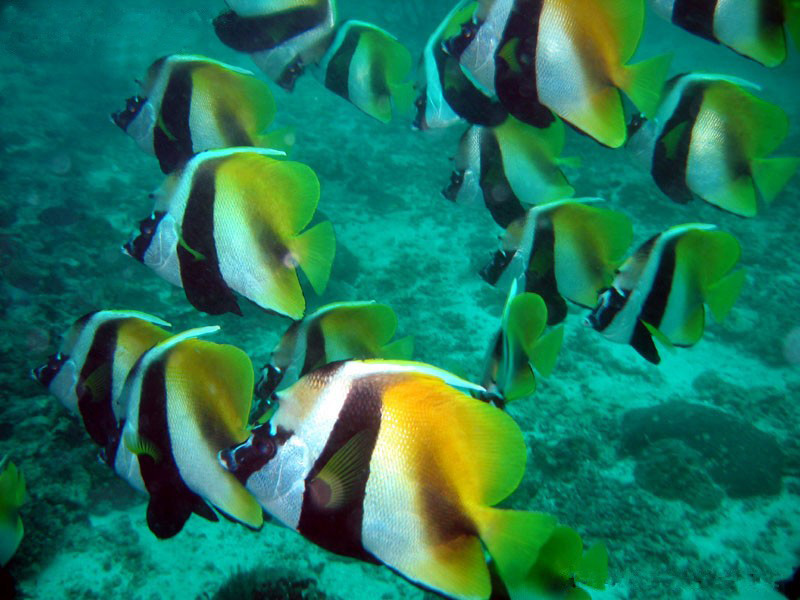
Heniochus monoceros

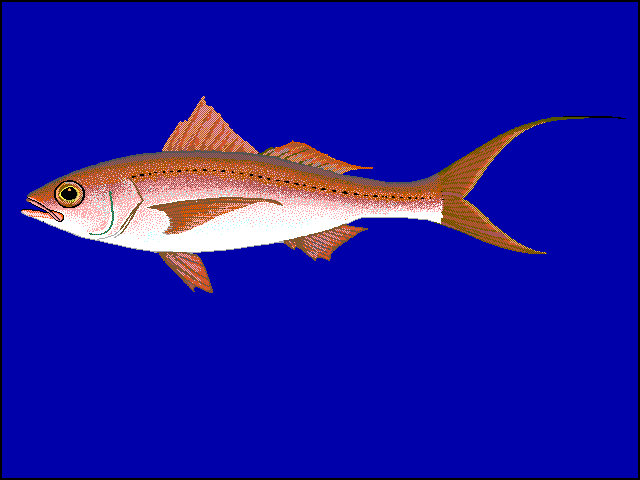
Etelis coruscans

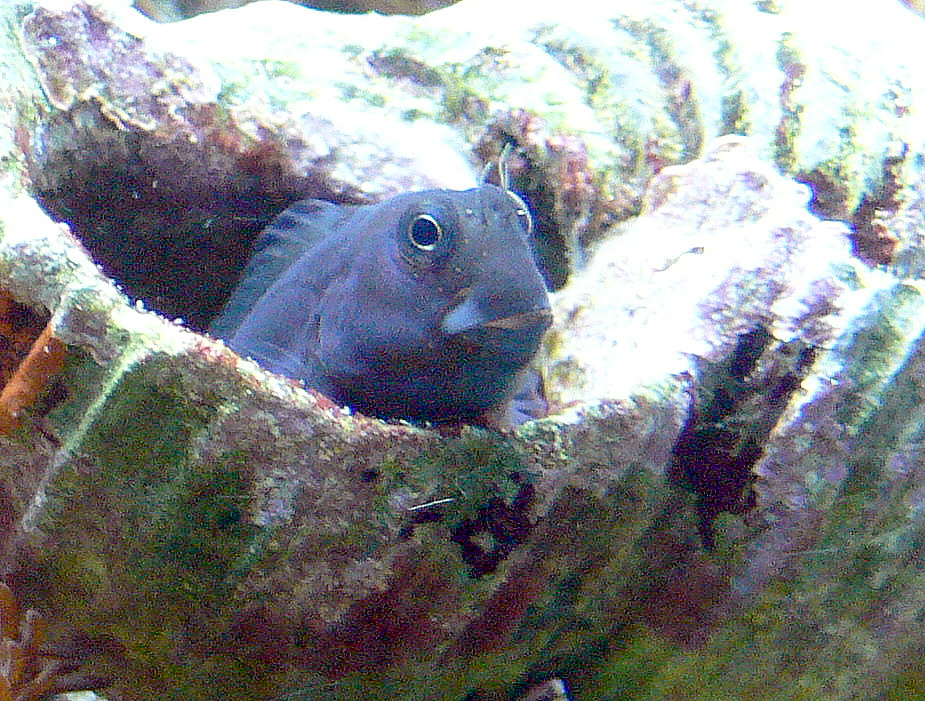
Ecsenius bicolor

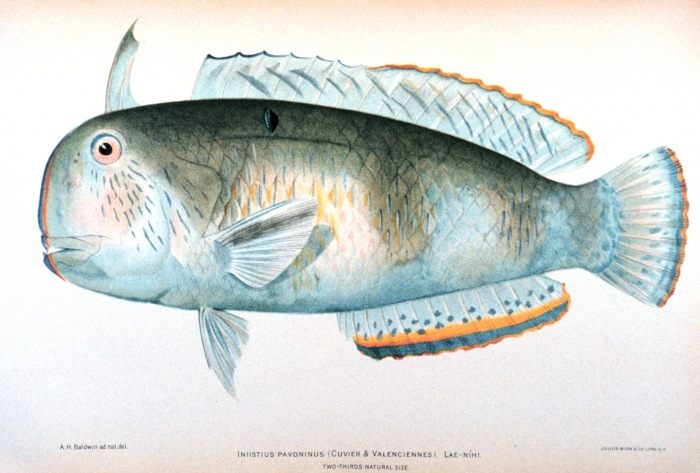
Iniistius pavo

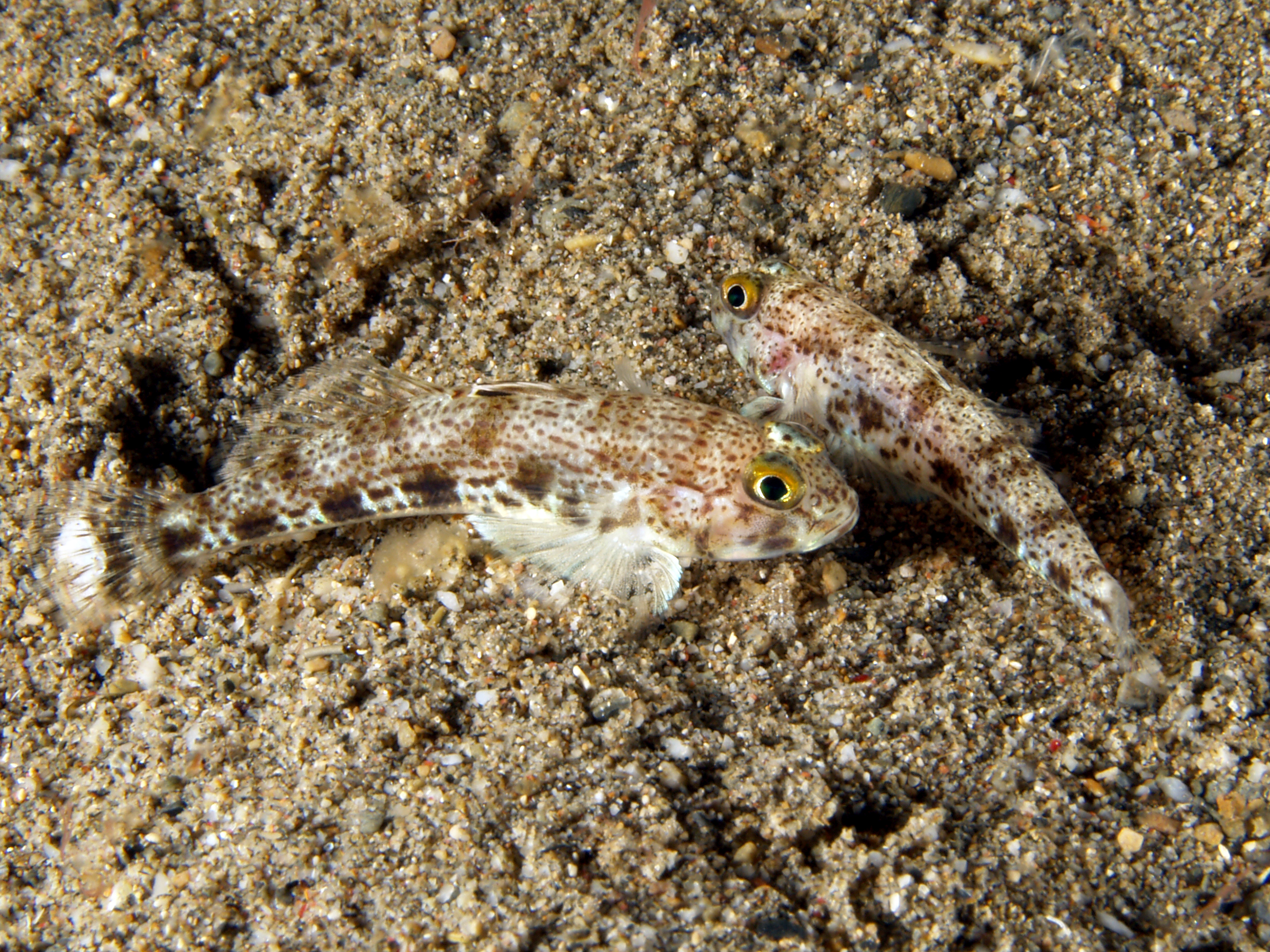
Istigobius nigroocellatus

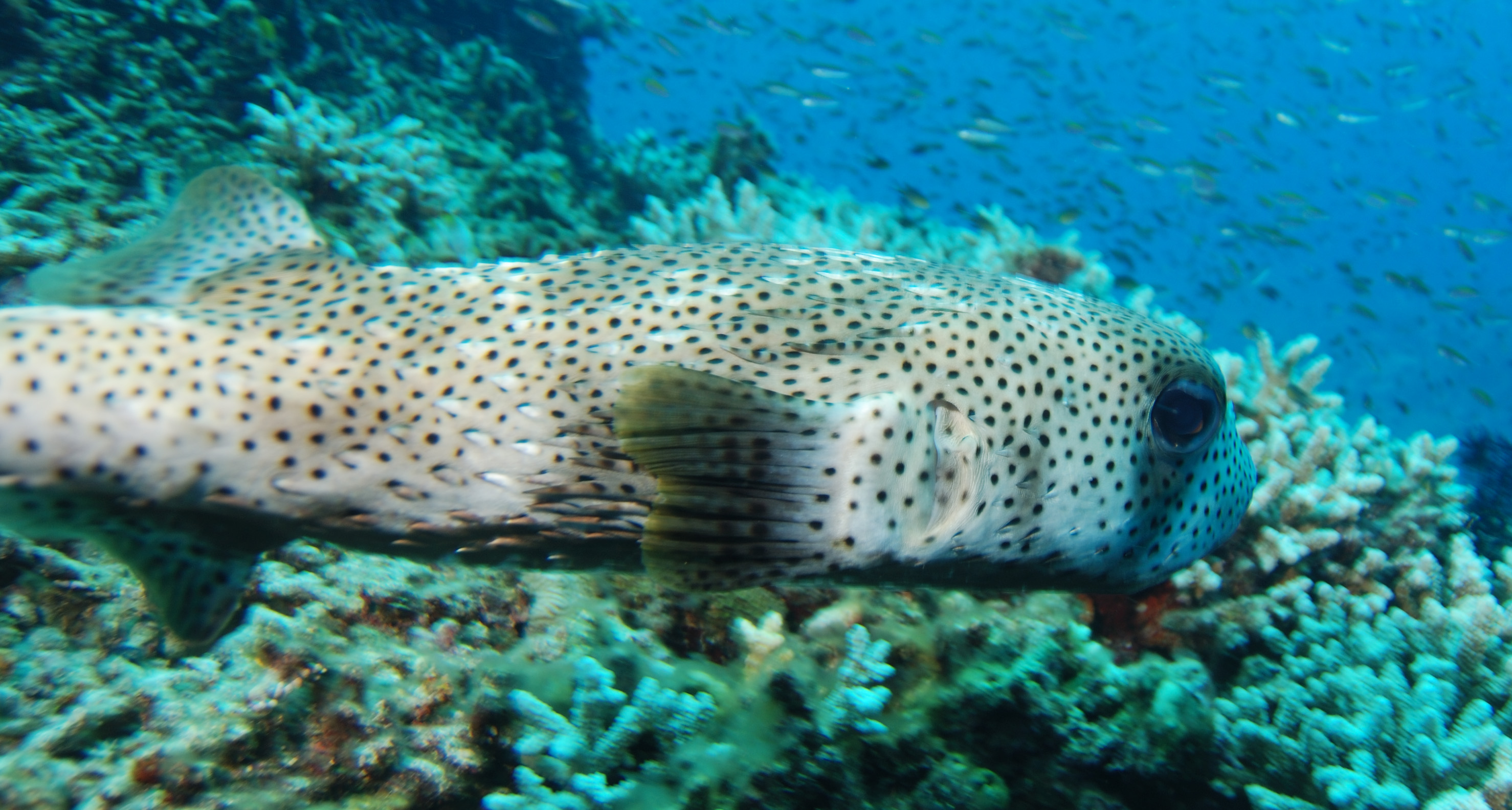
Diodon hystrix

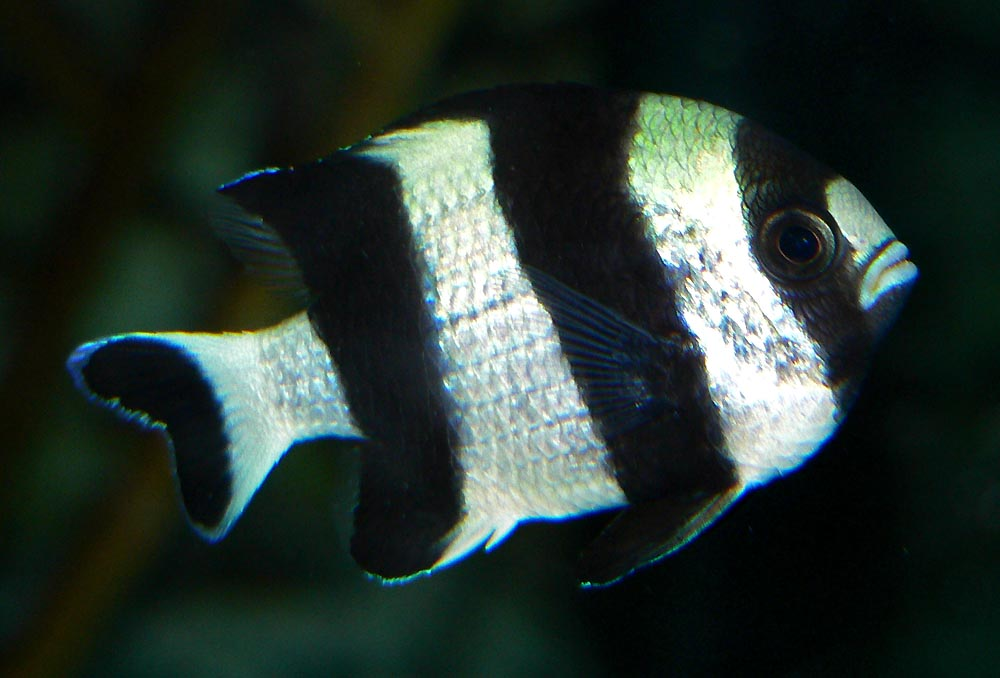
Dascyllus melanurus

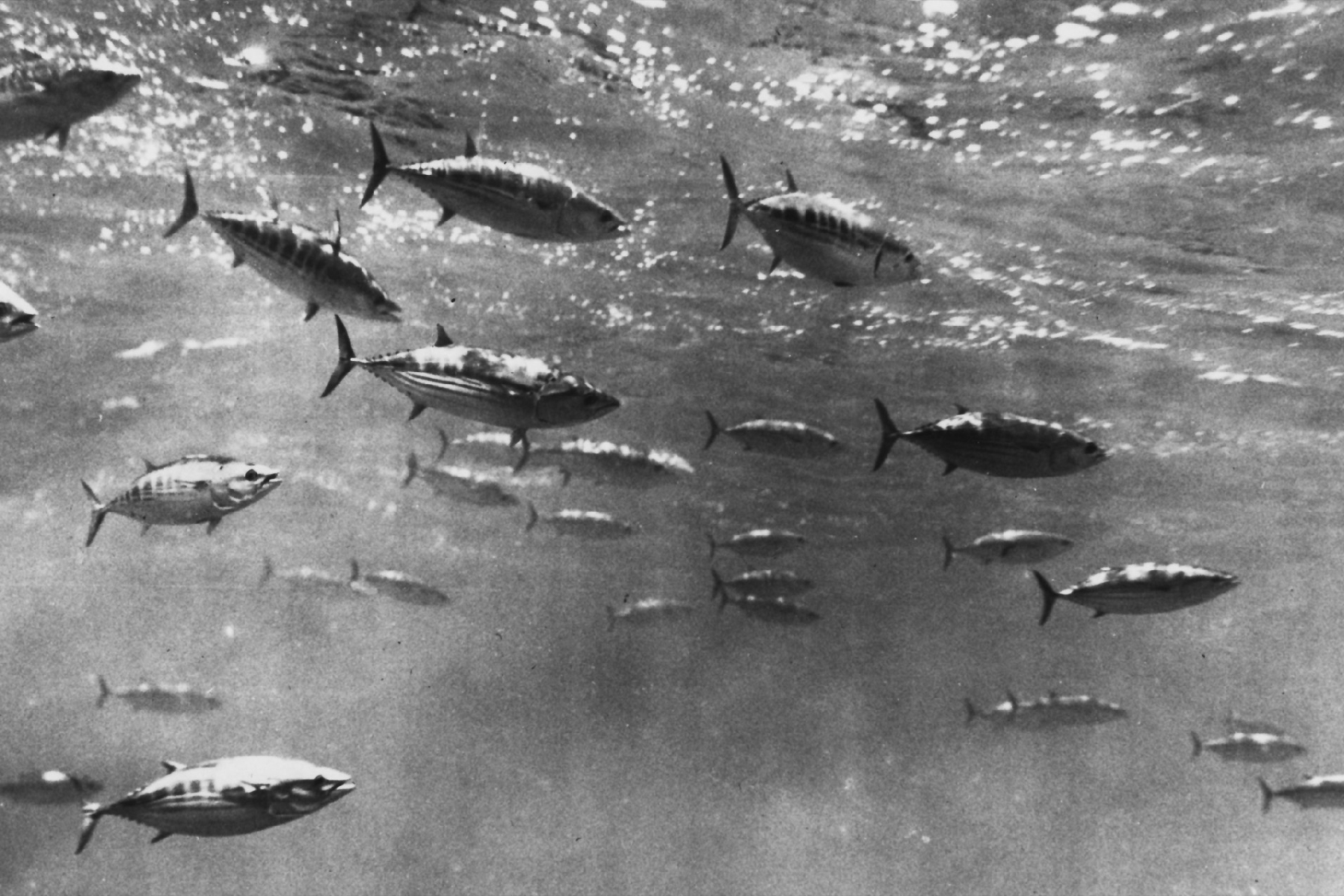
Katsuwonus pelamis

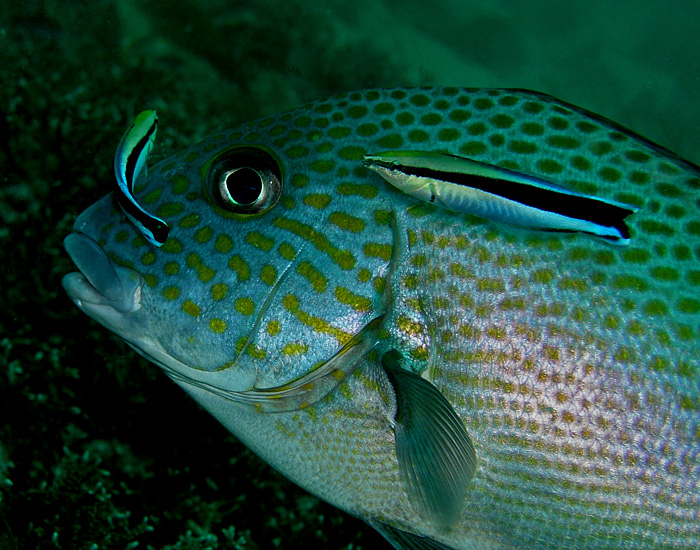
Labroides dimidiatus

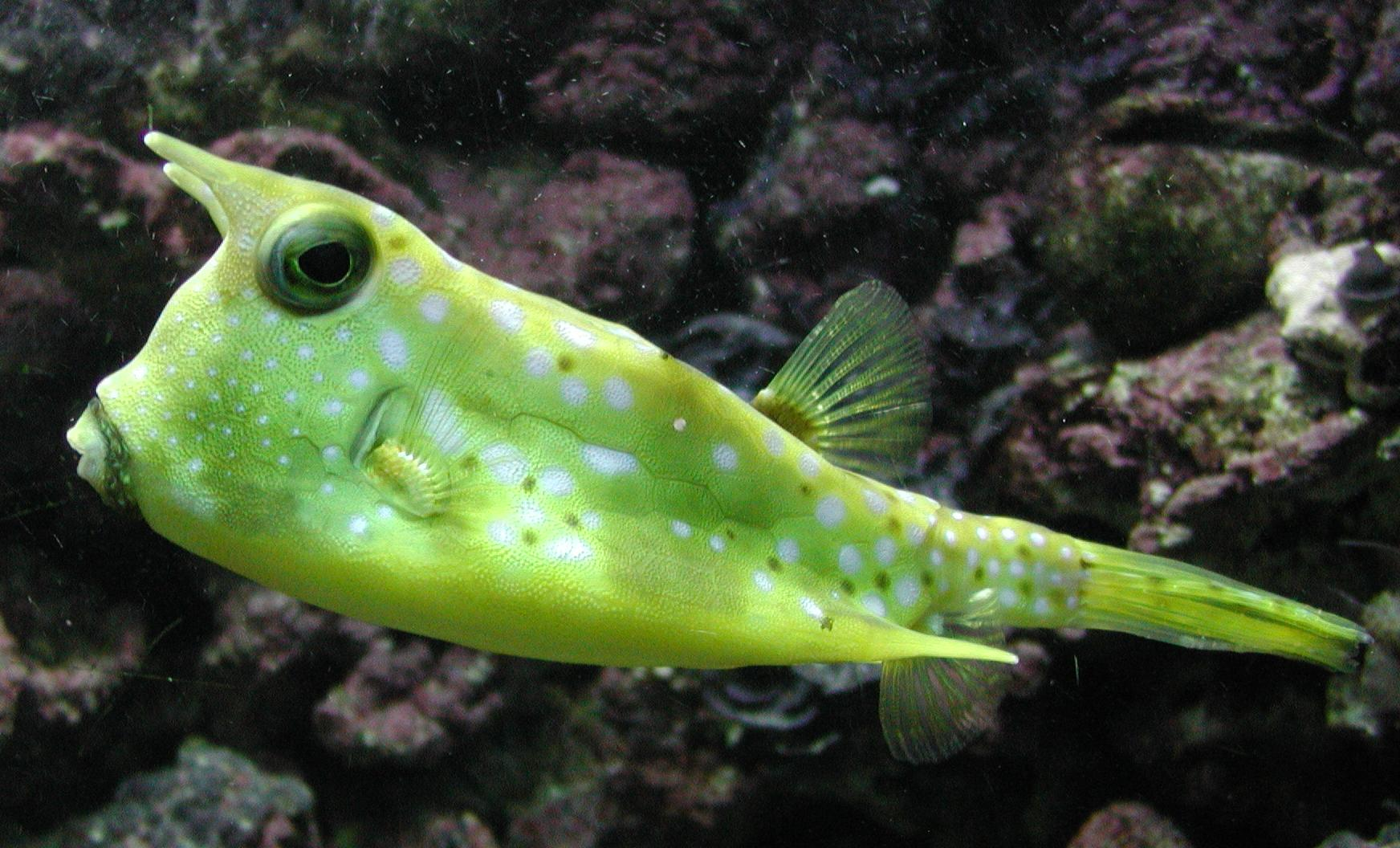
Lactoria cornuta

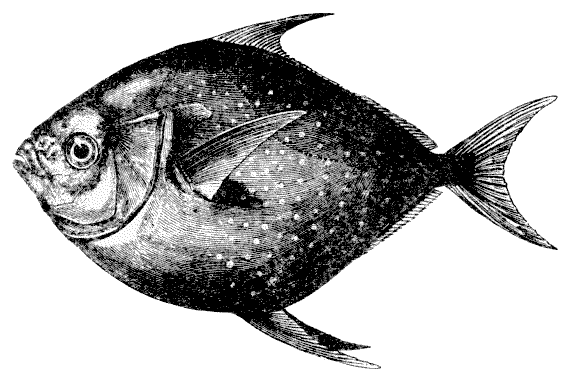
Lampris guttatus

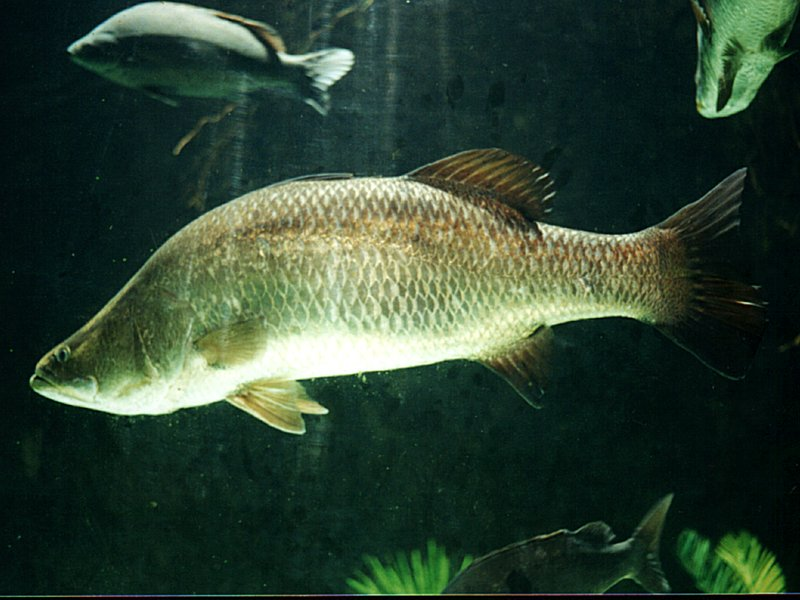
Lates calcarifer

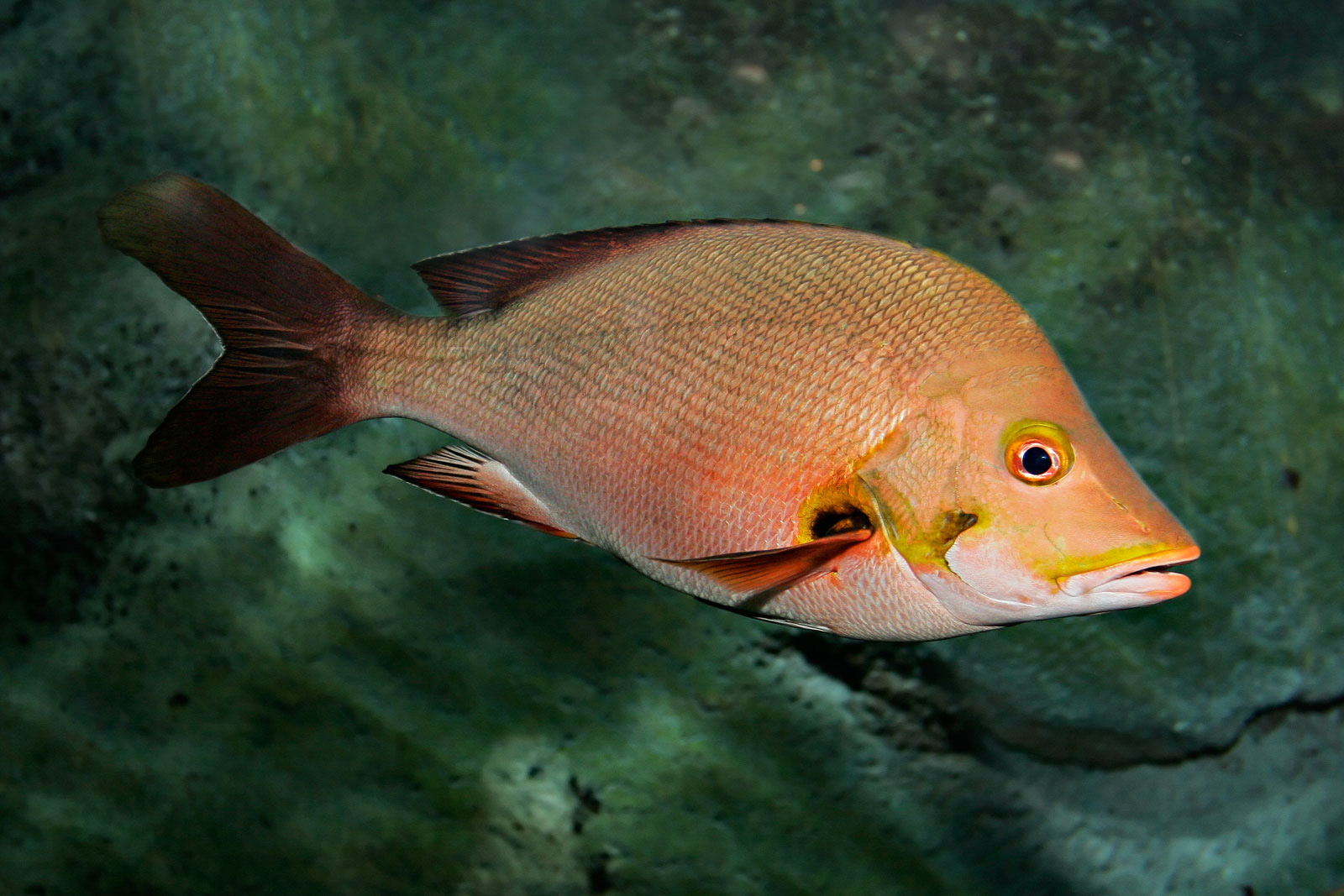
Lutjanus gibbus

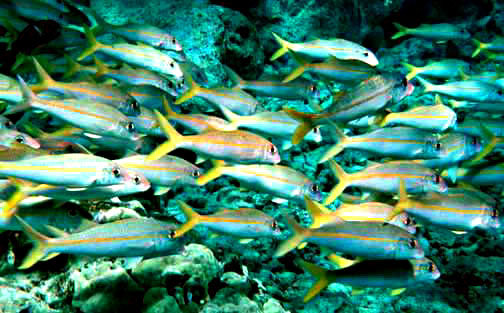
Mulloidichthys vanicolensis

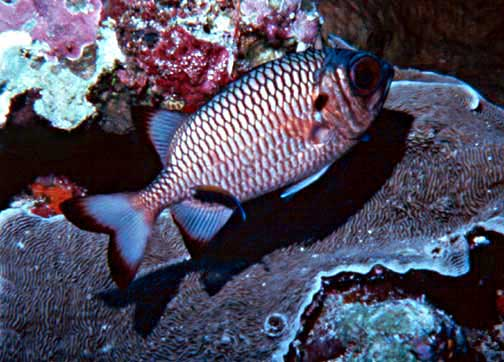
Myripristis adusta

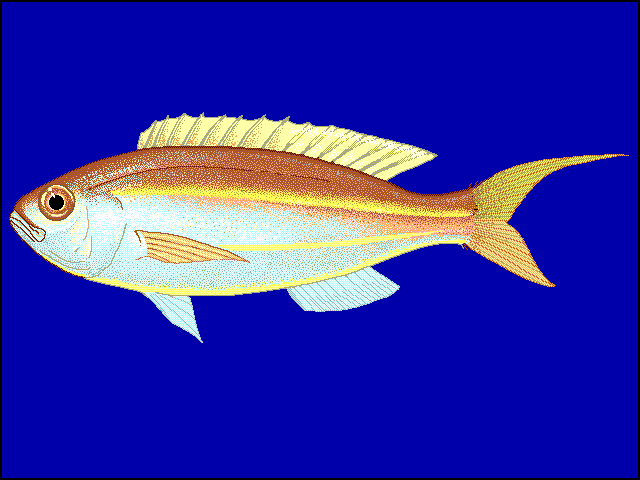
Nemipterus bathybius

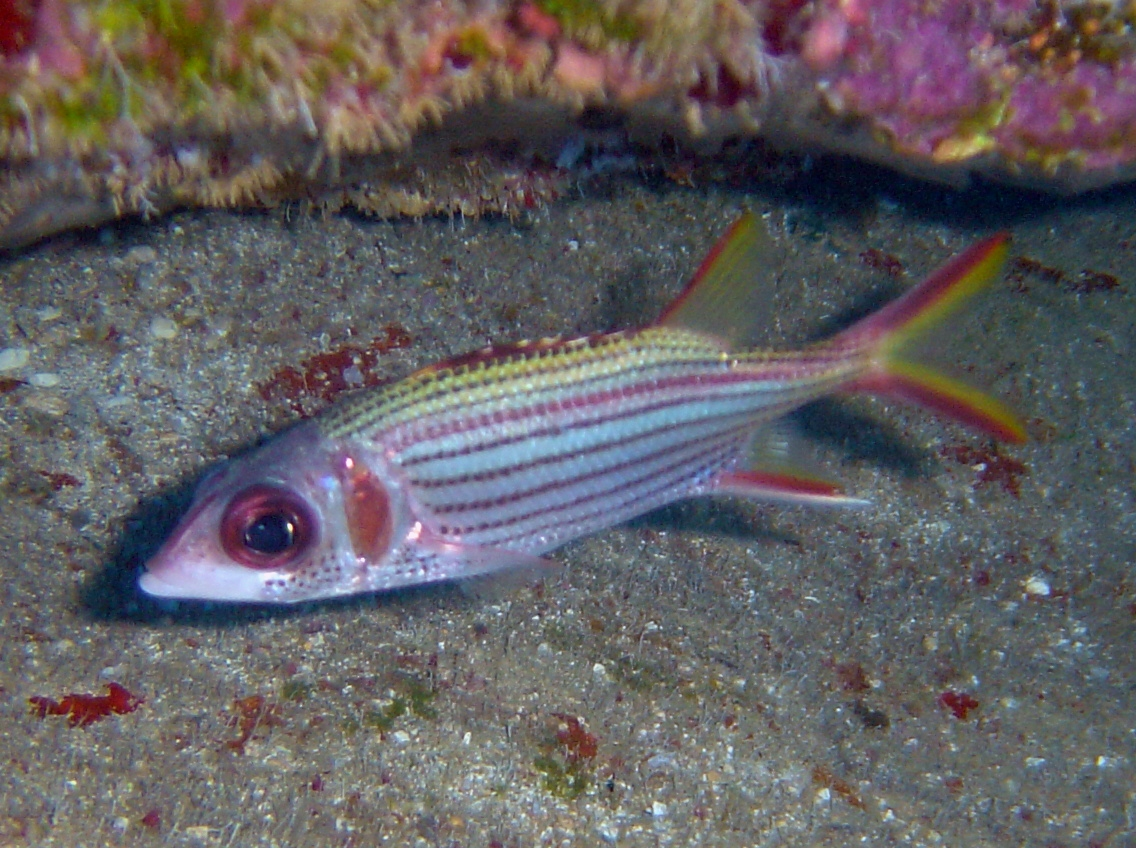
Neoniphon sammara

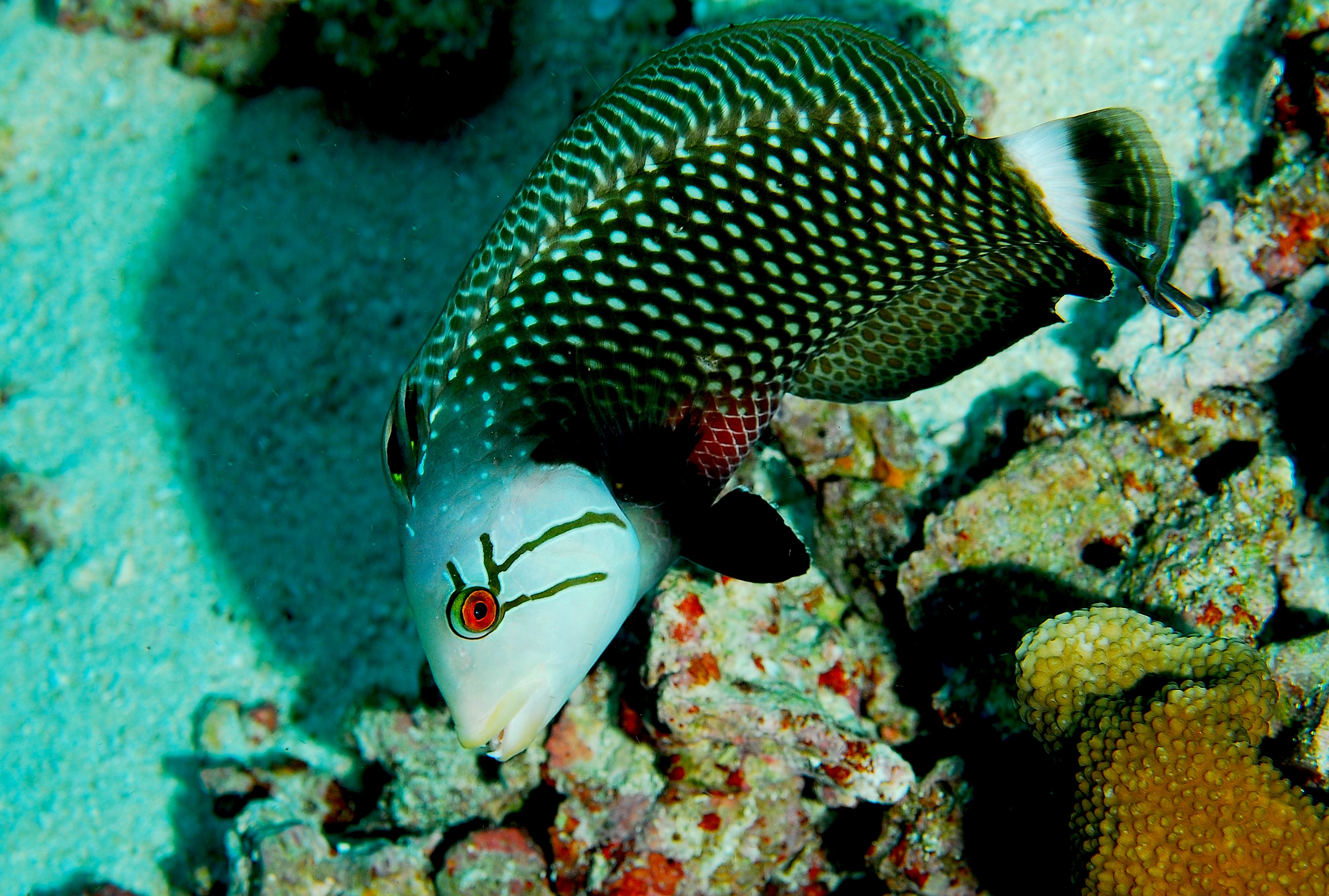
Novaculichthys taeniourus

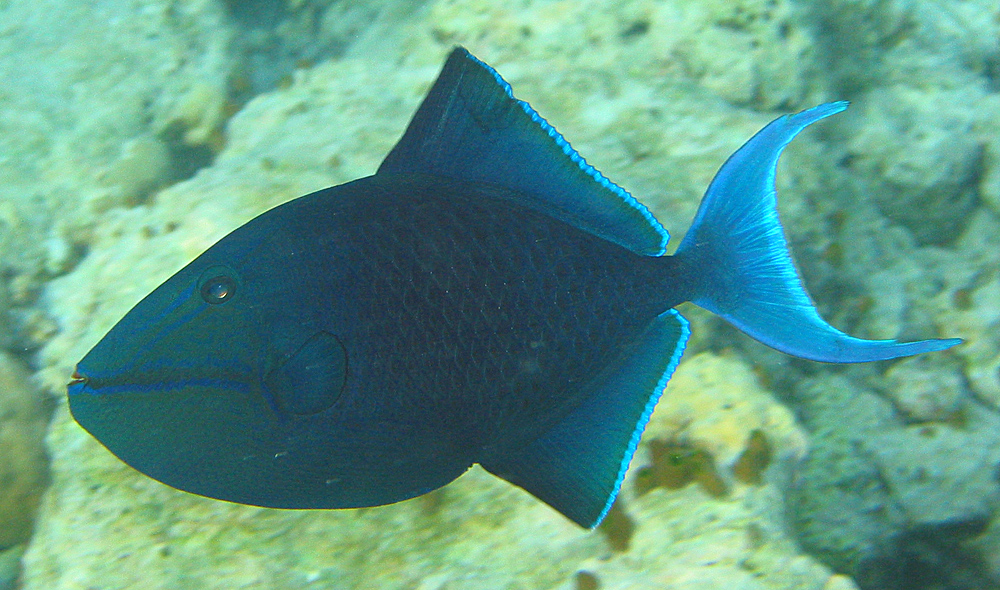
Odonus niger

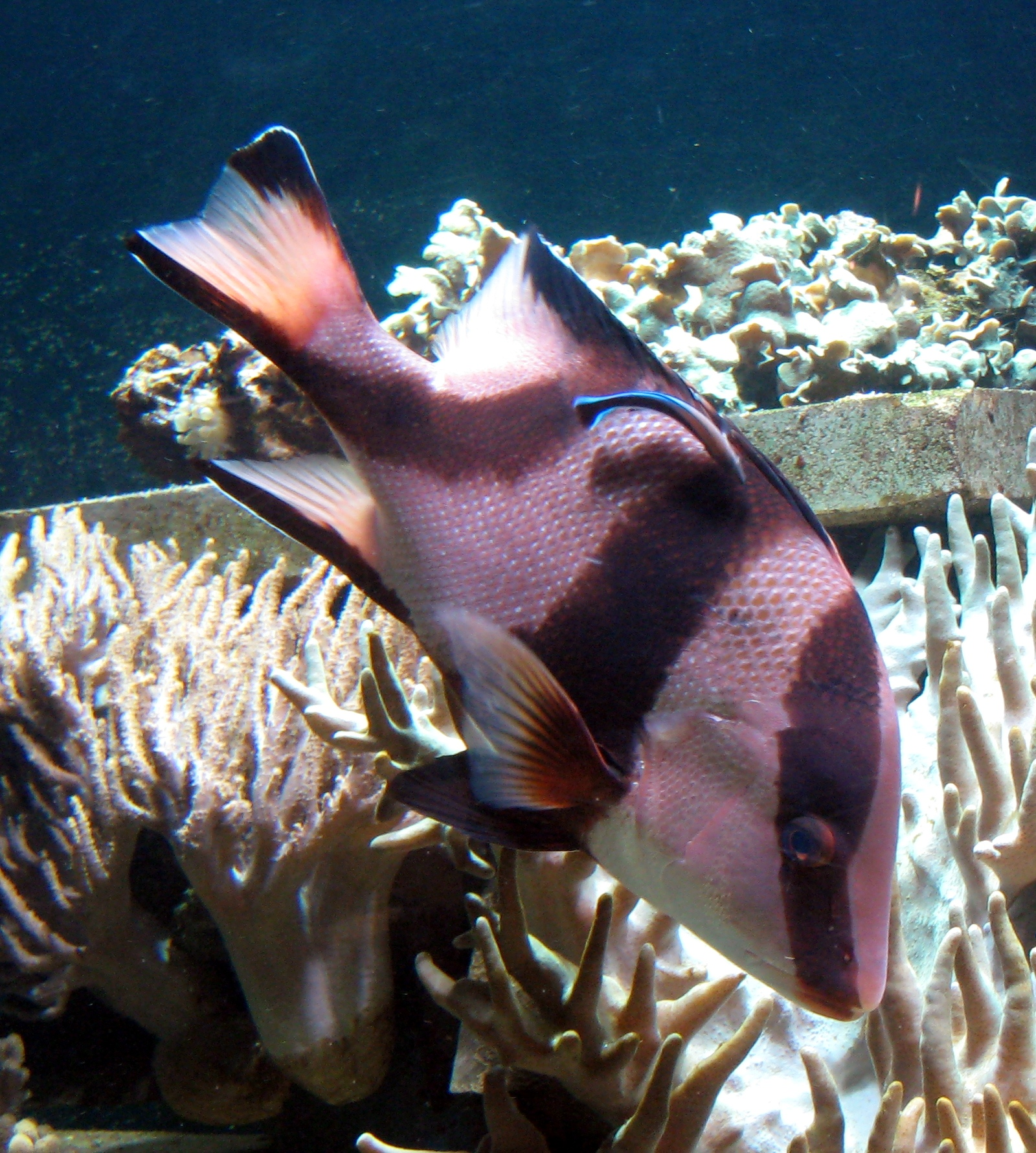
Lutjanus sebae

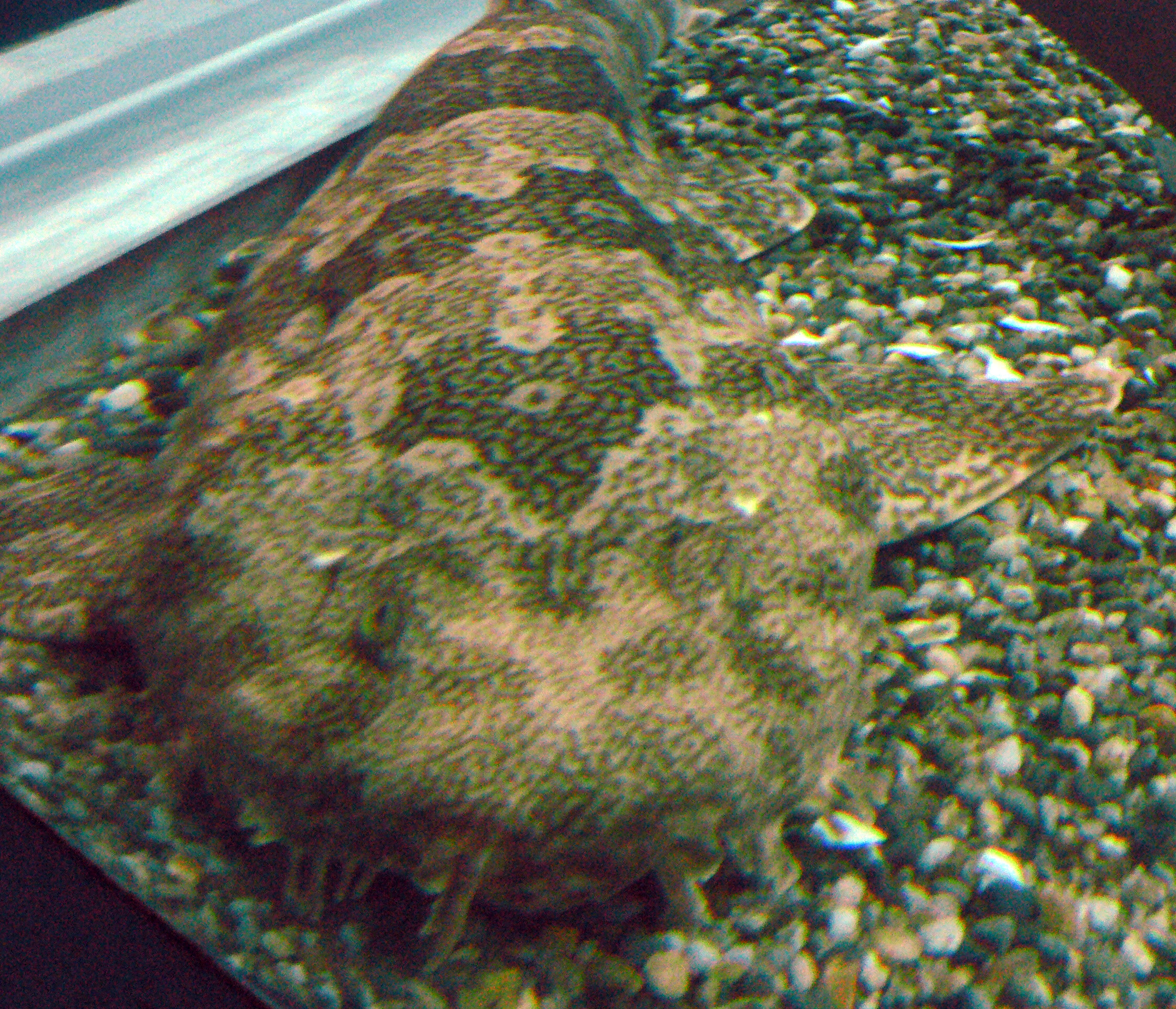
Orectolobus ornatus

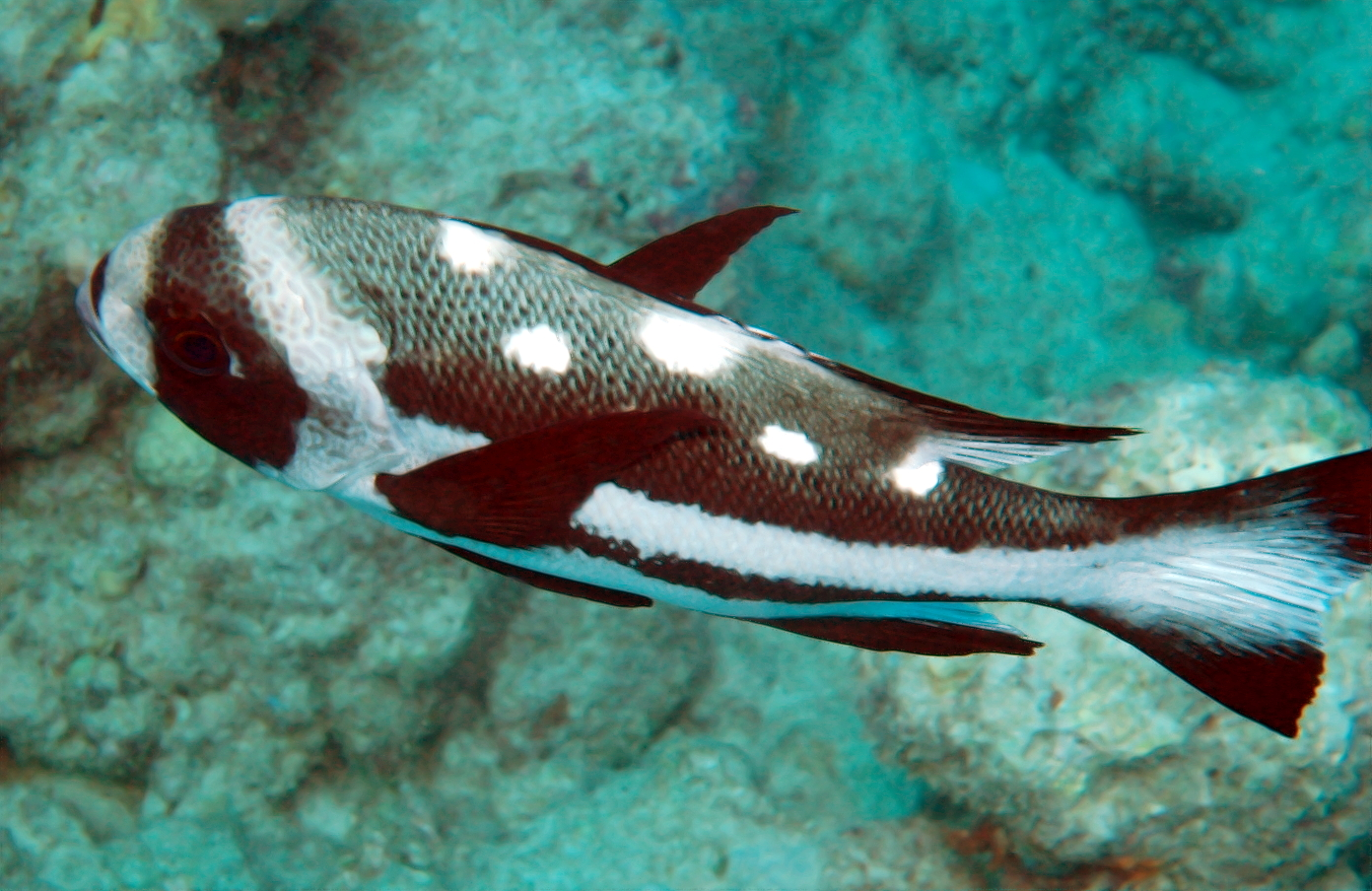
Macolor niger

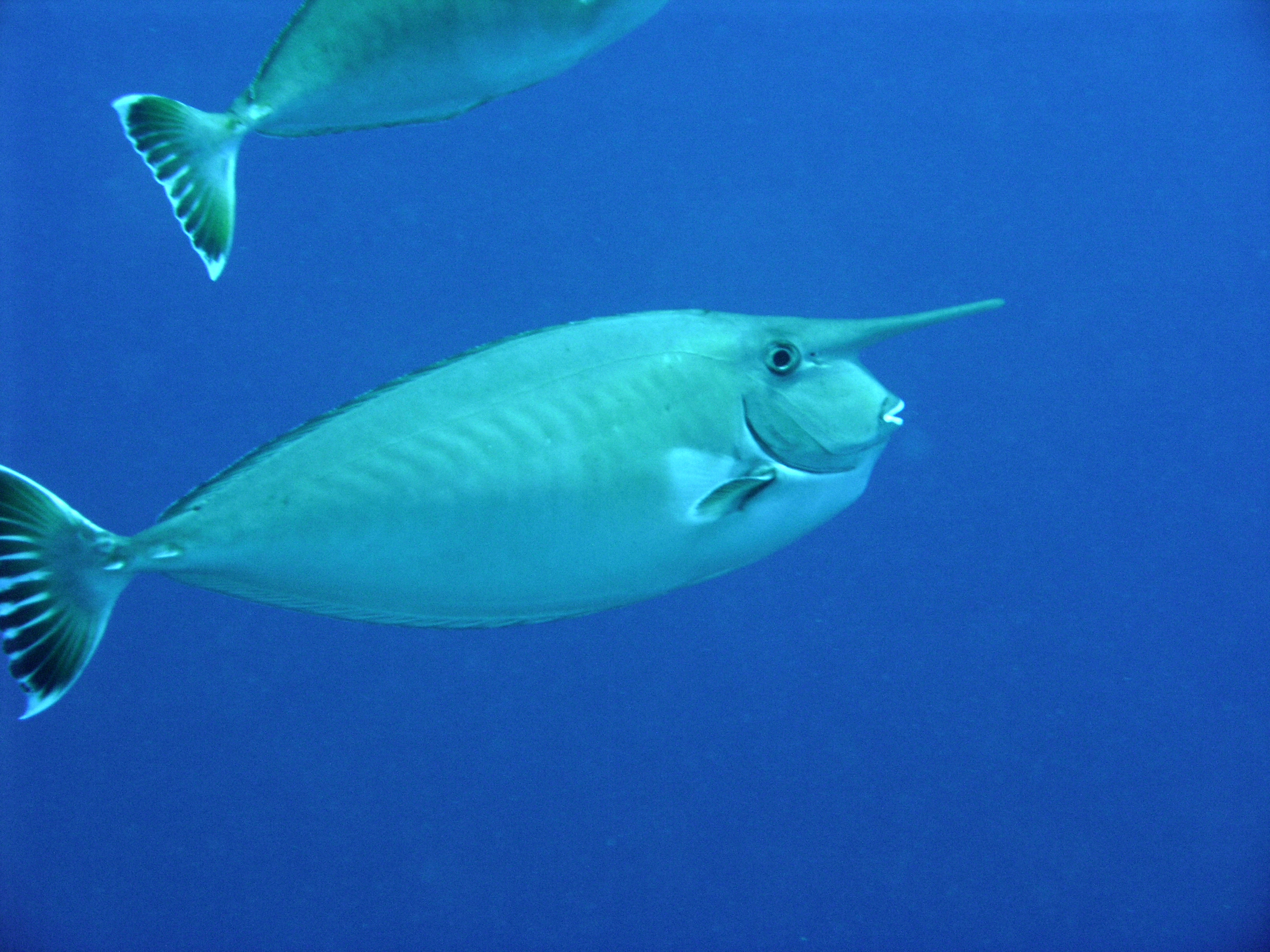
Naso annulatus

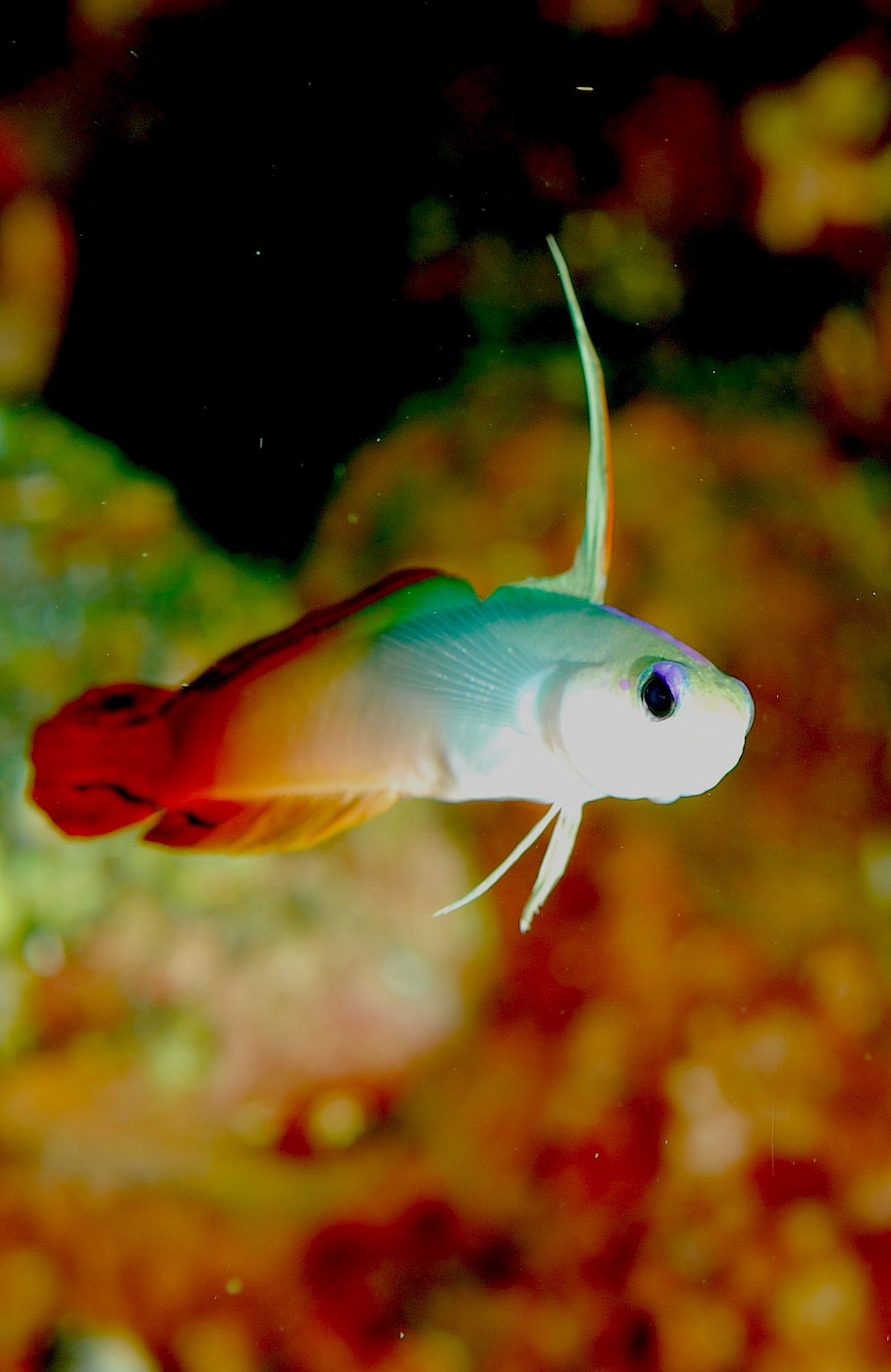
Nemateleotris magnifica

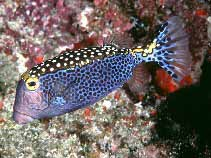
Ostracion meleagris

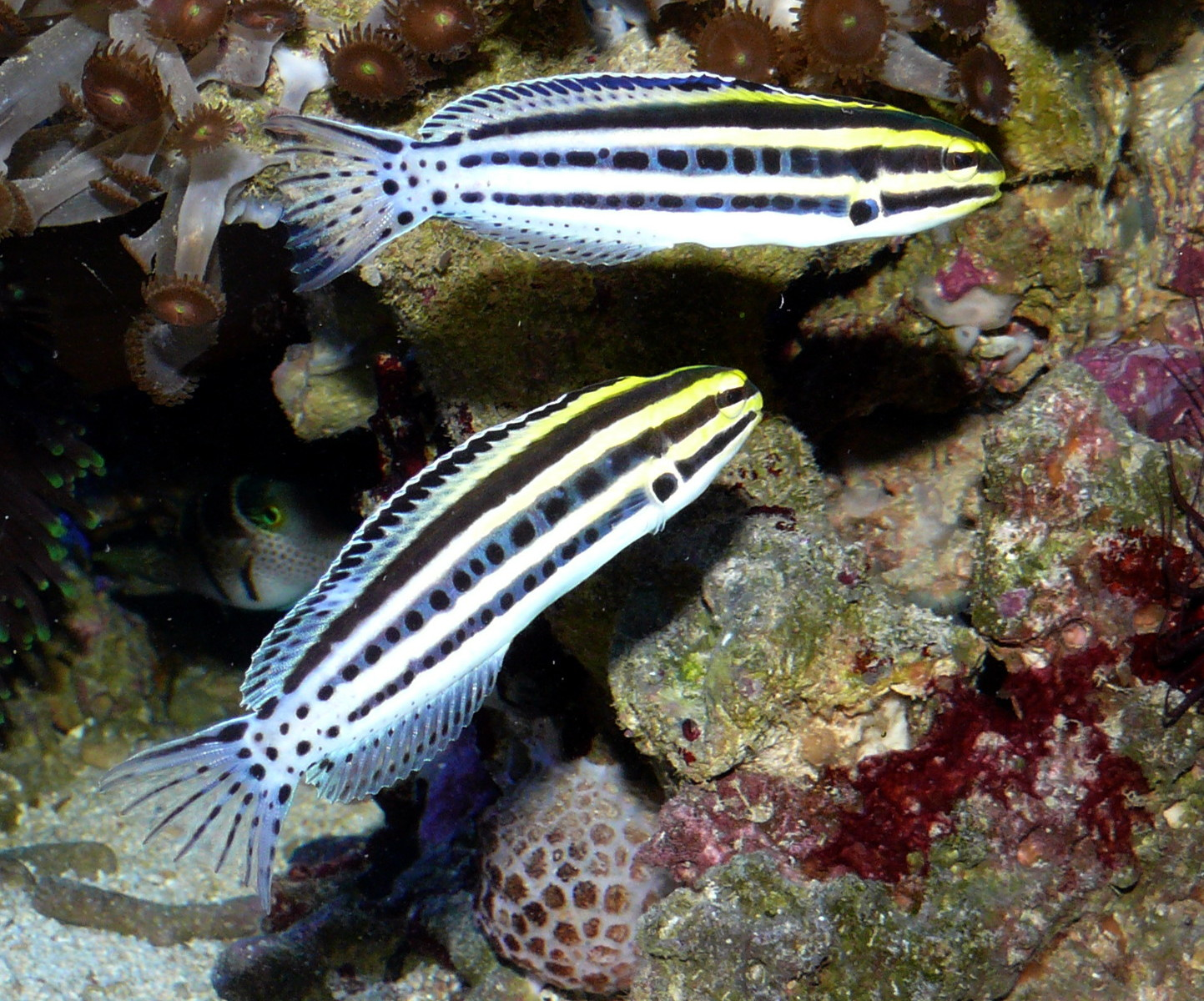
Meiacanthus grammistes

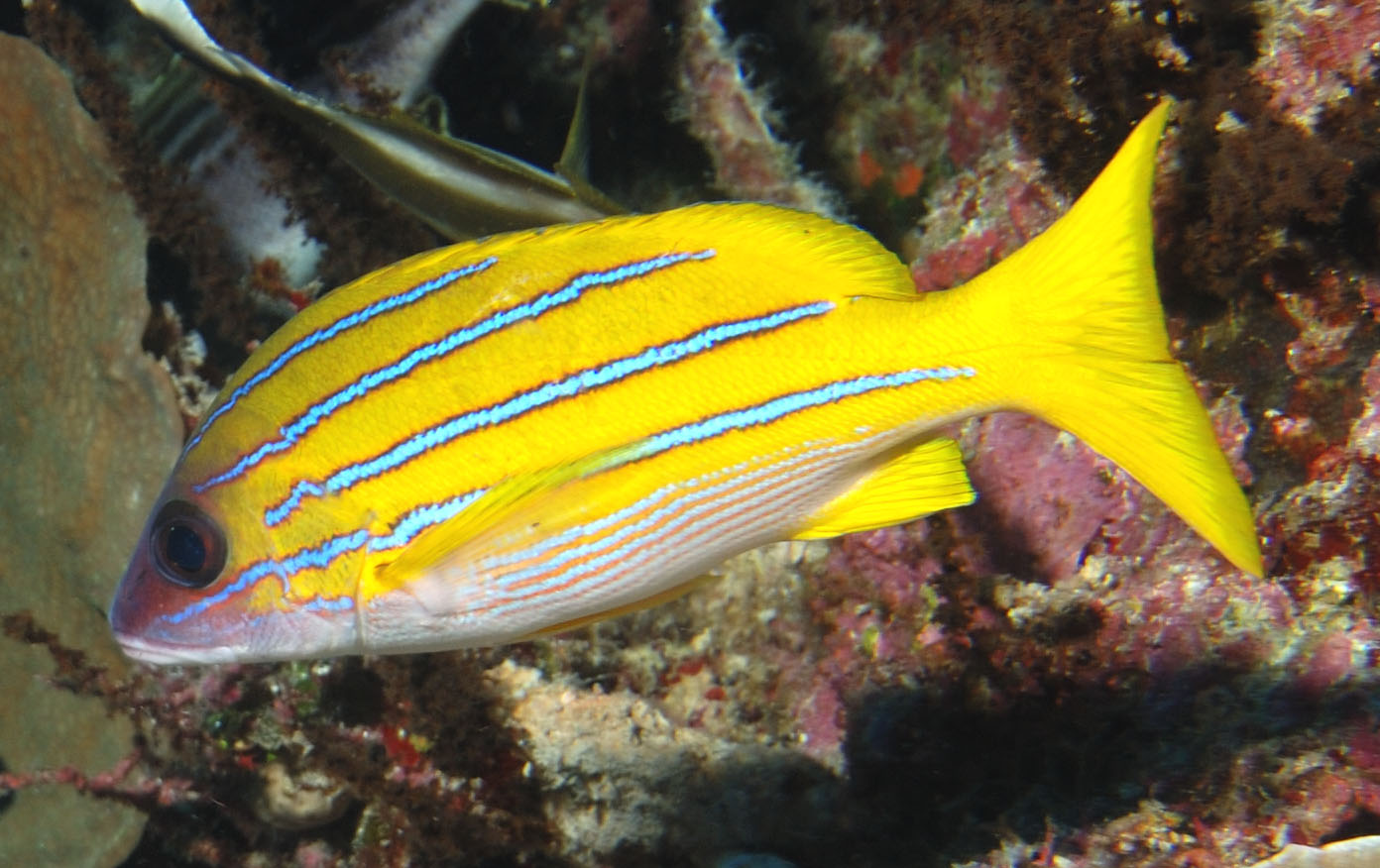
Lutjanus kasmira

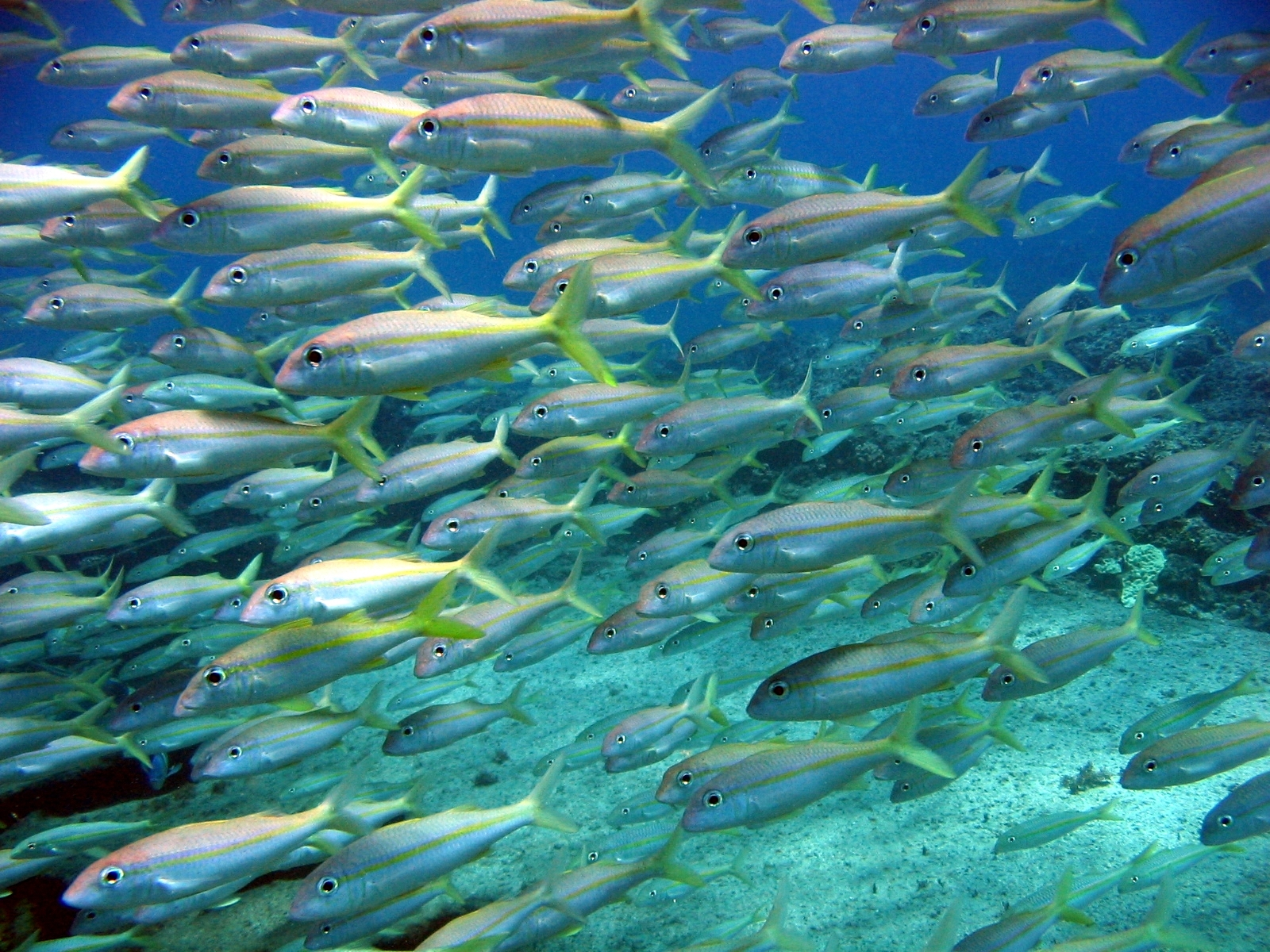
Mulloidichthys flavolineatus

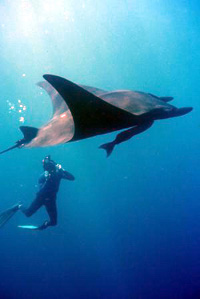
Manta birostris

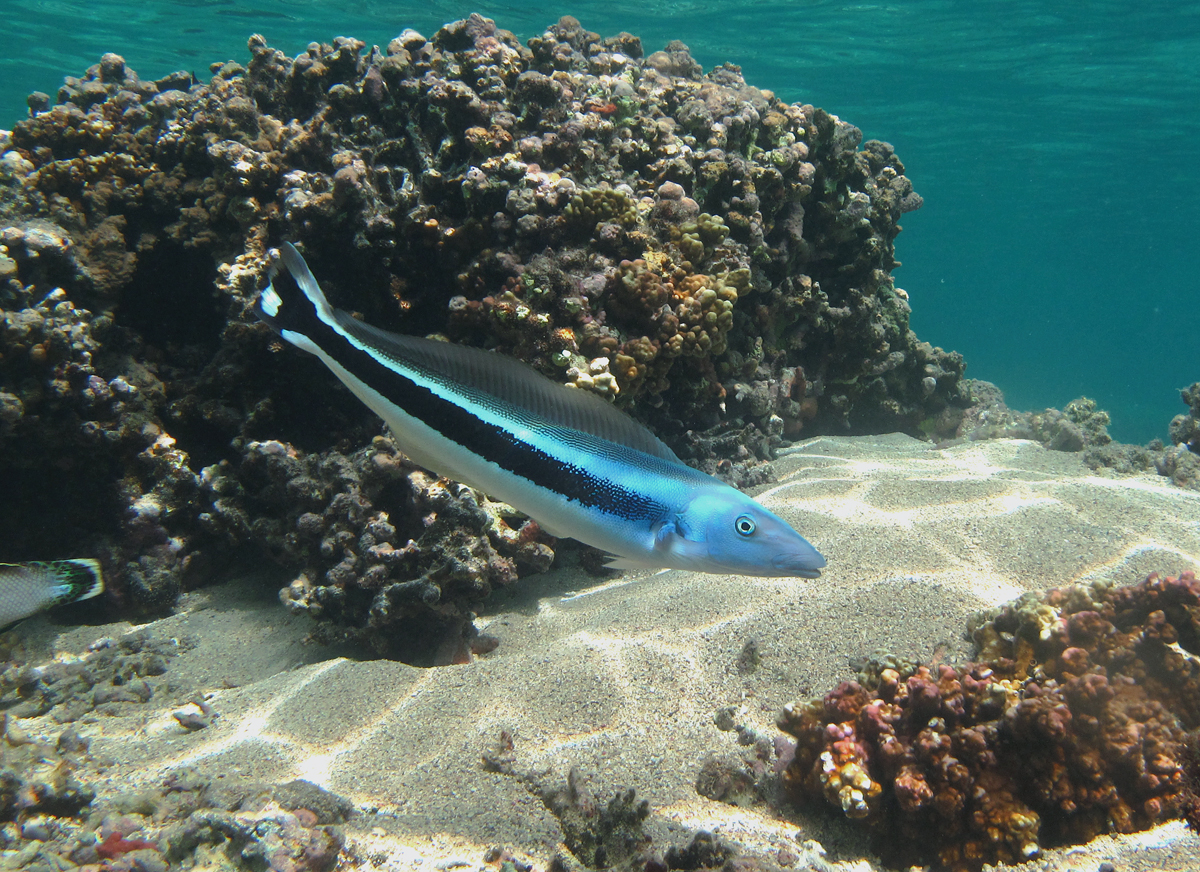
Malacanthus latovittatus

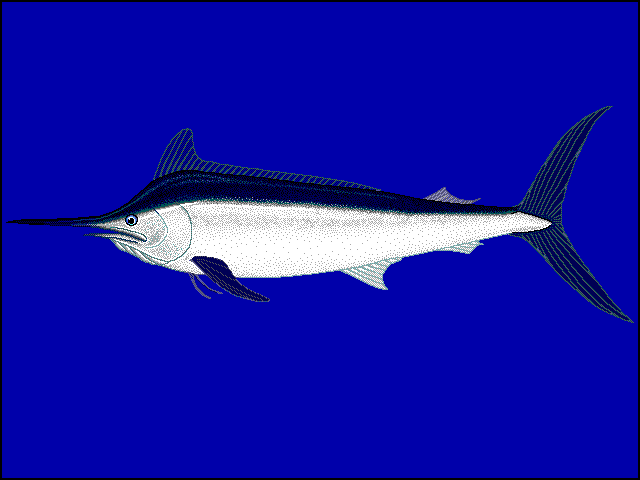
Makaira indica

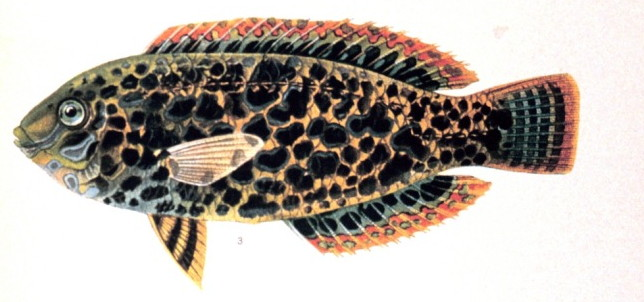
Macropharyngodon meleagris

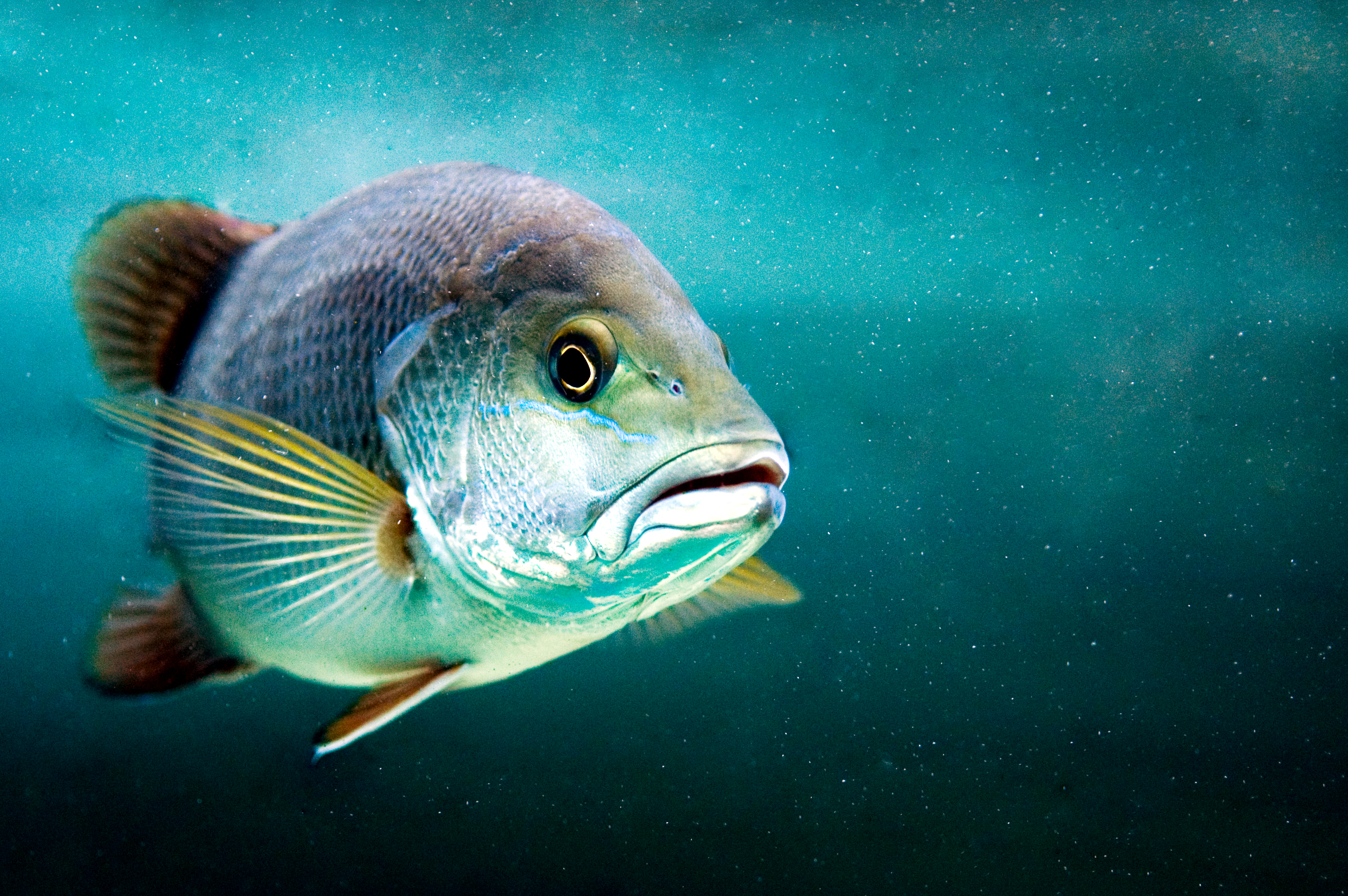
Lutjanus argentimaculatus

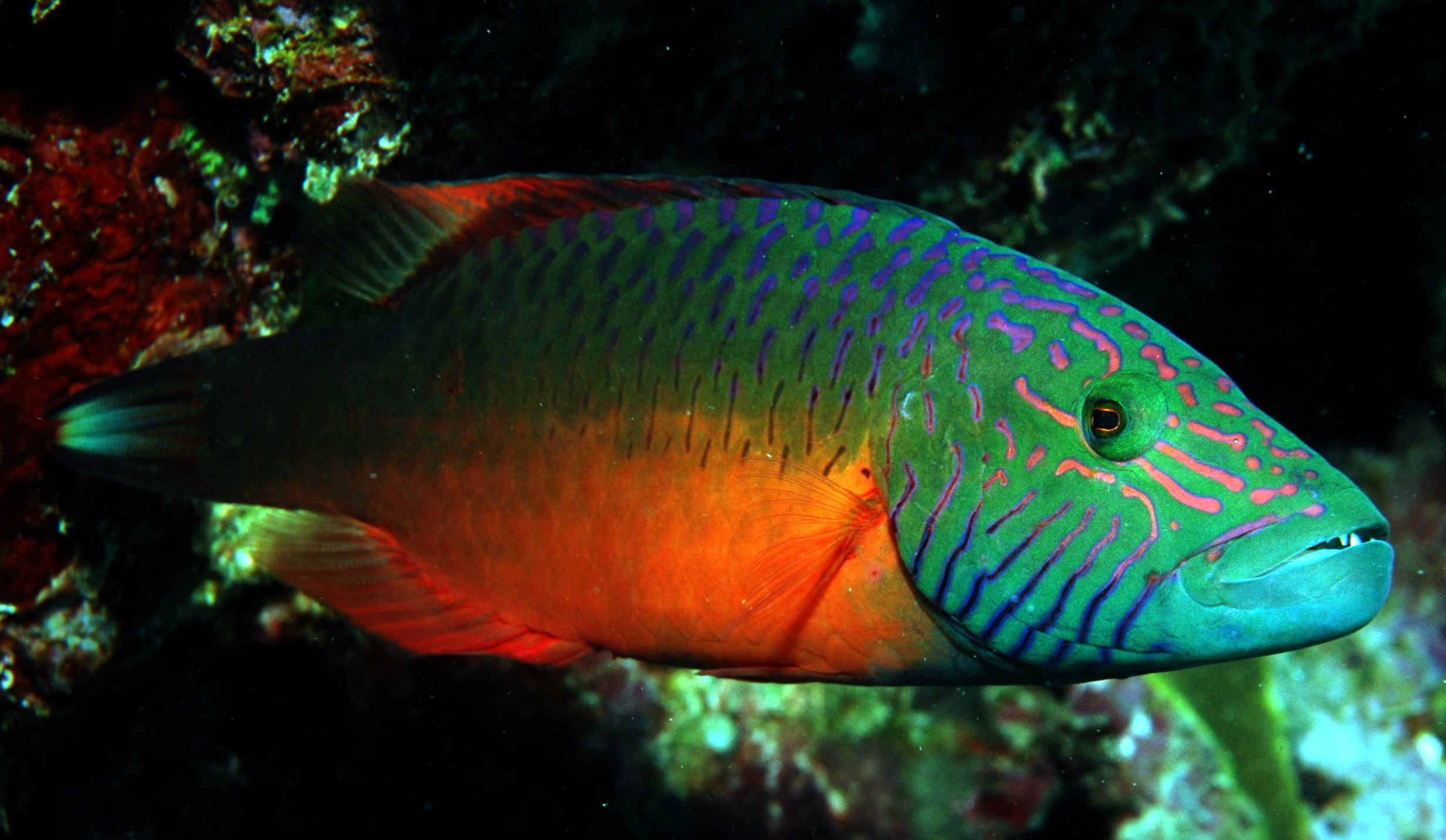
Oxycheilinus digramma

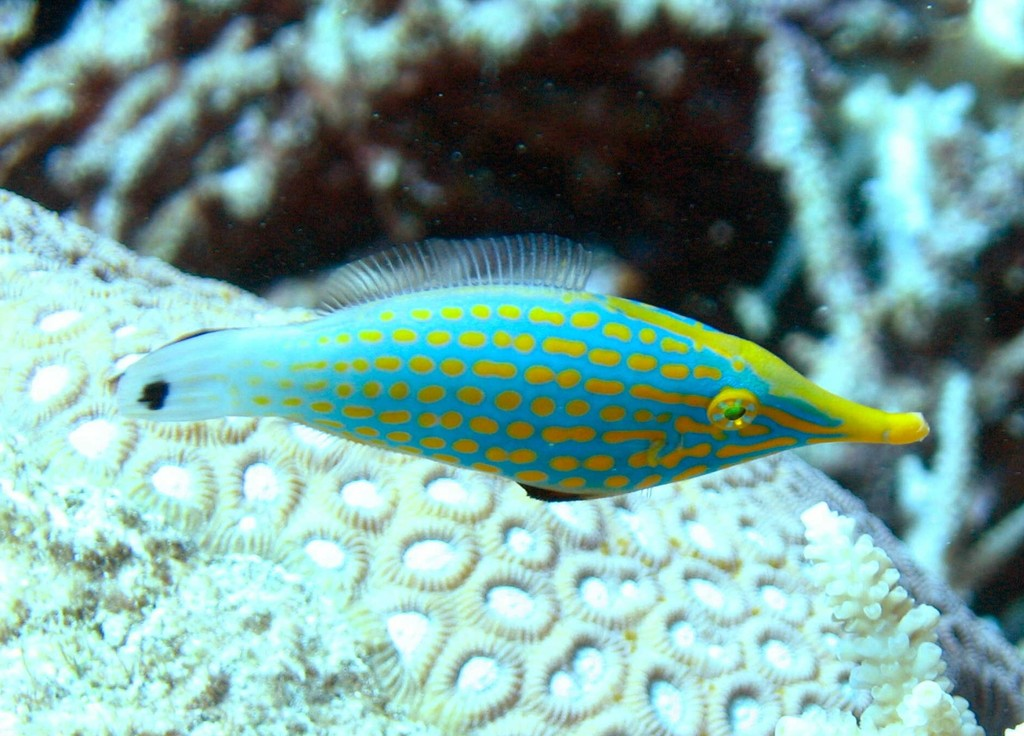
Oxymonacanthus longirostris

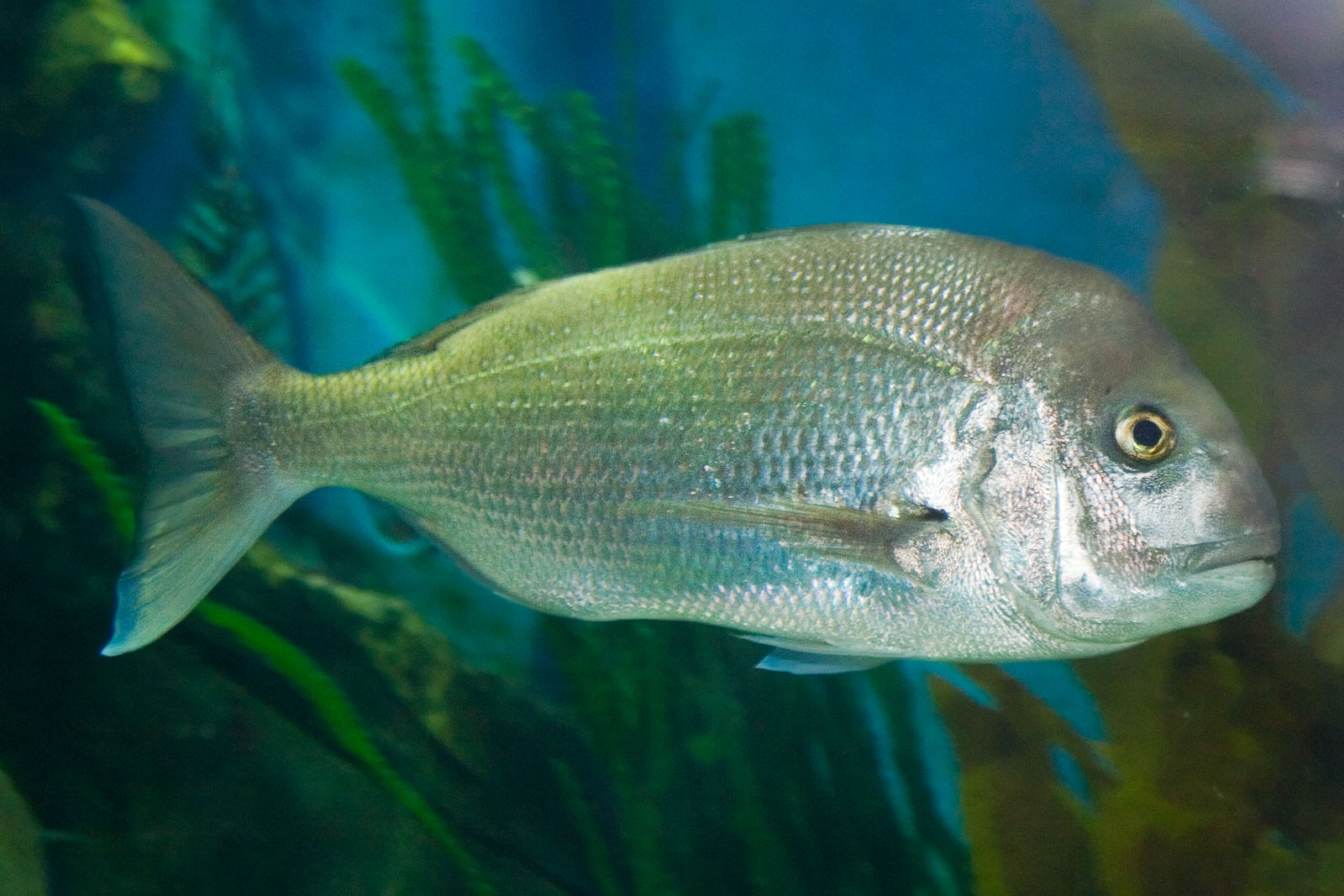
Pagrus auratus

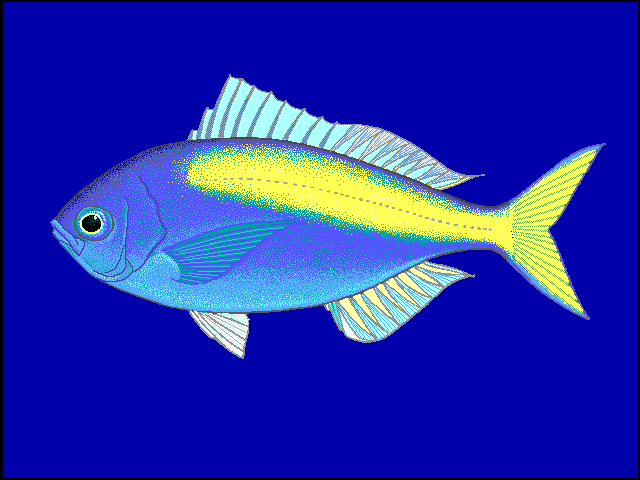
Paracaesio xanthura

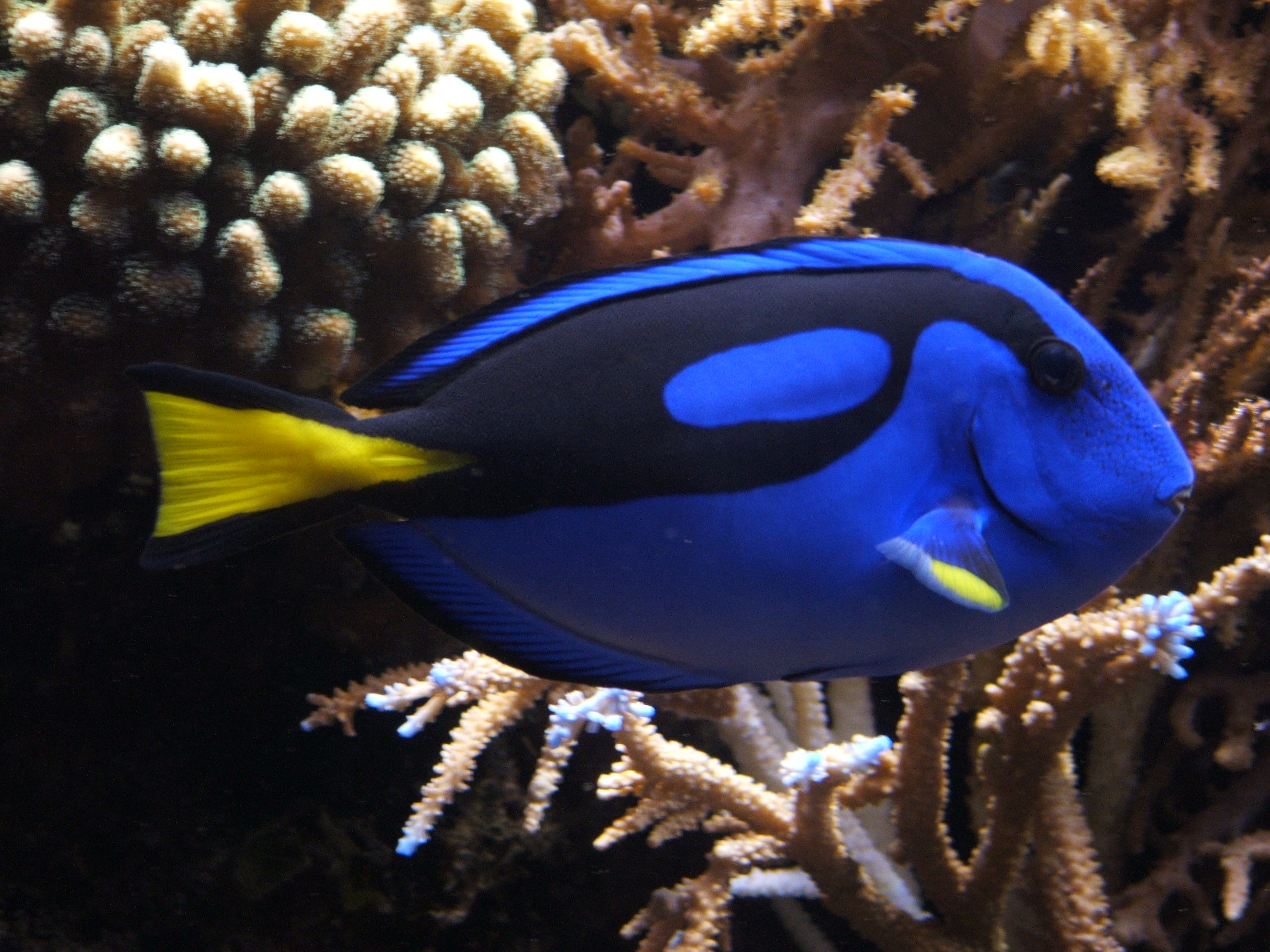
Paracanthurus hepatus

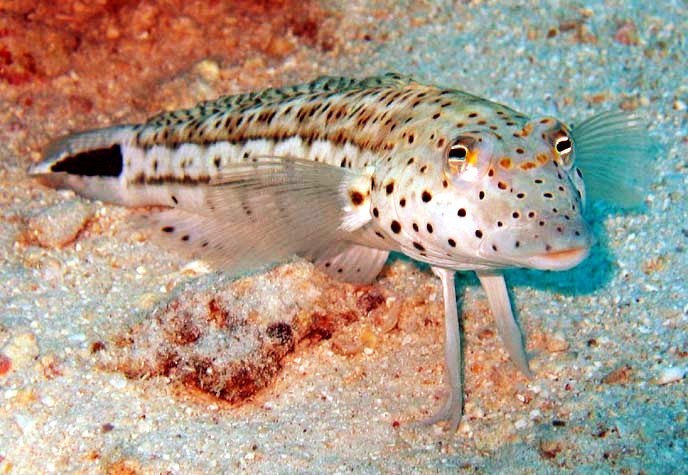
Parapercis hexophtalma

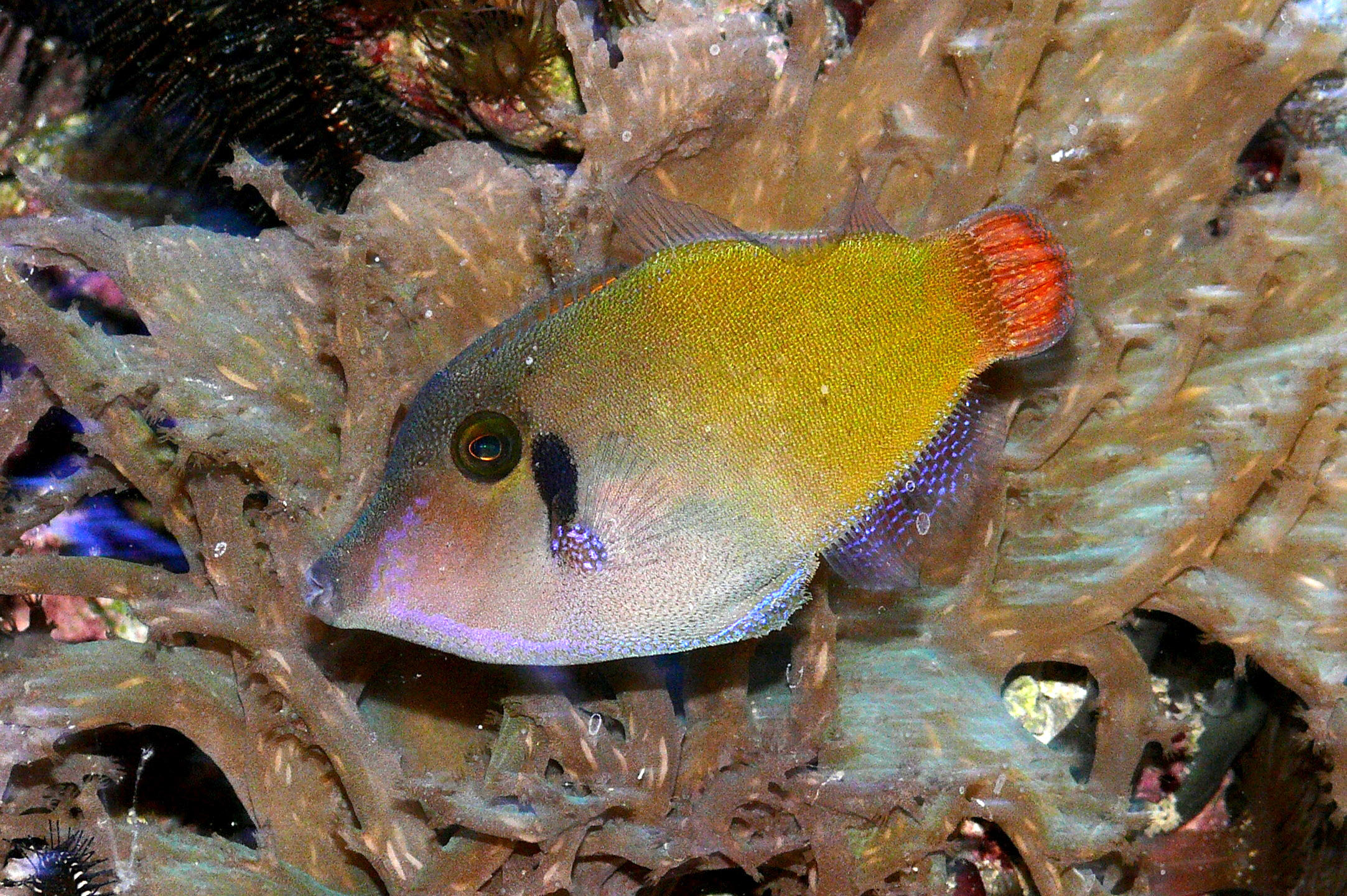
Pervagor janthinosoma

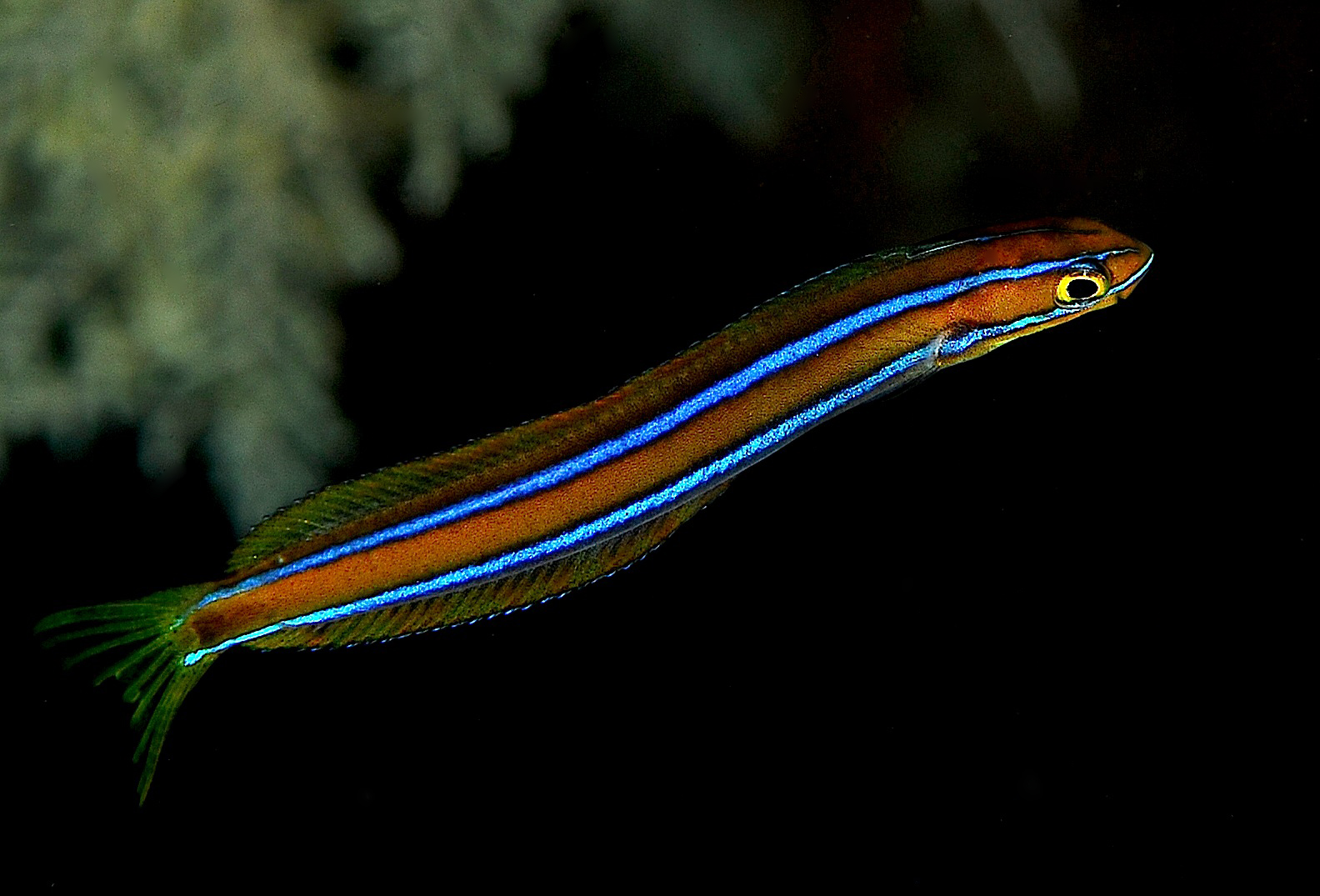
Plagiotremus rhinorhynchos

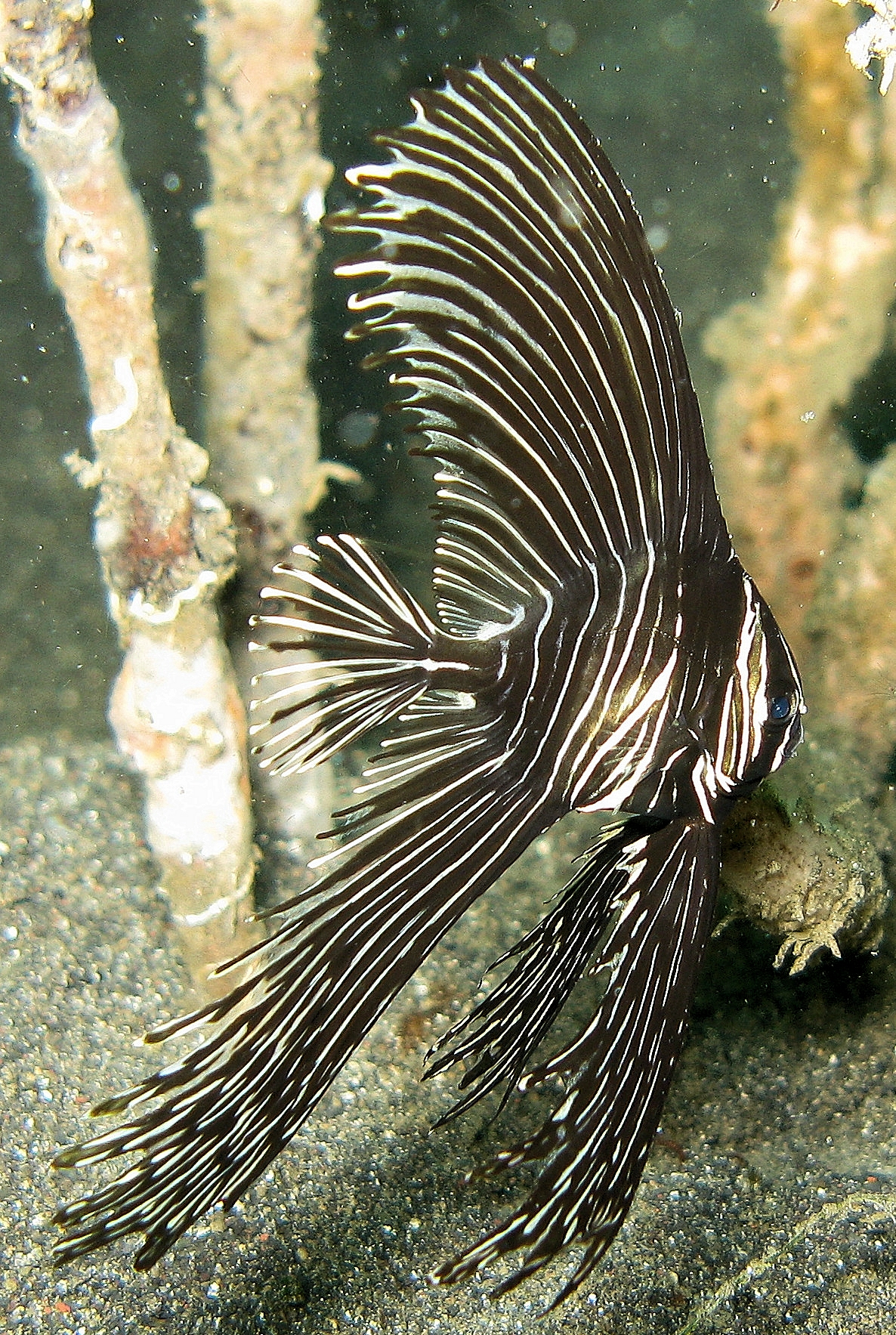
Platax batavianus

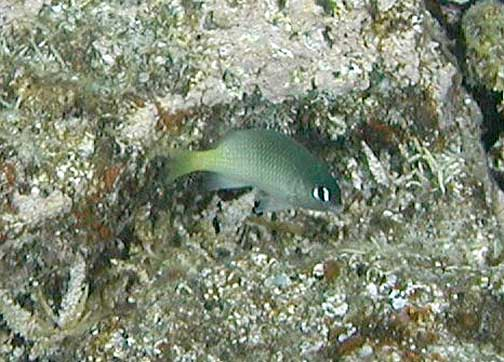
Plectroglyphidodon imparipennis

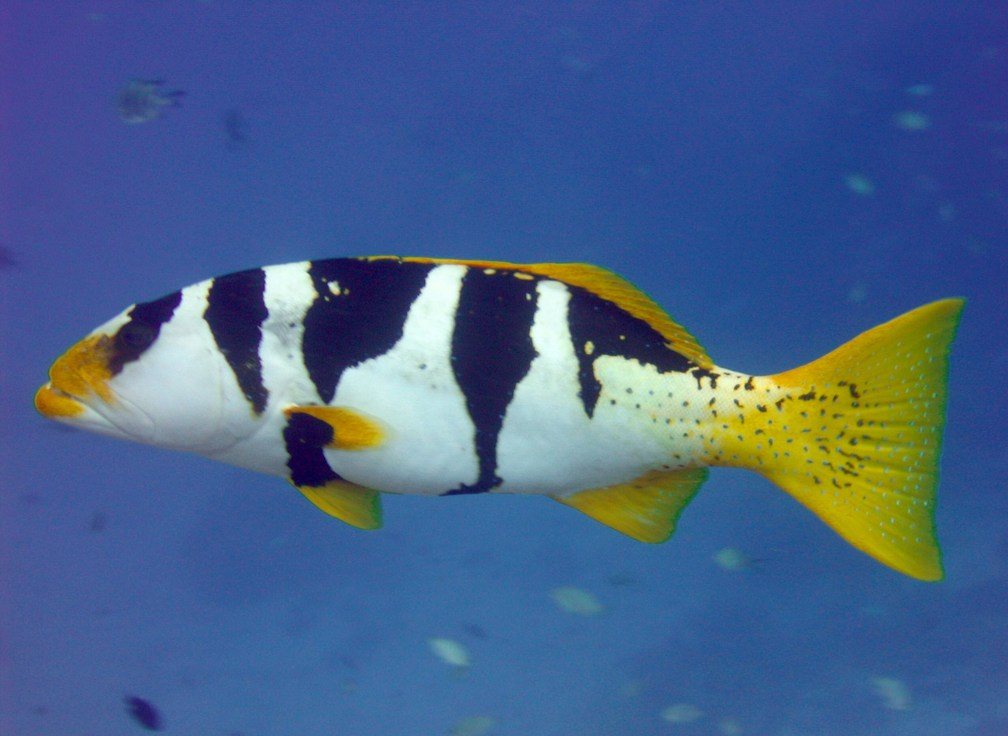
Plectropomus laevis

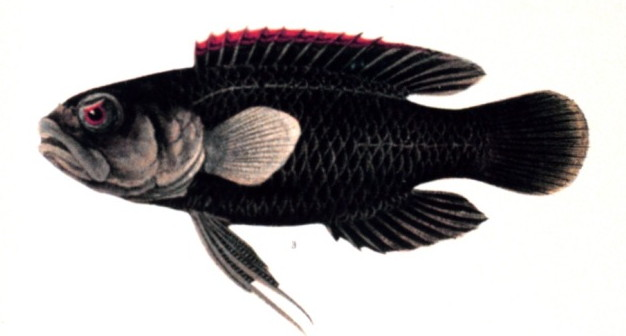
Plesiops coeruleolineatus

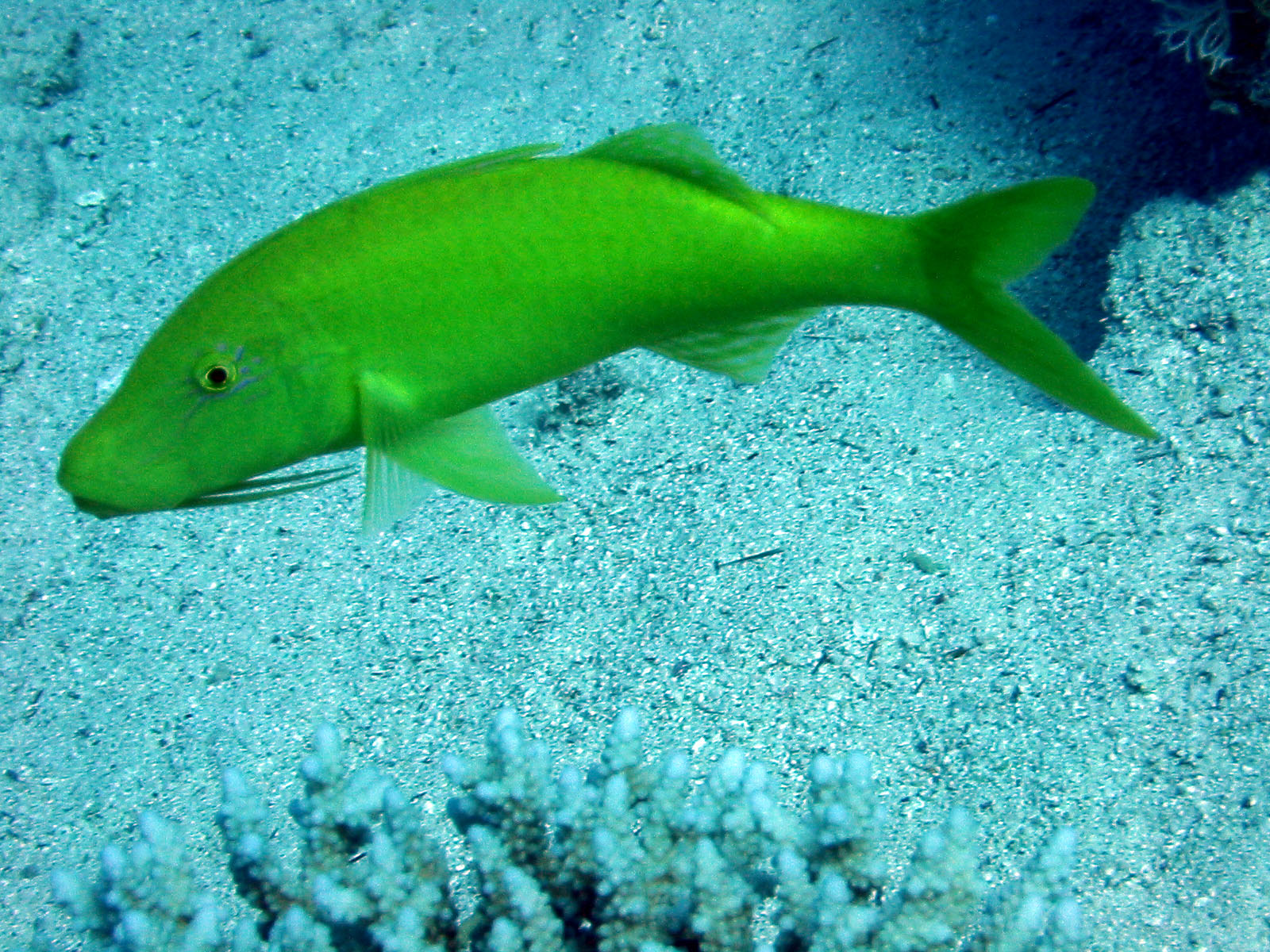
Parupeneus cyclostomus

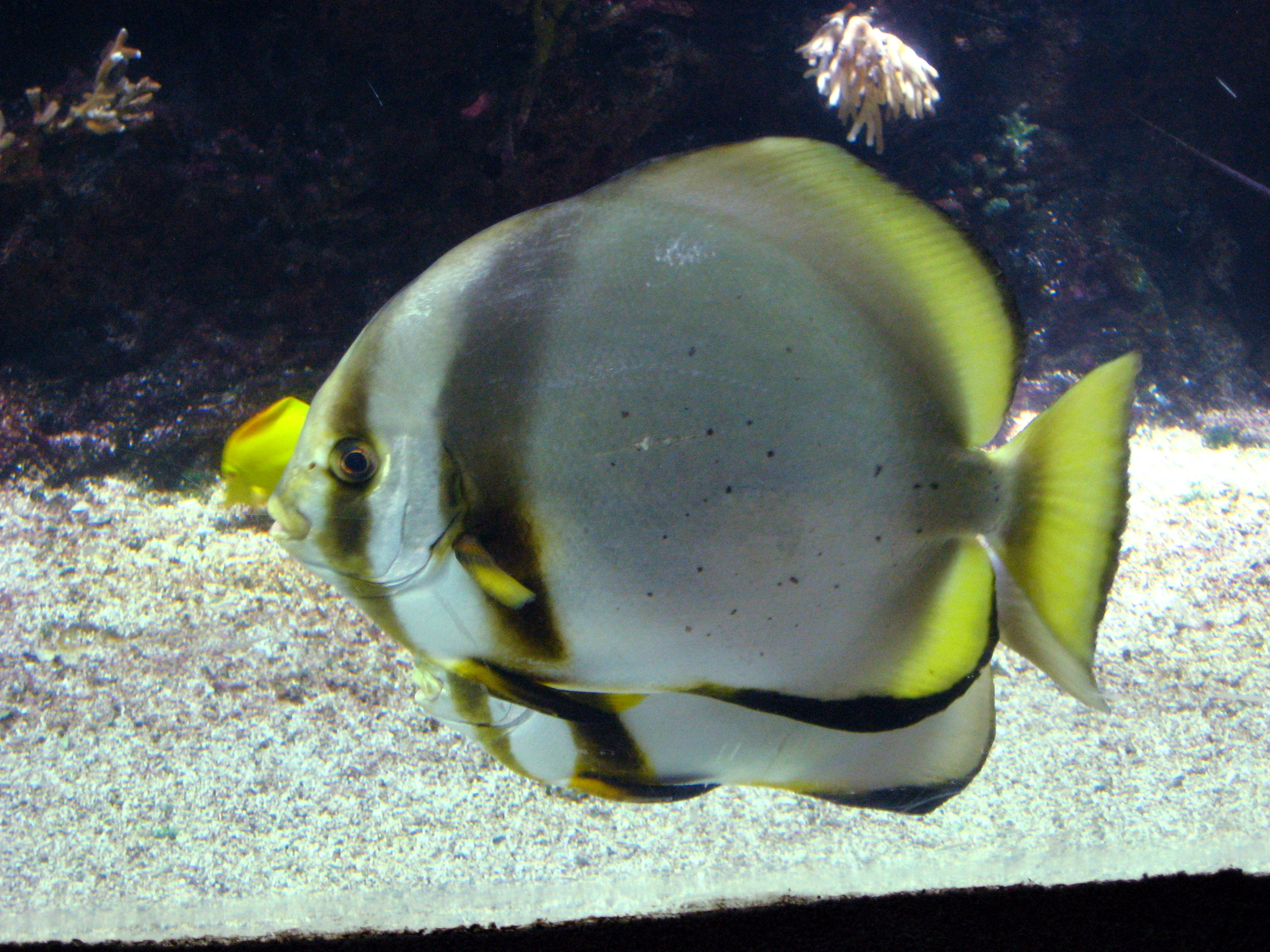
Platax pinnatus

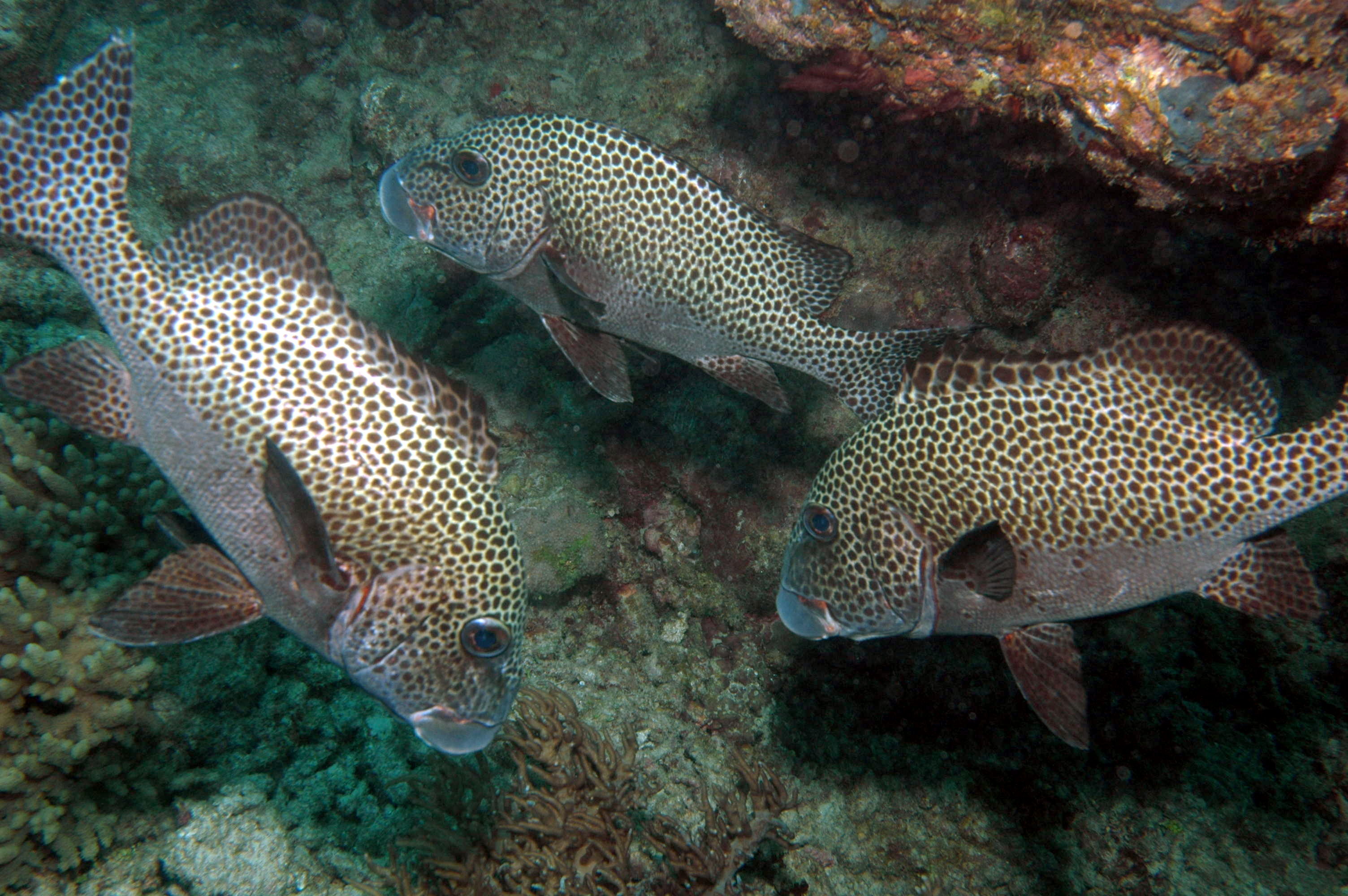
Plectorhinchus picus

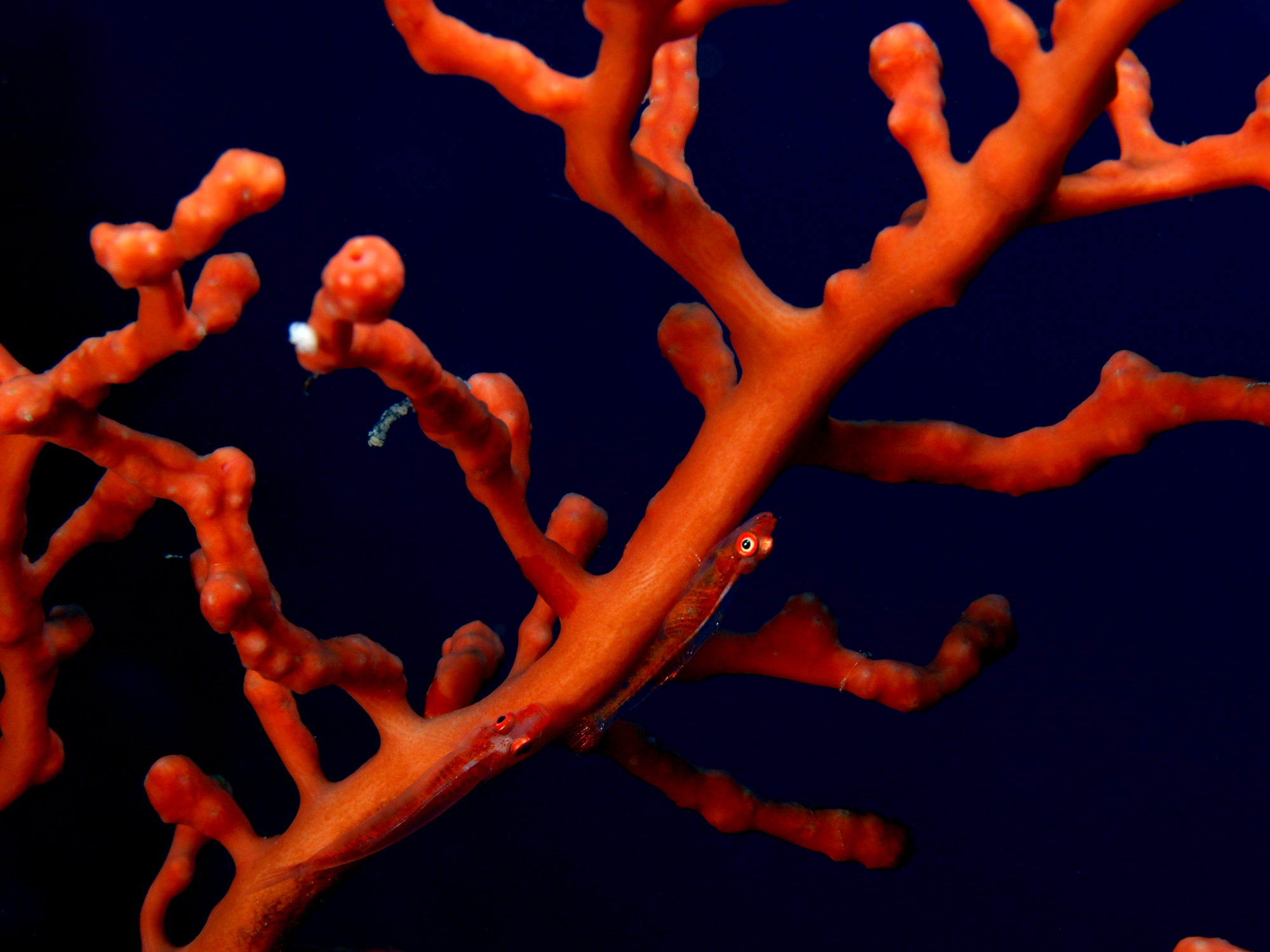
Pleurosicya mossambica

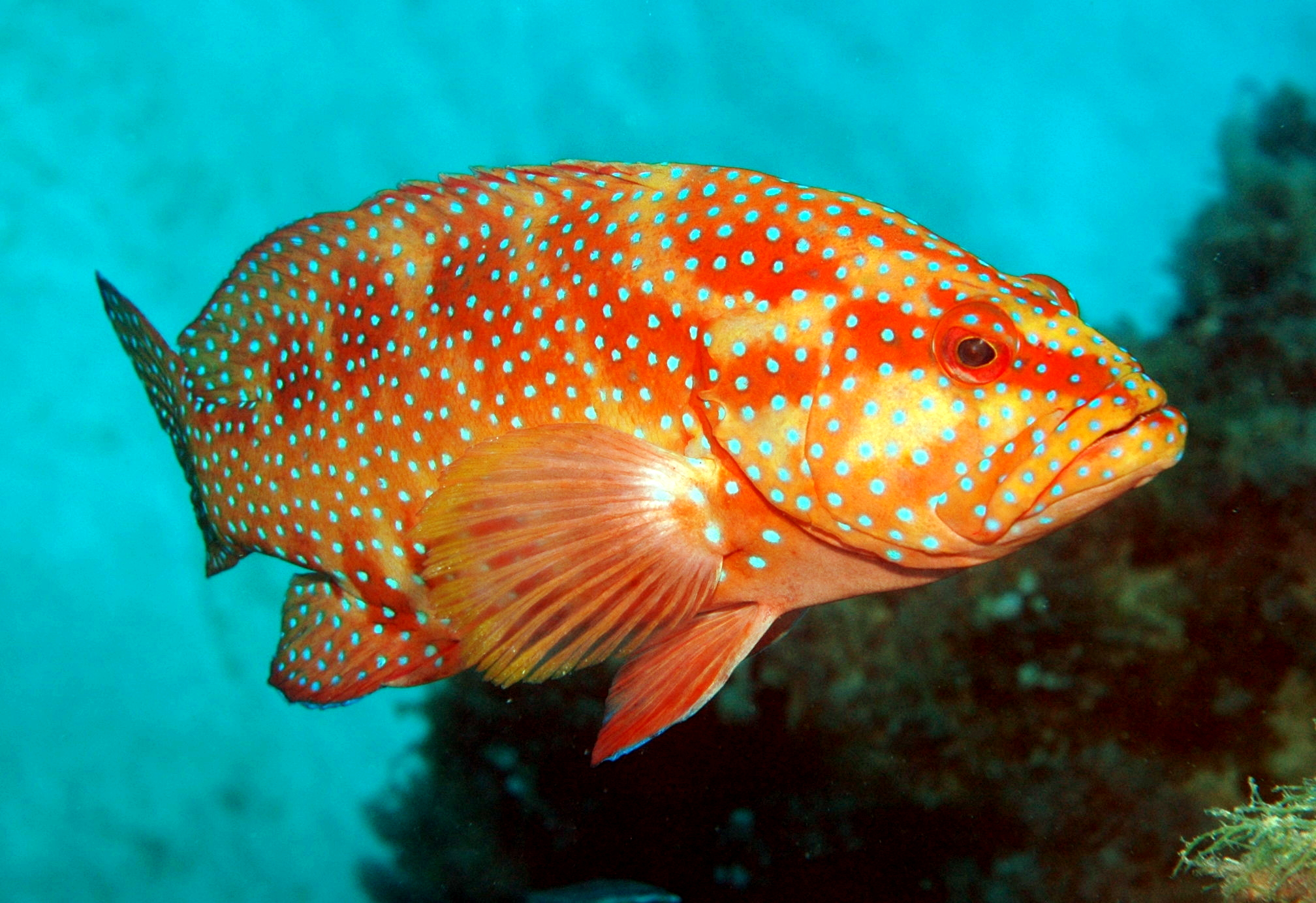
Plectropomus leopardus

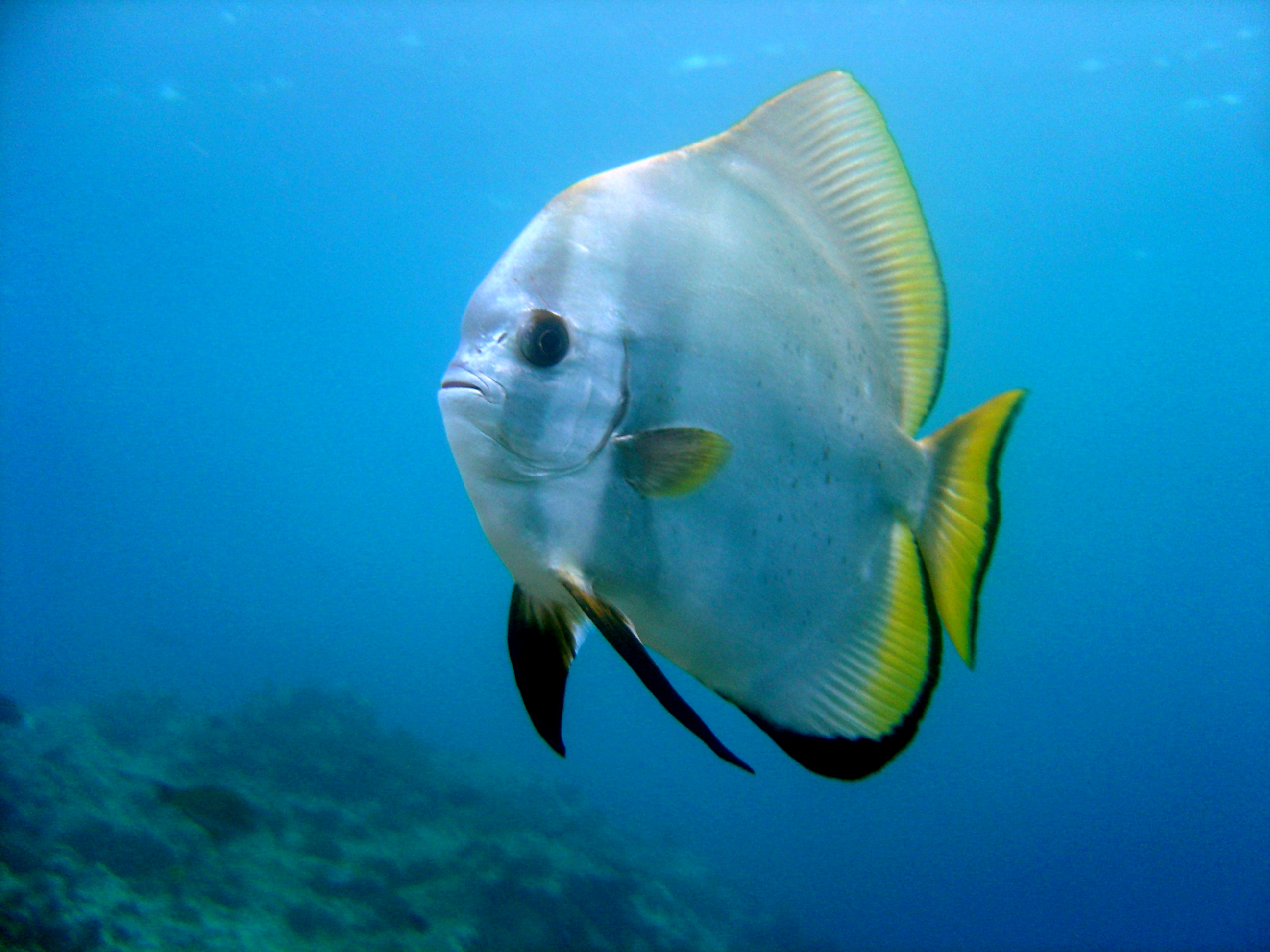
Platax orbicularis

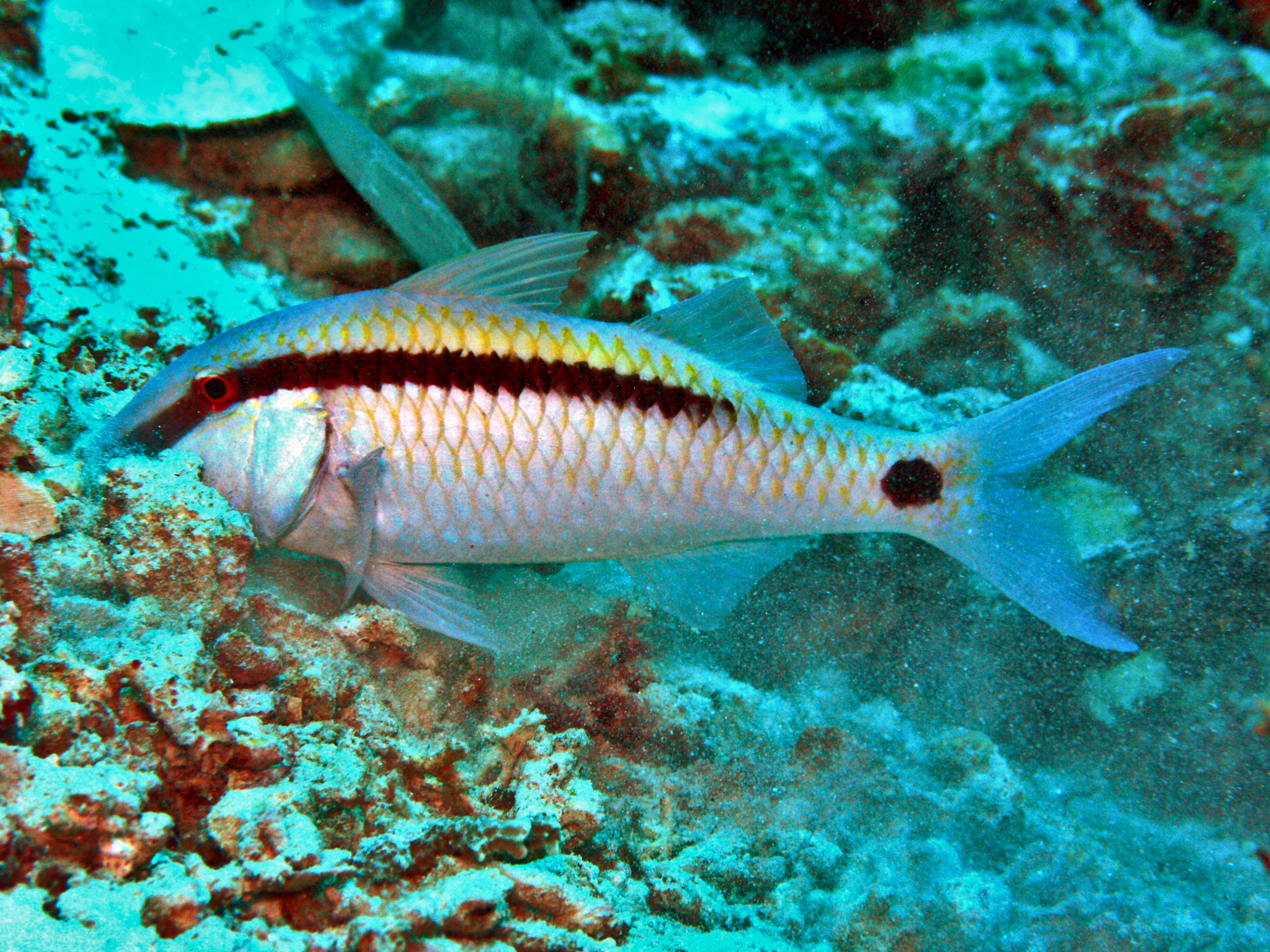
Parupeneus barberinus

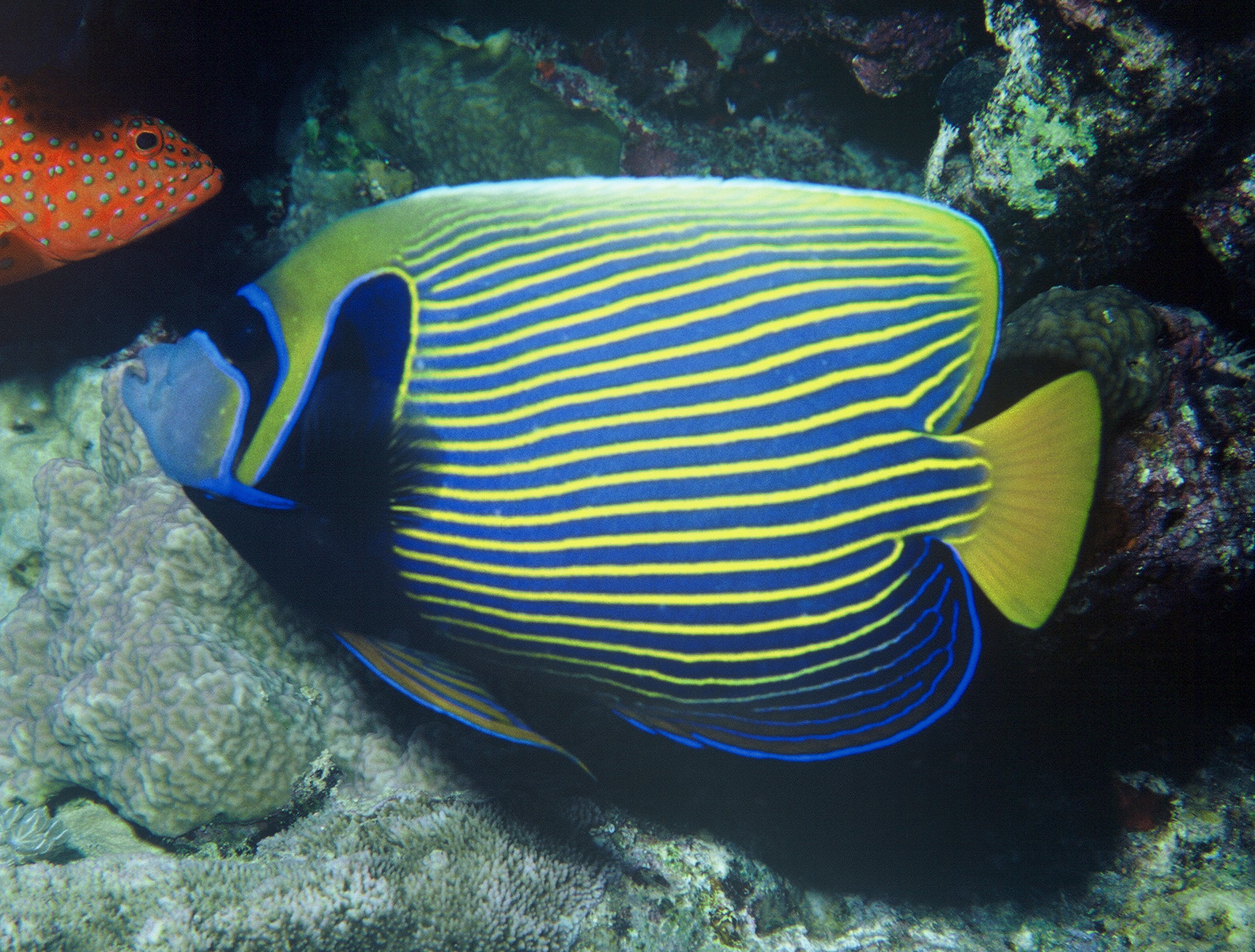
Pomacanthus imperator

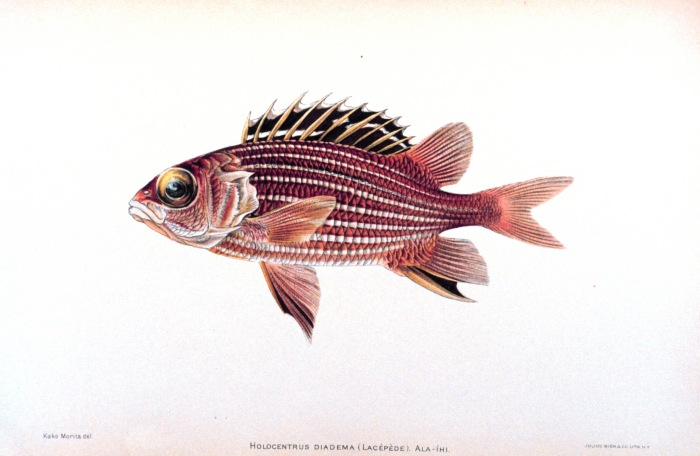
Sargocentron diadema

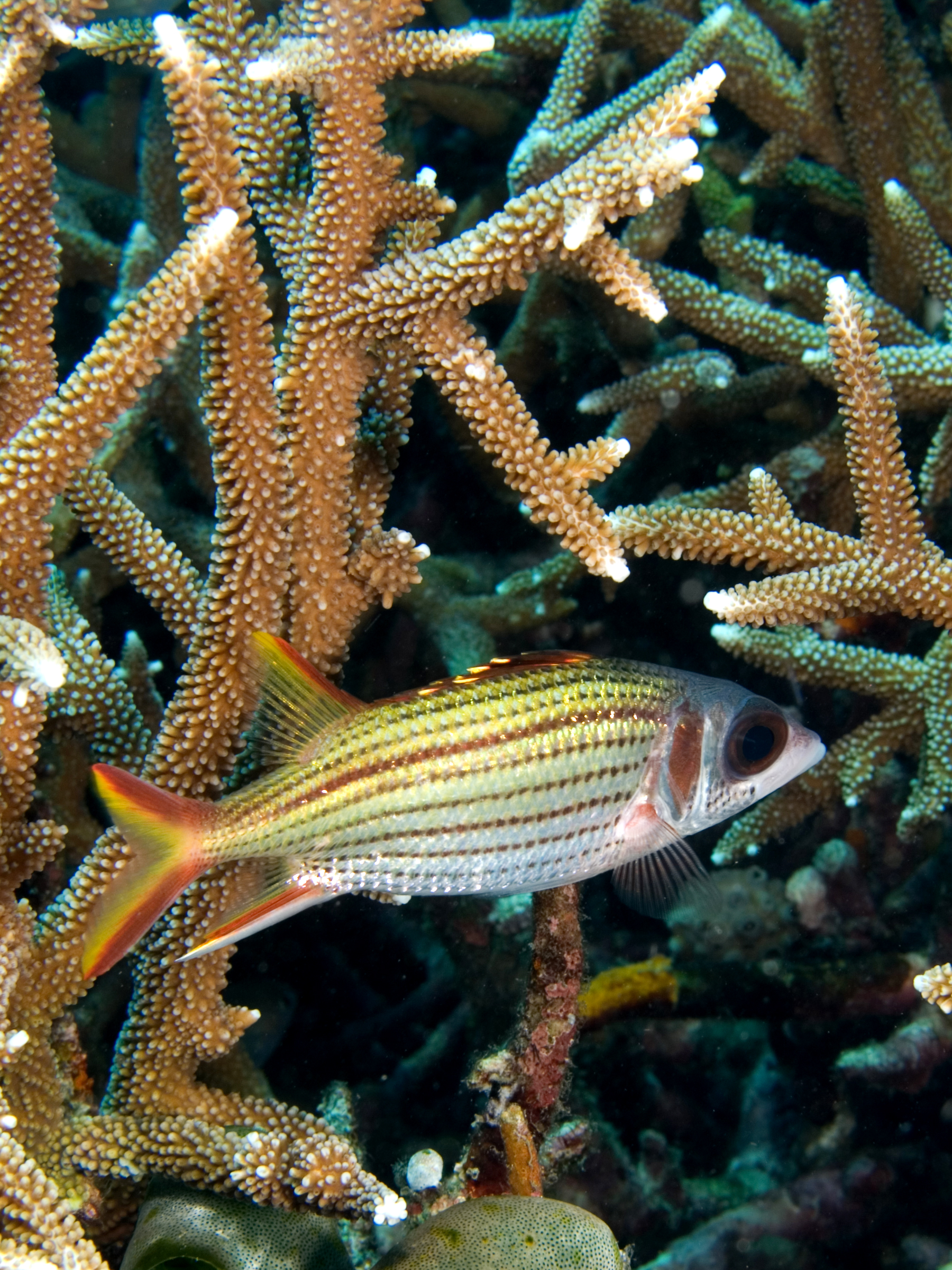
Sargocentron microstoma

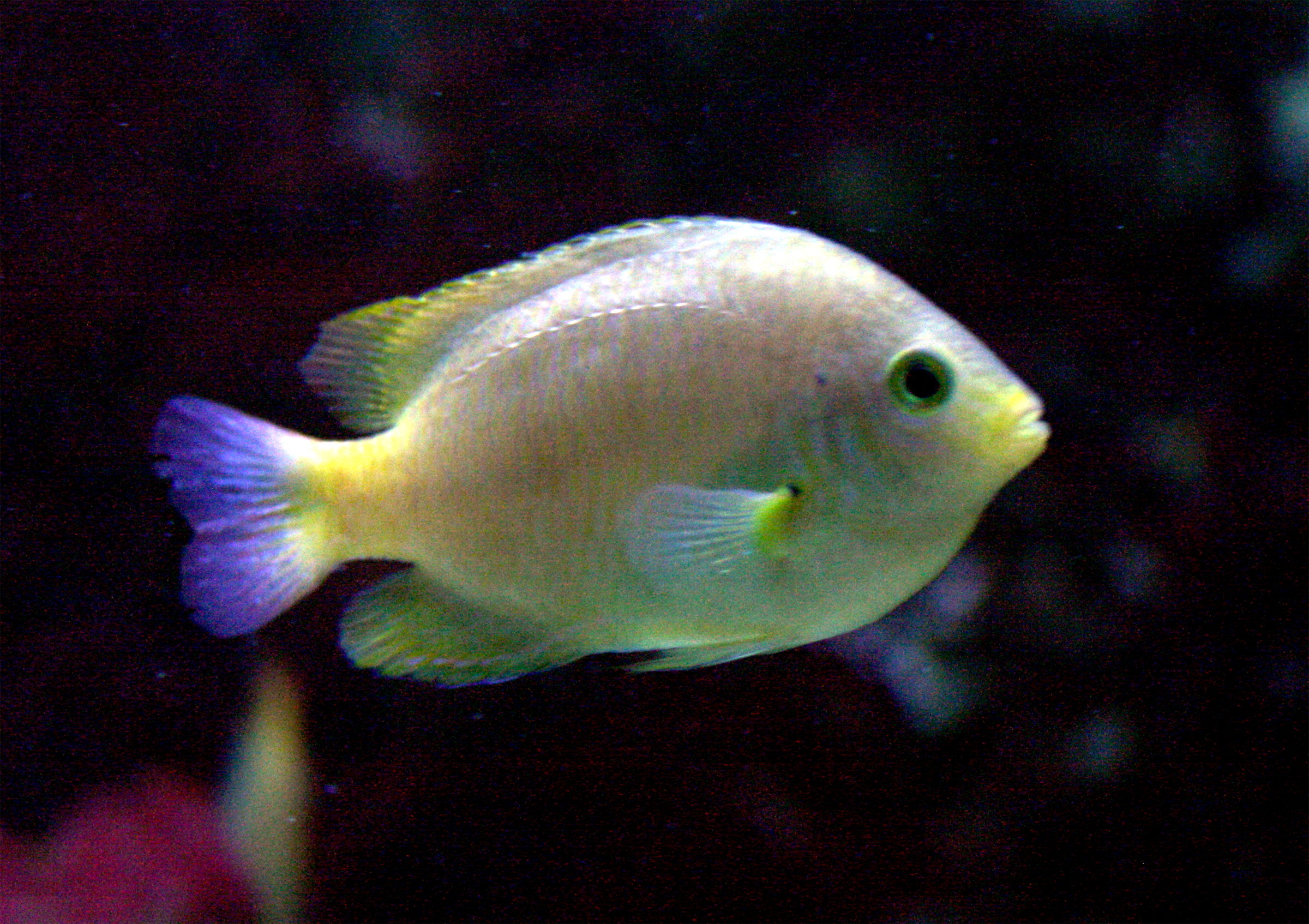
Pomacentrus moluccensis

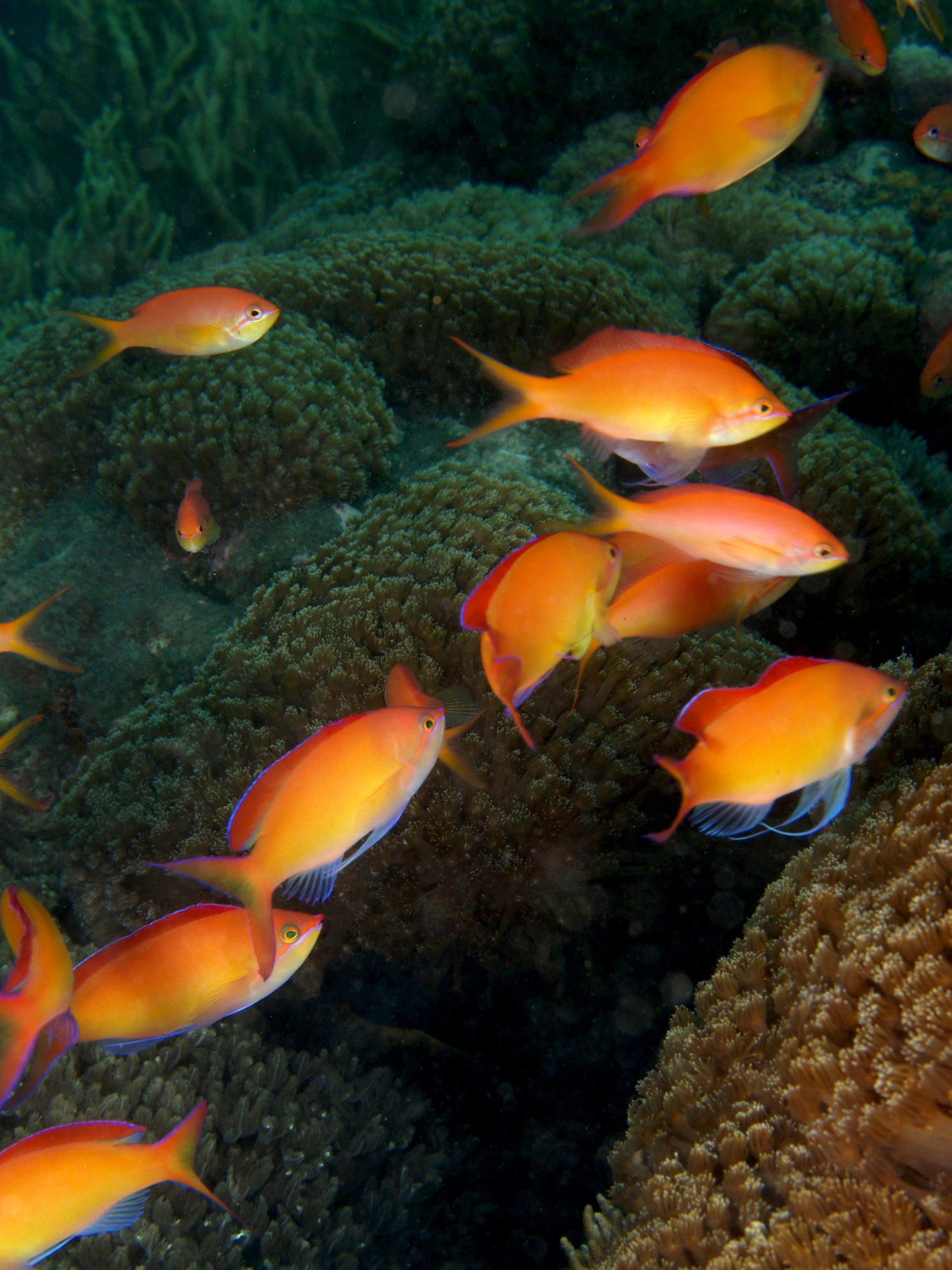
Pseudanthias dispar

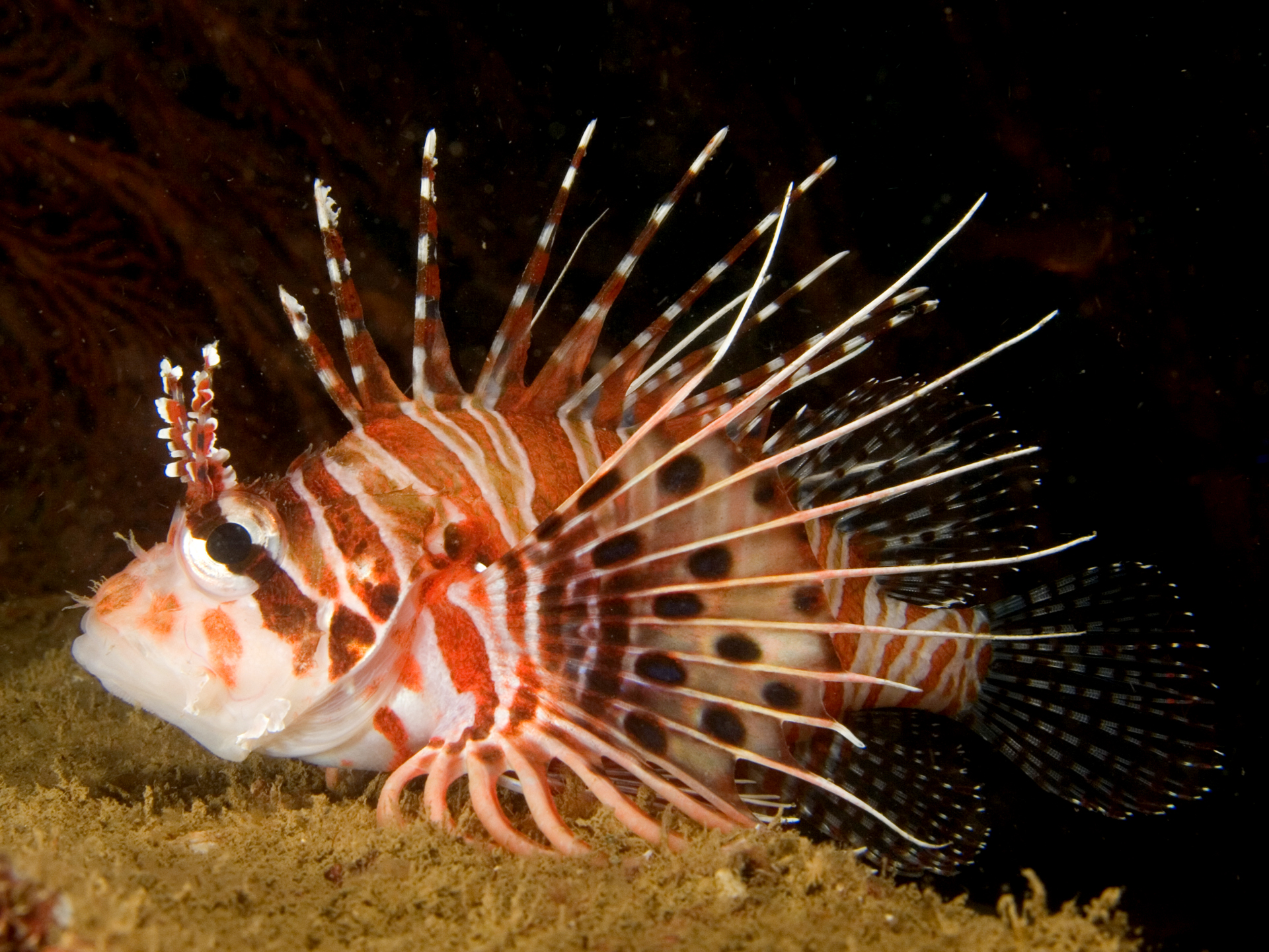
Pterois antennata

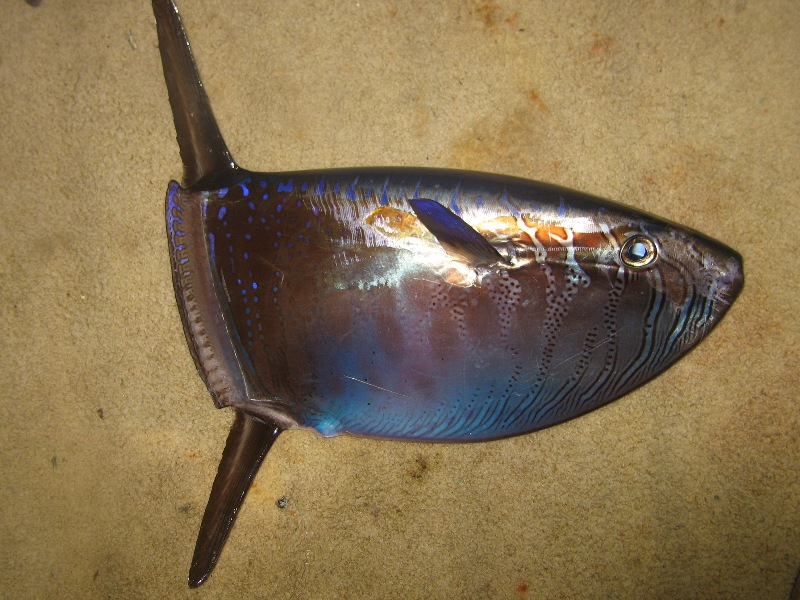
Ranzania laevis

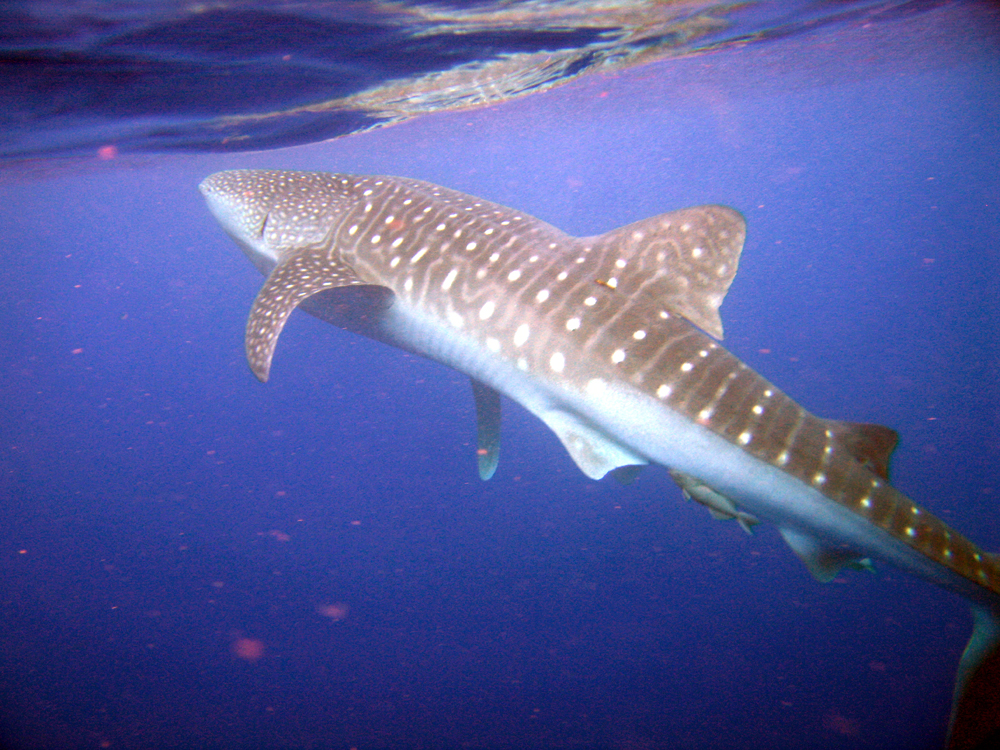
Rhincodon typus

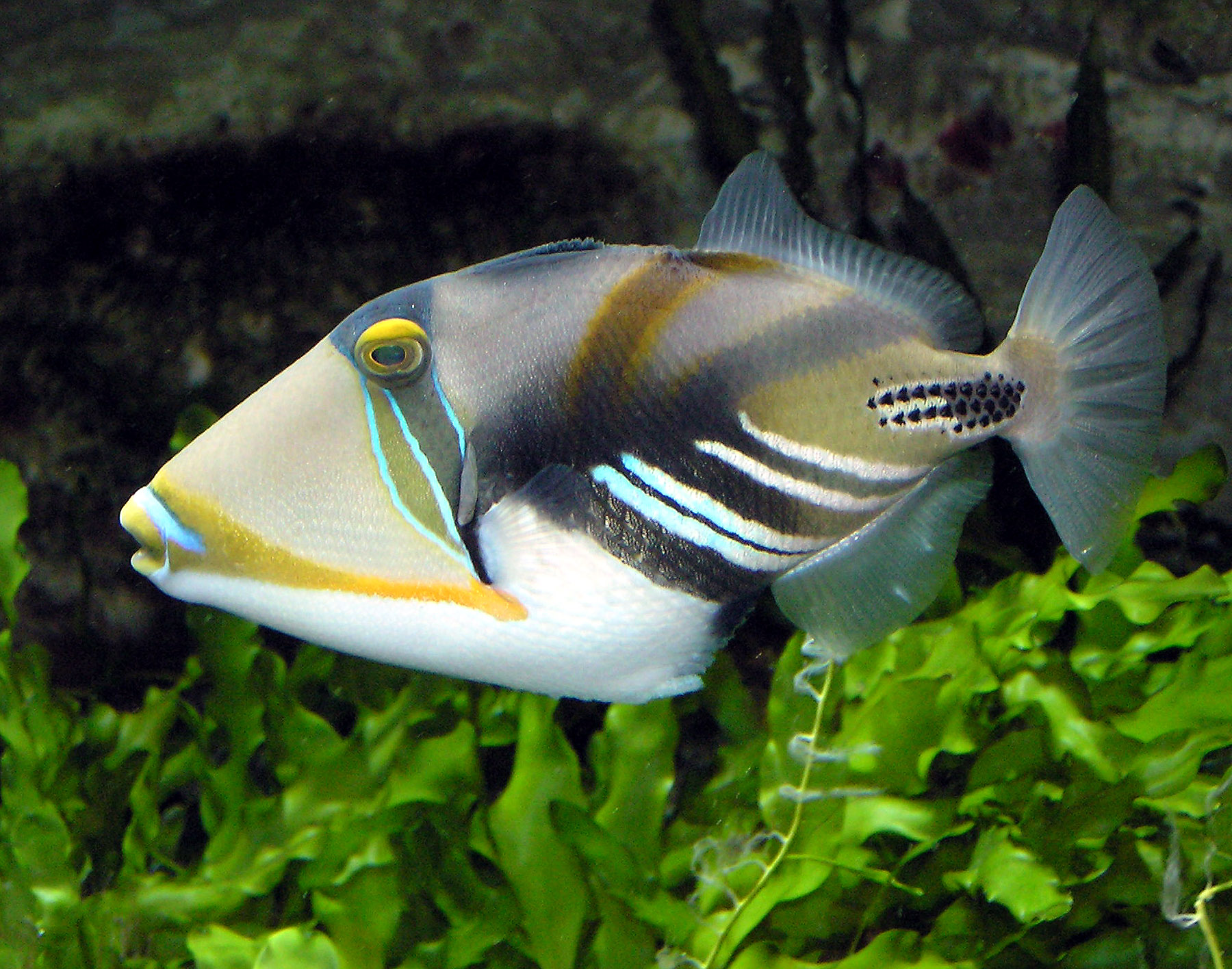
Rhinecanthus aculeatus

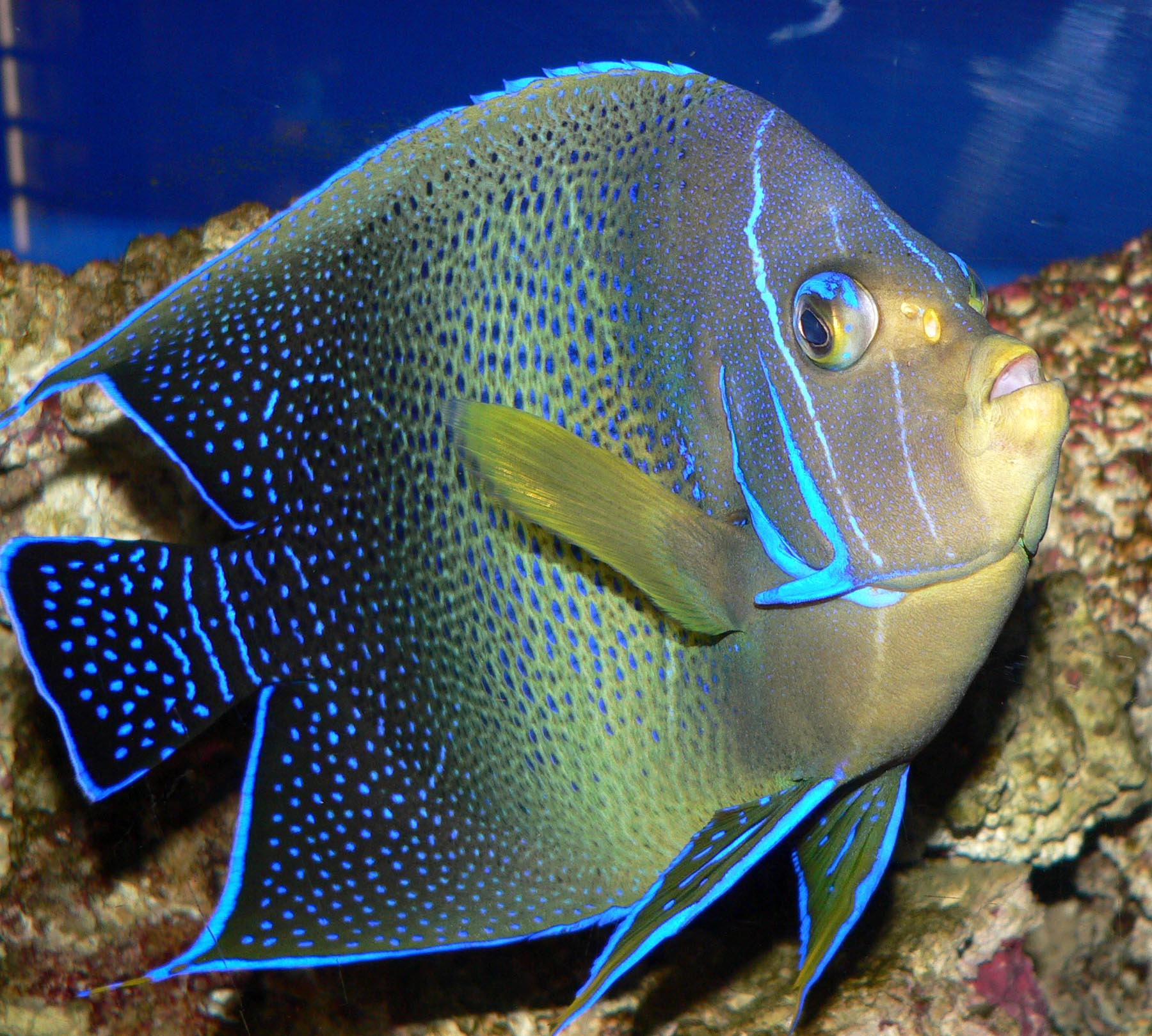
Pomacanthus semicirculatus

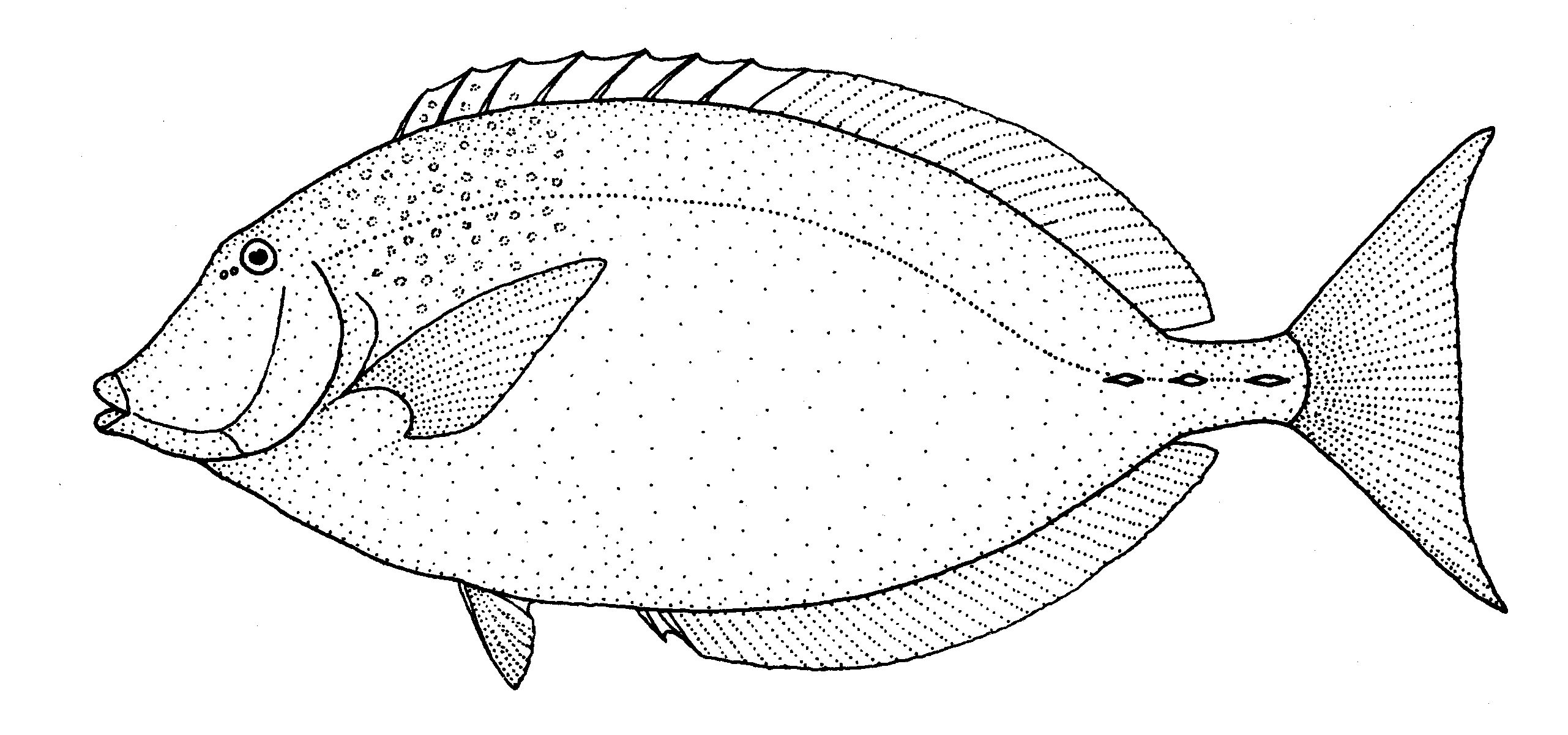
Prionurus maculatus

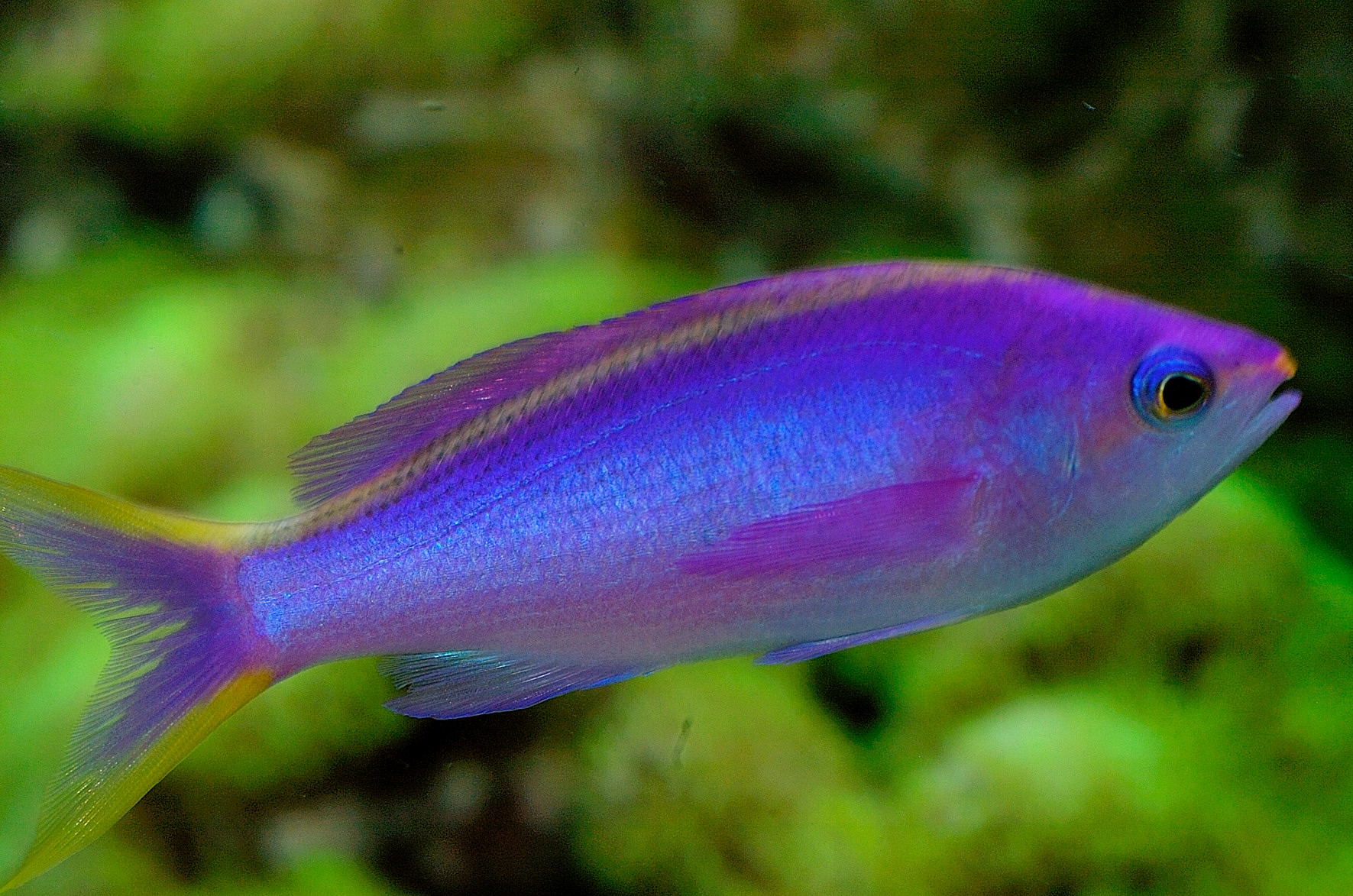
Pseudanthias tuka

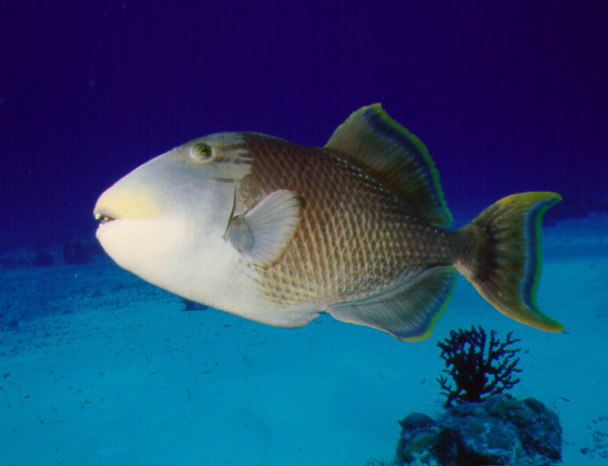
Pseudobalistes flavimarginatus

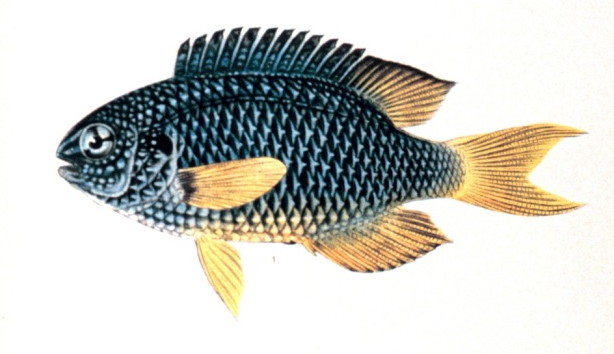
Pomacentrus pavo

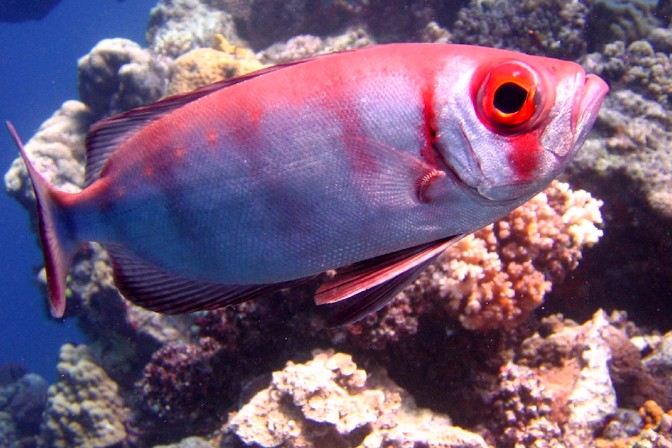
Priacanthus hamrur

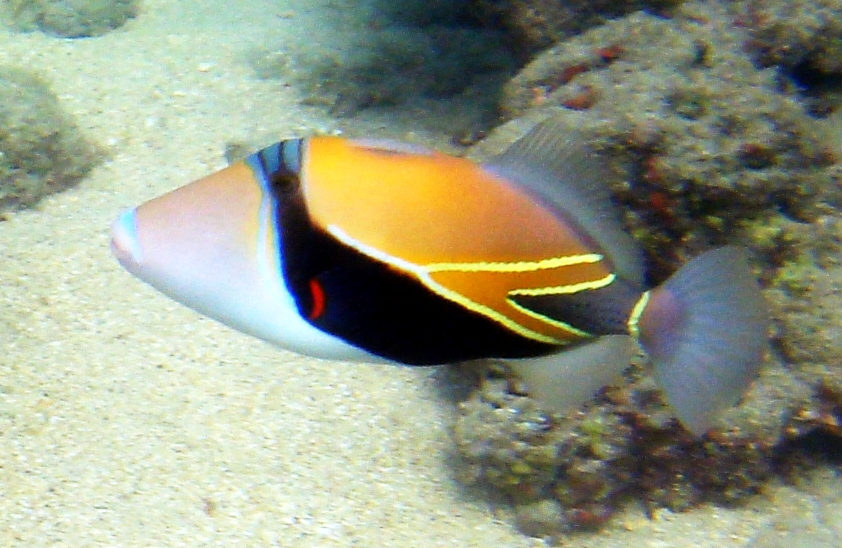
Rhinecanthus rectangulus

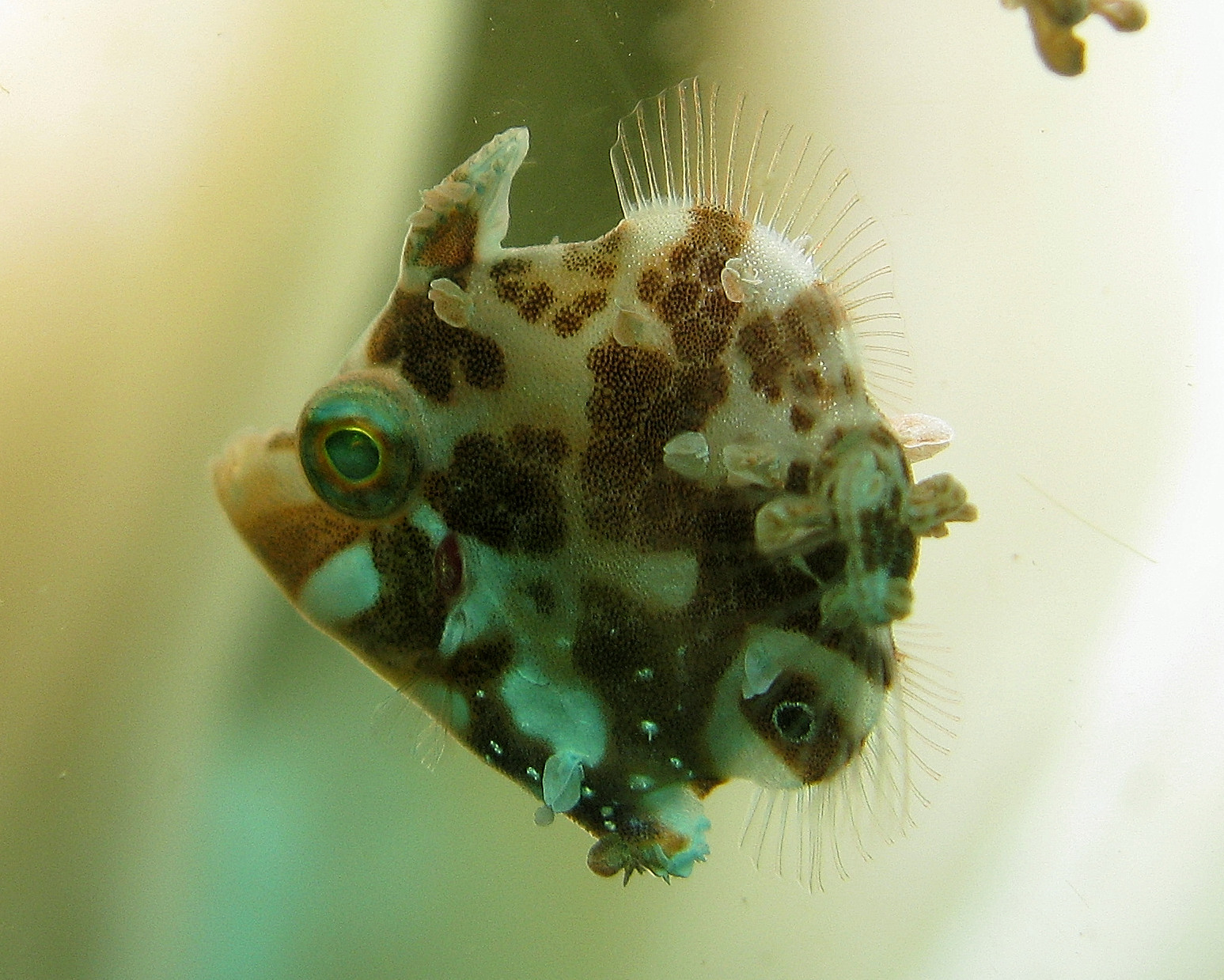
Rudarius minutus

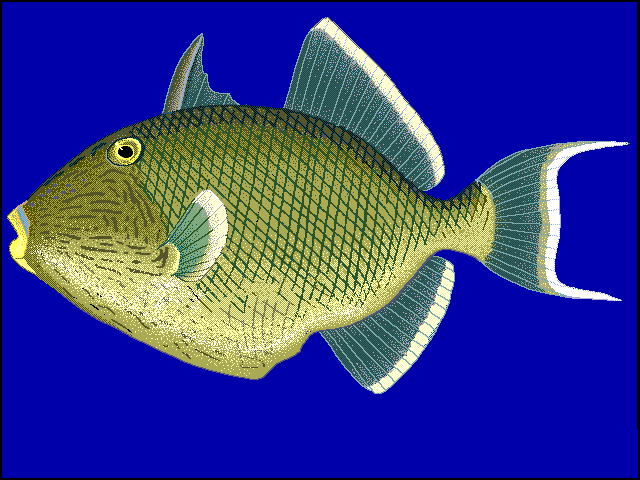
Pseudobalistes fuscus

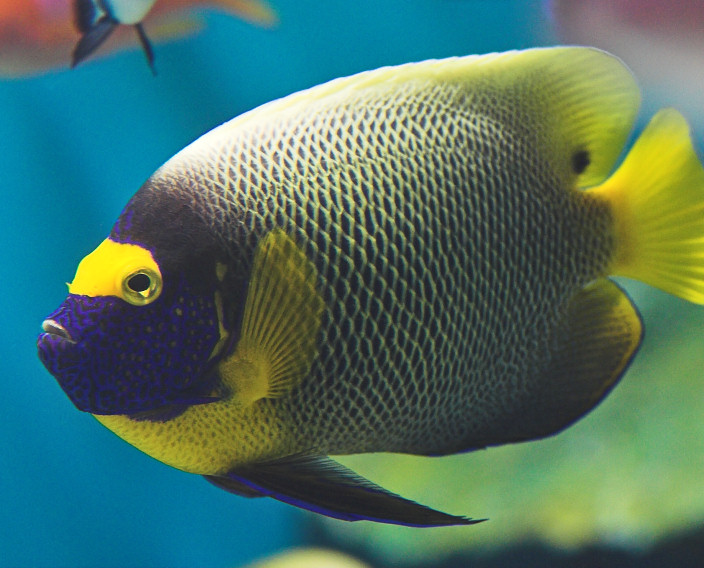
Pomacanthus xanthometopon

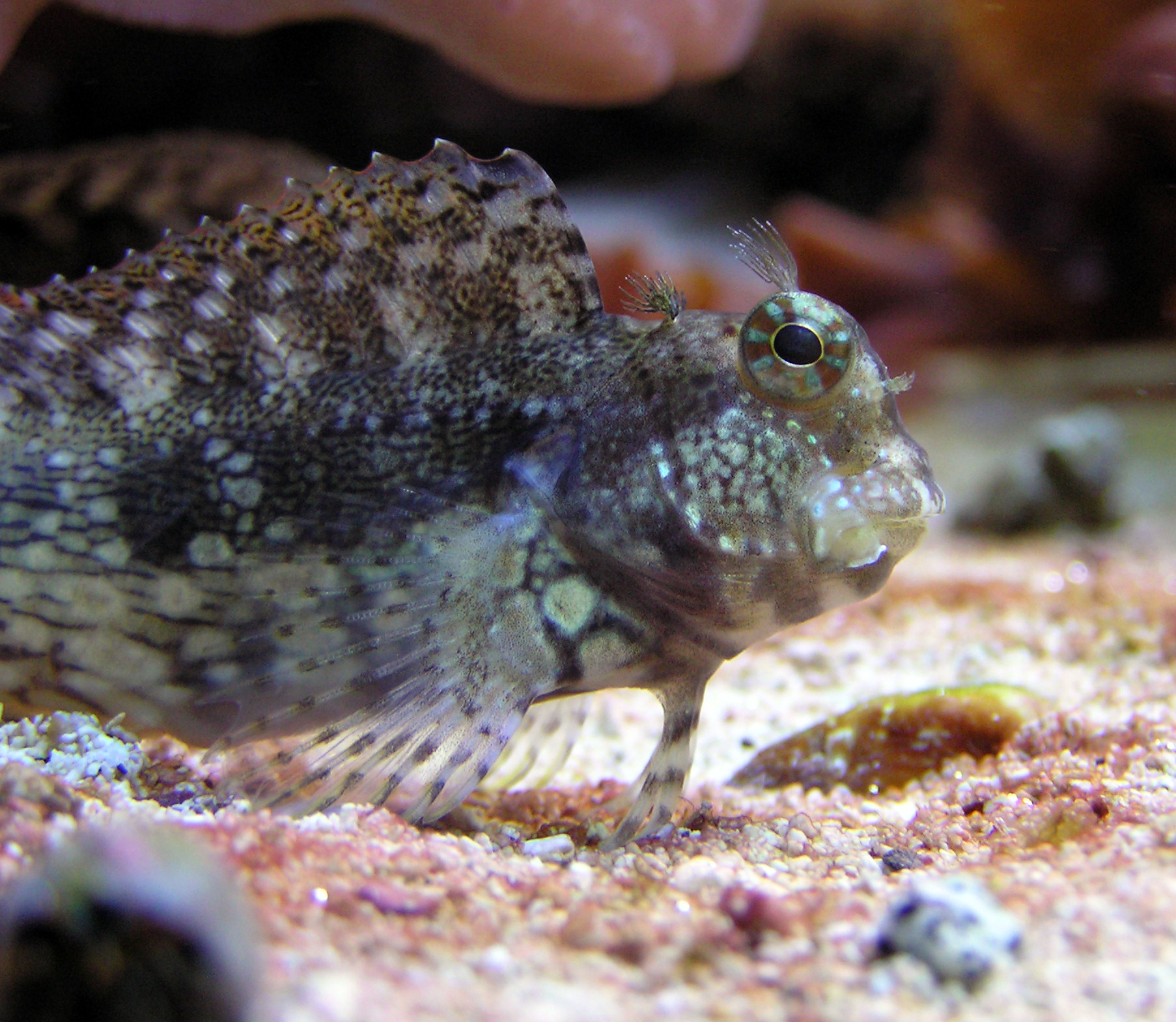
Salarias fasciatus

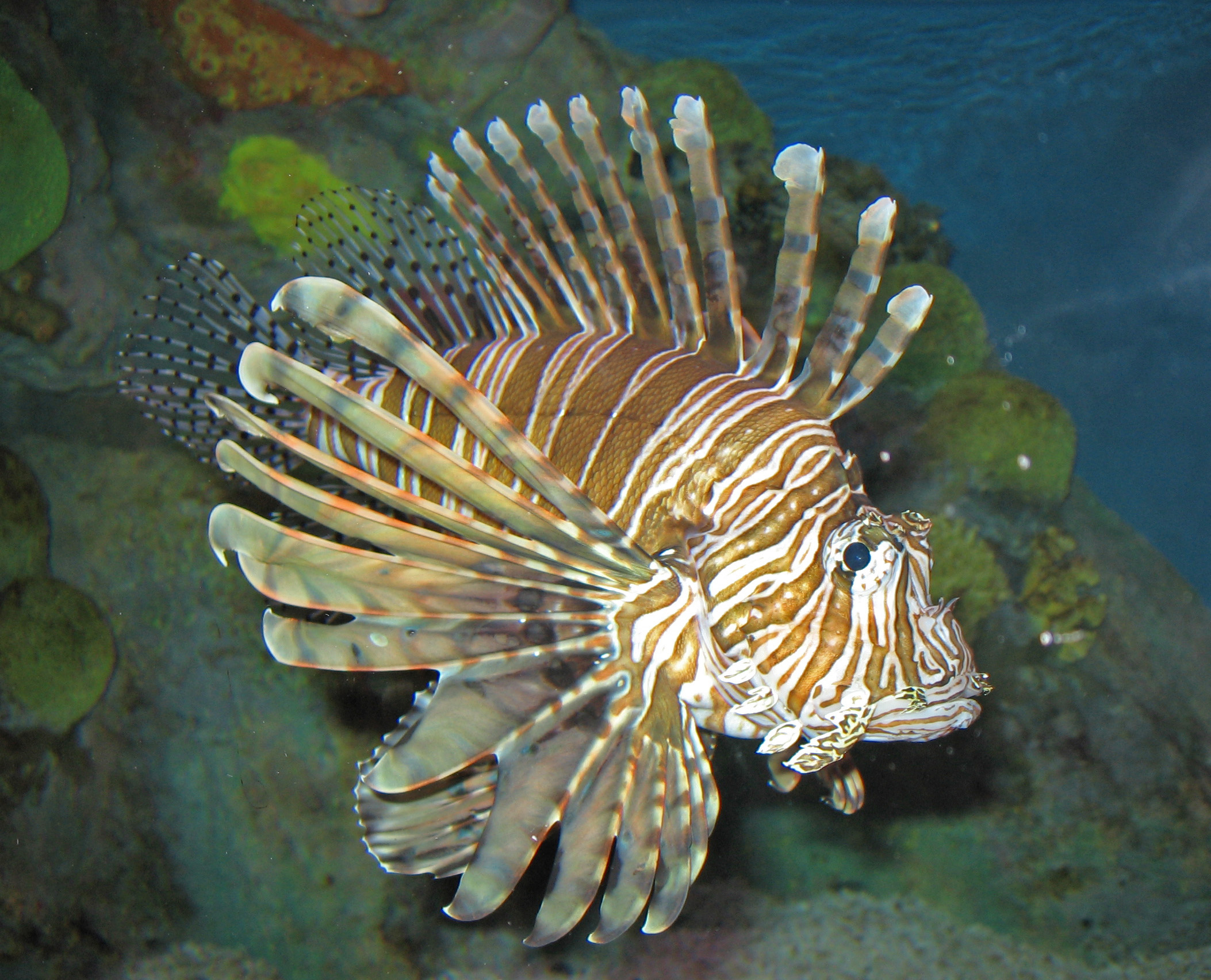
Pterois volitans

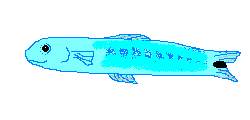
Ptereleotris heteroptera

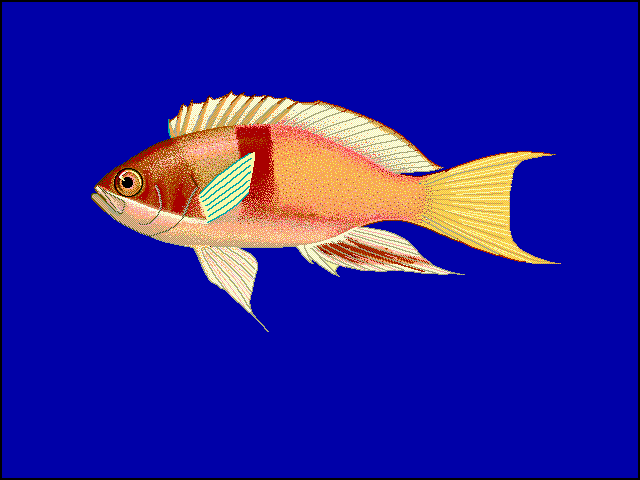
Pseudanthias rubrizonatus

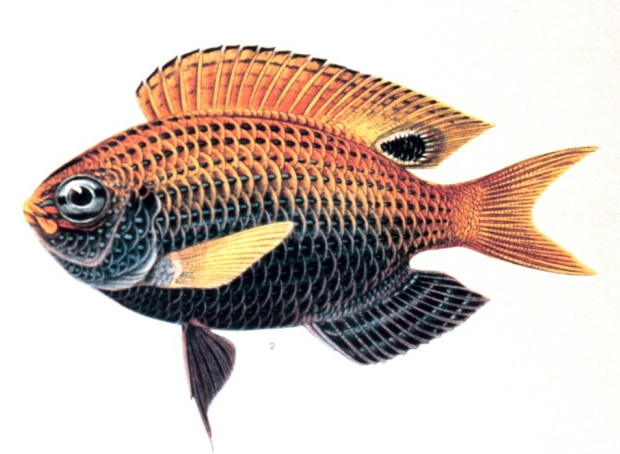
Pomacentrus vaiuli

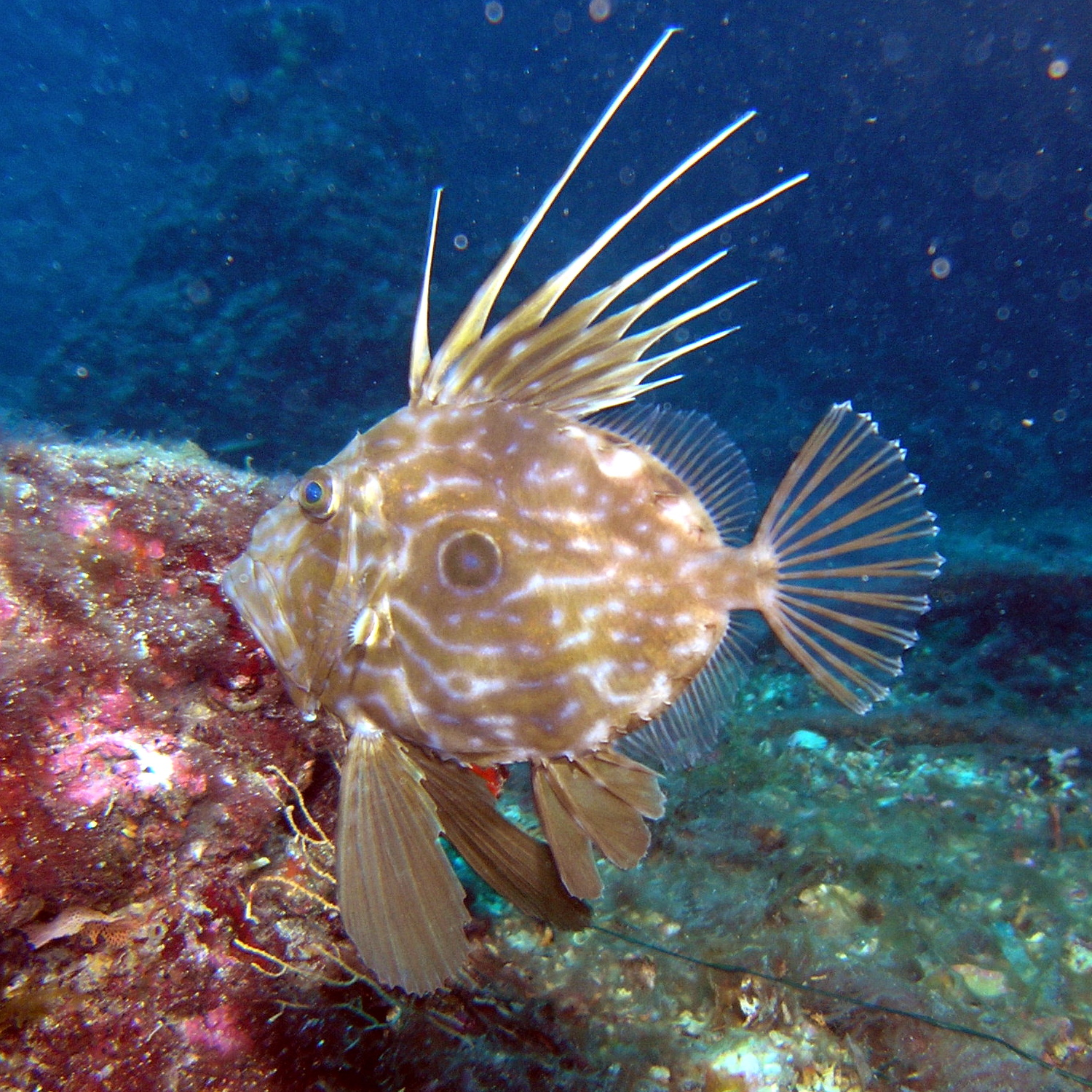
Zeus faber

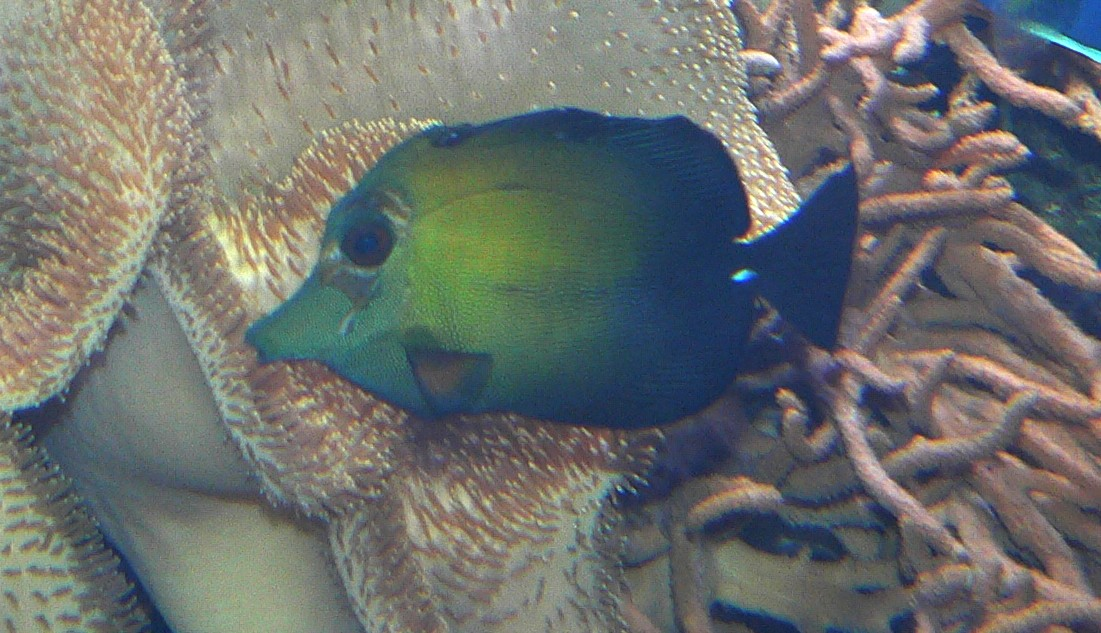
Zebrasoma scopas

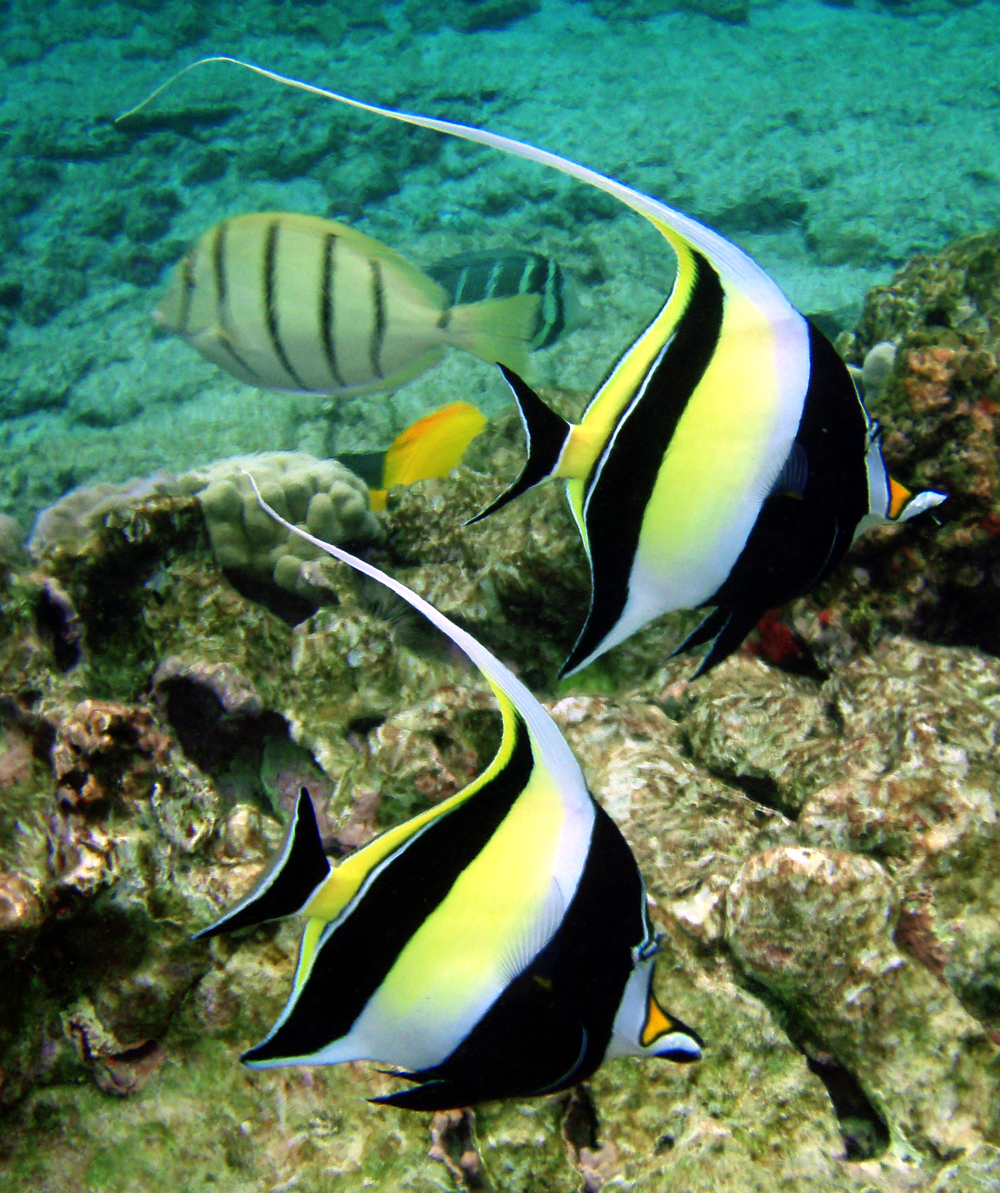
Zanclus cornutus

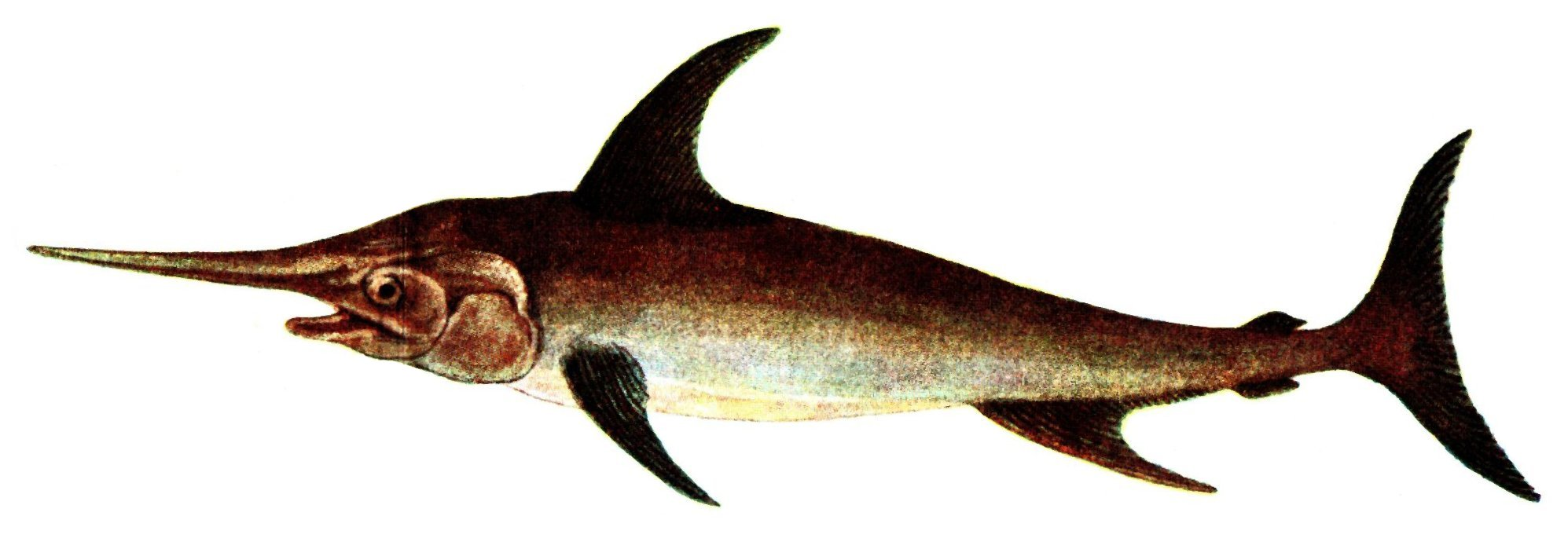
Xiphias gladius

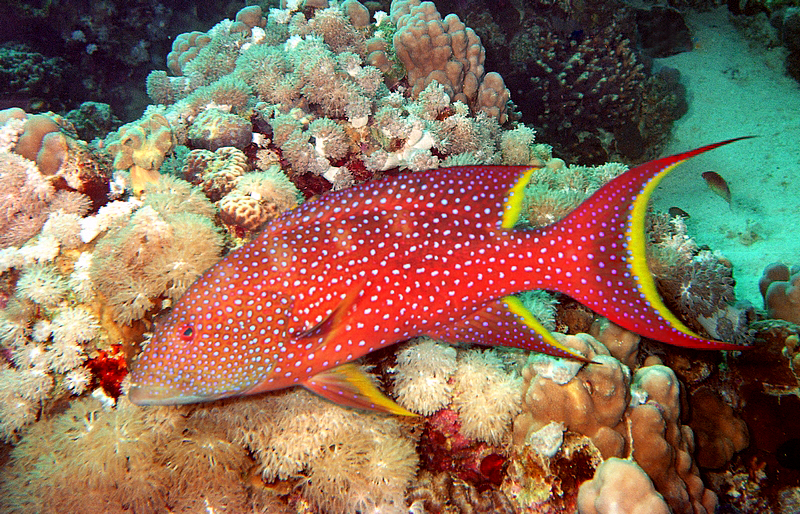
Variola louti

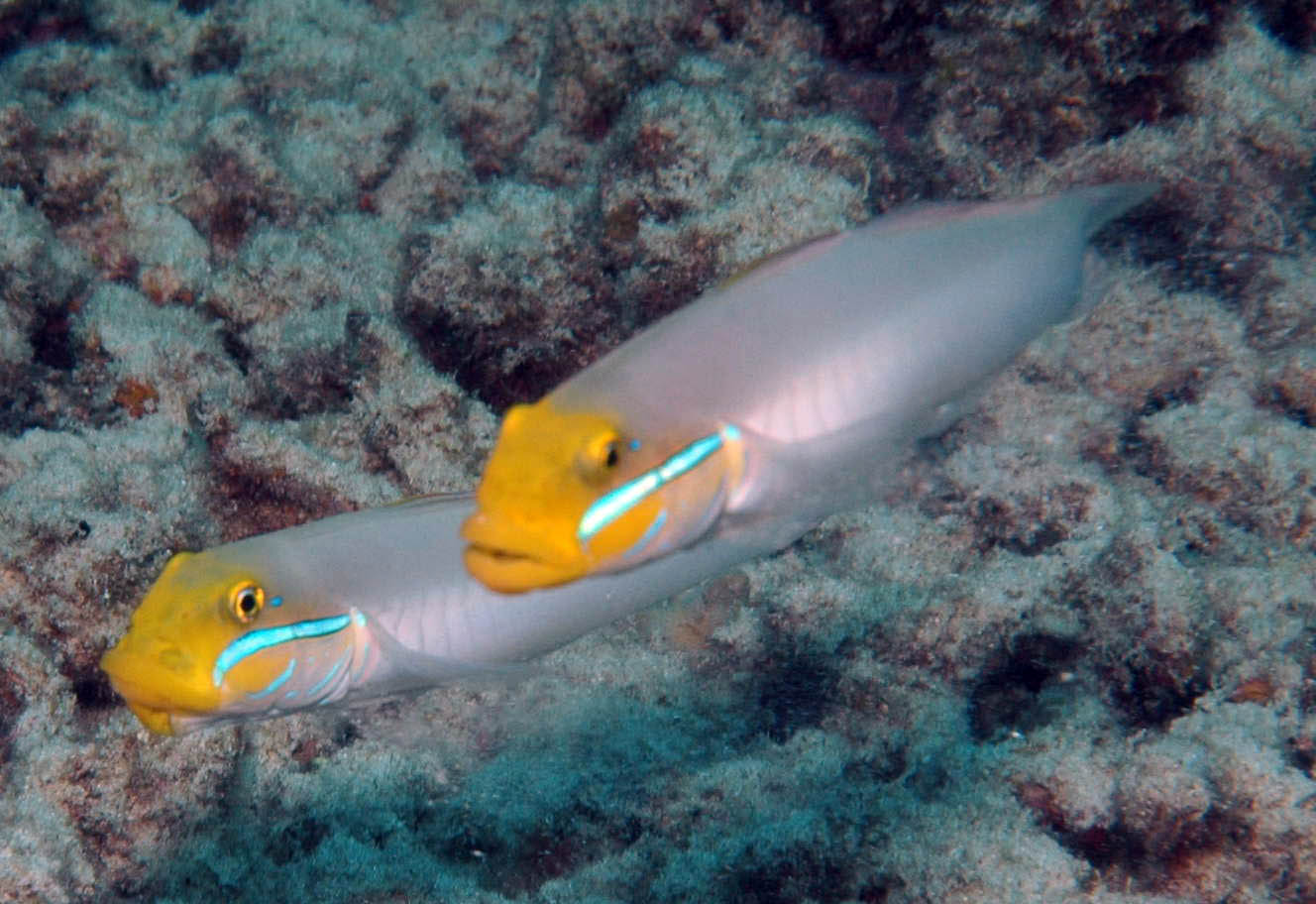
Valenciennea strigata

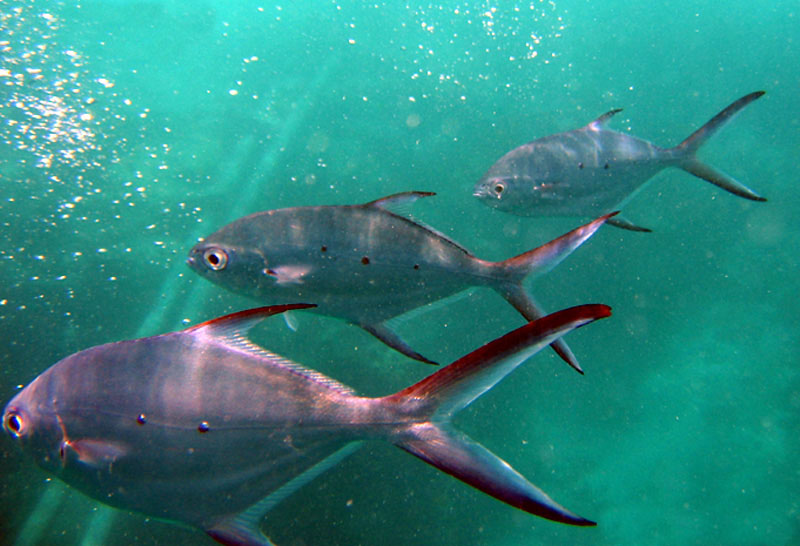
Trachinotus baillonii

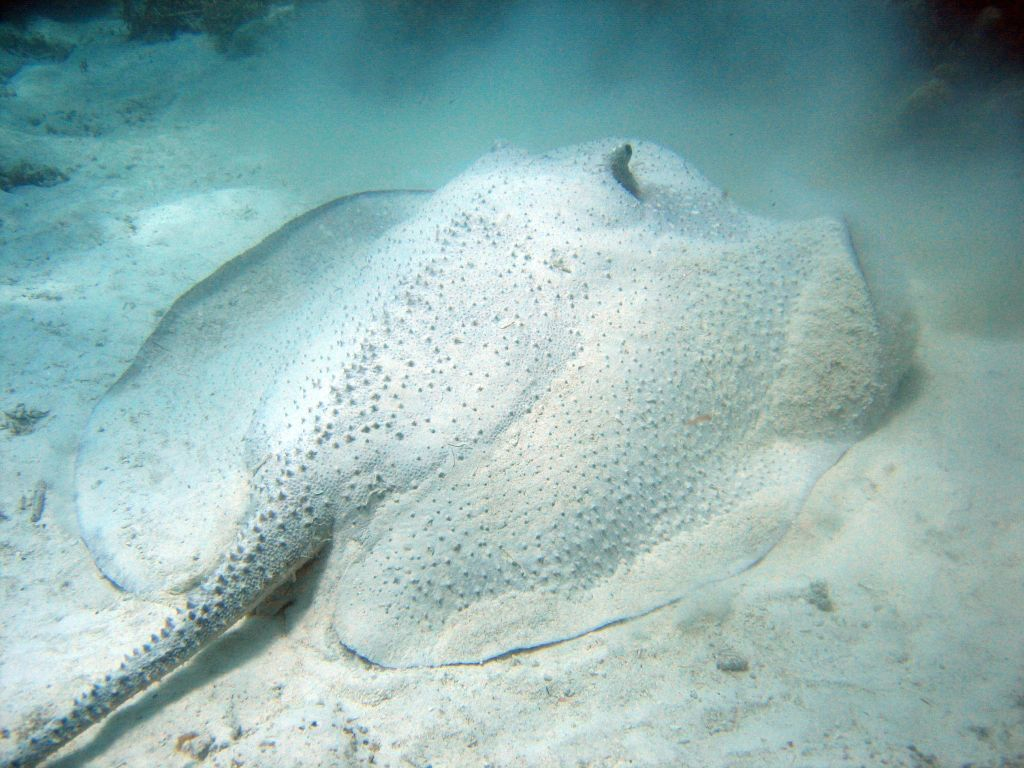
Urogymnus asperrimus

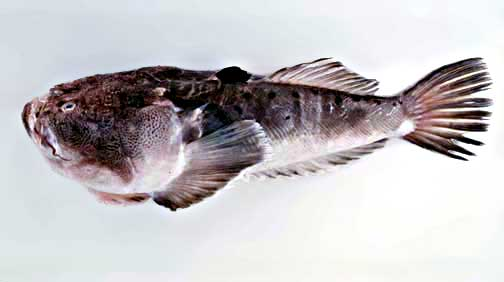
Uranoscopus sulphureus

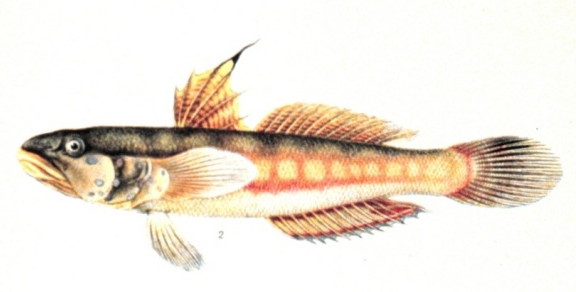
Valenciennea sexguttata

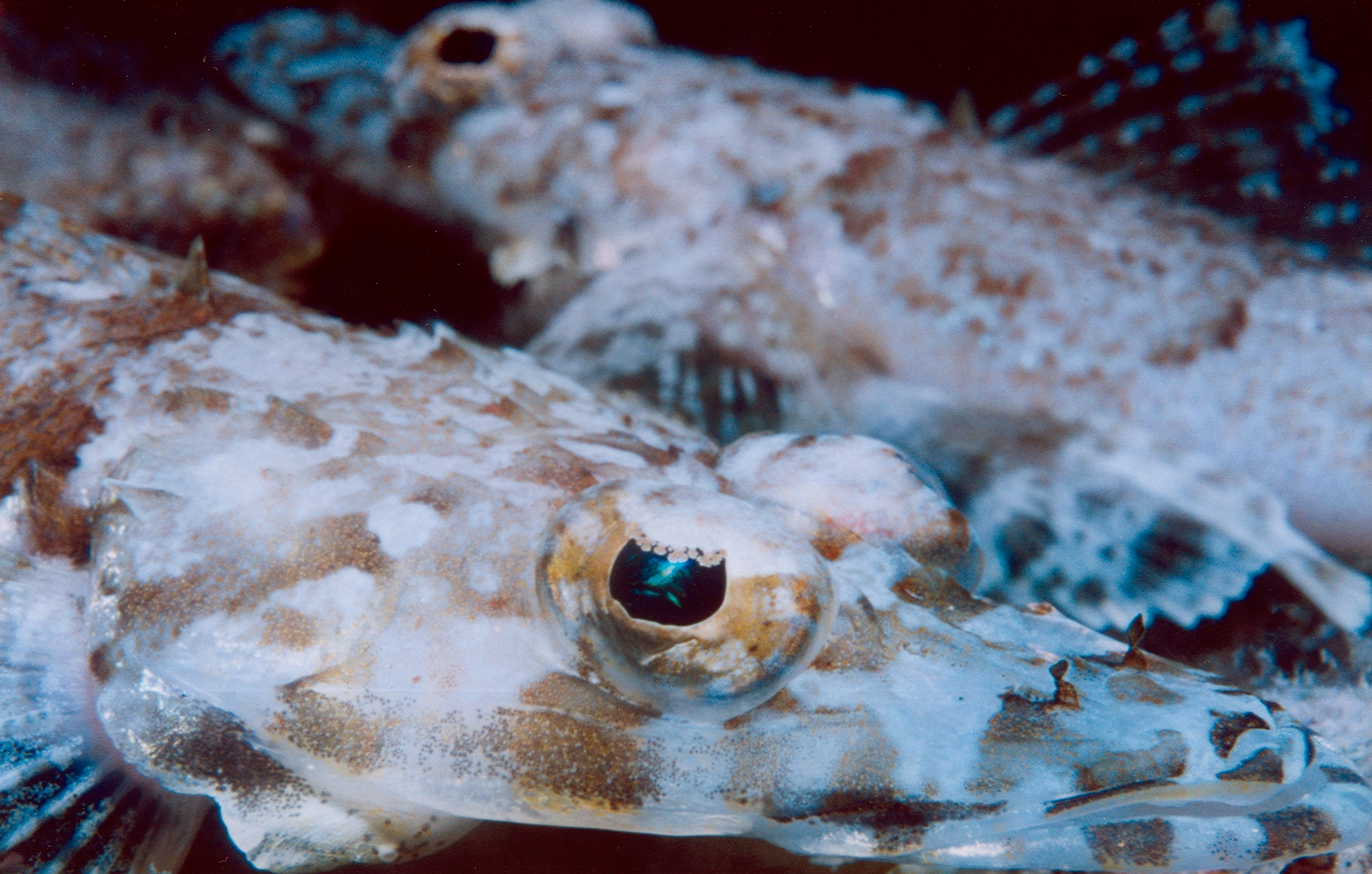
Thysanophrys chiltonae

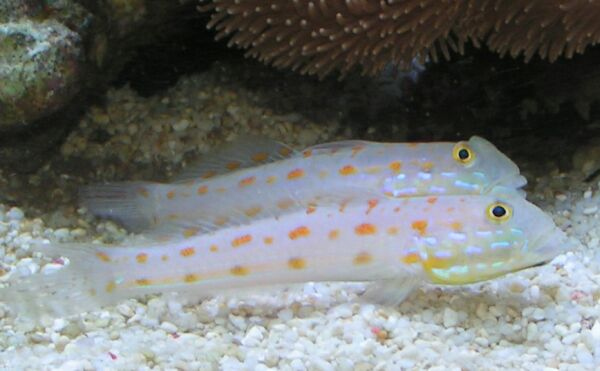
Valenciennea puellaris

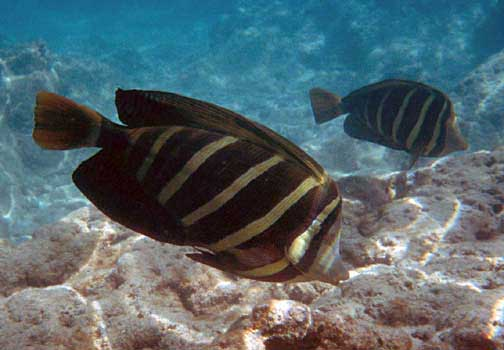
Zebrasoma veliferum

Aquesta llista de peixos de la Gran Barrera de Corall inclou les 1.552 espècies de peixos que es poden trobar a la Gran Barrera de Corall ordenades per l'ordre alfabètic de llur nom científic.

## A
- Abalistes stellaris
- Abalistes stellatus
- Ablabys taenianotus
- Ablennes hians
- Abudefduf bengalensis
- Abudefduf septemfasciatus
- Abudefduf sexfasciatus
- Abudefduf sordidus
- Abudefduf vaigiensis
- Abudefduf whitleyi
- Acanthocepola krusensternii
- Acanthocepola limbata
- Acanthochromis polyacanthus
- Acanthocybium solandri
- Acanthopagrus berda
- Acanthosphex leurynnis
- Acanthurus albipectoralis
- Acanthurus auranticavus
- Acanthurus bariene
- Acanthurus blochii
- Acanthurus dussumieri
- Acanthurus grammoptilus
- Acanthurus guttatus
- Acanthurus lineatus
- Acanthurus maculiceps
- Acanthurus mata
- Acanthurus nigricans
- Acanthurus nigricauda
- Acanthurus nigrofuscus
- Acanthurus nigroris
- Acanthurus olivaceus
- Acanthurus pyroferus
- Acanthurus thompsoni
- Acanthurus triostegus
- Acanthurus xanthopterus
- Acentronura tentaculata
- Acreichthys radiatus
- Adventor elongatus
- Aeoliscus strigatus
- Aethaloperca rogaa
- Aetobatus narinari
- Aioliops tetrophthalmus
- Albula forsteri
- Albula oligolepis
- Alectis ciliaris
- Alectis indicus
- Alepes djedaba
- Alepes kleinii
- Alionematichthys riukiuensis
- Allomicrodesmus dorotheae
- Alopias pelagicus
- Alopias vulpinus
- Aluterus monoceros
- Aluterus scriptus
- Amanses scopas
- Ambassis vachellii
- Amblycirrhitus bimacula
- Amblyeleotris diagonalis
- Amblyeleotris fontanesii
- Amblyeleotris guttata
- Amblyeleotris gymnocephala
- Amblyeleotris ogasawarensis
- Amblyeleotris periophthalma
- Amblyeleotris randalli
- Amblyeleotris rhyax
- Amblyeleotris rubrimarginata
- Amblyeleotris steinitzi
- Amblyeleotris wheeleri
- Amblygaster sirm
- Amblyglyphidodon aureus
- Amblyglyphidodon curacao
- Amblyglyphidodon leucogaster
- Amblygobius decussatus
- Amblygobius nocturnus
- Amblygobius rainfordi
- Amblygobius sphynx
- Amblypomacentrus breviceps
- Amniataba caudavittata
- Amphiprion akindynos
- Amphiprion chrysopterus
- Amphiprion clarkii
- Amphiprion melanopus
- Amphiprion percula
- Amphiprion perideraion
- Anampses caeruleopunctatus
- Anampses femininus
- Anampses geographicus
- Anampses meleagrides
- Anampses neoguinaicus
- Anampses twistii
- Anarchias allardicei
- Anarchias cantonensis
- Anarchias leucurus
- Anarchias seychellensis
- Anomalops katoptron
- Antennarius coccineus
- Antennarius commerson
- Antennarius hispidus
- Antennarius maculatus
- Antennarius nummifer
- Antennarius pictus
- Antennarius striatus
- Antennatus tuberosus
- Antigonia rubicunda
- Anyperodon leucogrammicus
- Aphareus furca
- Aphareus rutilans
- Apistops caloundra
- Aploactis aspera
- Apogon angustatus
- Apogon apogonides
- Apogon atrogaster
- Apogon aureus
- Apogon bryx
- Apogon capricornis
- Apogon cladophilos
- Apogon coccineus
- Apogon compressus
- Apogon cookii
- Apogon crassiceps
- Apogon cyanosoma
- Apogon darnleyensis
- Apogon doederleini
- Apogon doryssa
- Apogon endekataenia
- Apogon exostigma
- Apogon fasciatus
- Apogon flavus
- Apogon fraenatus
- Apogon guamensis
- Apogon hartzfeldii
- Apogon hoevenii
- Apogon jenkinsi
- Apogon kallopterus
- Apogon kiensis
- Apogon lateralis
- Apogon moluccensis
- Apogon monospilus
- Apogon neotes
- Apogon nigripinnis
- Apogon nigrofasciatus
- Apogon notatus
- Apogon novemfasciatus
- Apogon properuptus
- Apogon rubrimacula
- Apogon sangiensis
- Apogon selas
- Apogon semiornatus
- Apogon taeniophorus
- Apogon talboti
- Apogon timorensis
- Apogon trimaculatus
- Apogonichthys ocellatus
- Apolemichthys trimaculatus
- Aporops bilinearis
- Aprion virescens
- Apterichtus klazingai
- Archamia biguttata
- Archamia fucata
- Archamia leai
- Archamia zosterophora
- Argyrops spinifer
- Ariosoma scheelei
- Arothron caeruleopunctatus
- Arothron hispidus
- Arothron manilensis
- Arothron mappa
- Arothron nigropunctatus
- Arothron stellatus
- Aspidontus dussumieri
- Aspidontus taeniatus
- Assessor flavissimus
- Assessor macneilli
- Asterorhombus fijiensis
- Asterorhombus filifer
- Asterropteryx ensifera
- Asterropteryx semipunctata
- Atelomycterus macleayi
- Atherinomorus capricornensis
- Atherinomorus endrachtensis
- Atherinomorus lacunosus
- Atherion elymus
- Atrosalarias fuscus fuscus
- Atule mate
- Aulostomus chinensis
- Austrolethops wardi
- Auxis rochei rochei

## B
- Balistapus undulatus
- Balistoides conspicillum
- Balistoides viridescens
- Bascanichthys sibogae
- Bathycongrus retrotinctus
- Bathygobius coalitus
- Bathygobius cocosensis
- Bathygobius cotticeps
- Bathygobius fuscus
- Bathygobius laddi
- Belonepterygion fasciolatum
- Belonoperca chabanaudi
- Beryx decadactylus
- Blenniella chrysospilos
- Blenniella paula
- Blenniella periophthalmus
- Blennodesmus scapularis
- Bodianus anthioides
- Bodianus axillaris
- Bodianus bimaculatus
- Bodianus diana
- Bodianus loxozonus
- Bodianus mesothorax
- Bodianus perditio
- Bolbometopon muricatum
- Bothus mancus
- Bothus pantherinus
- Brachysomophis cirrocheilos
- Brachysomophis crocodilinus
- Brachysomophis henshawi
- Branchiostegus serratus
- Branchiostegus wardi
- Brosmophyciops pautzkei
- Brotula multibarbata
- Bryaninops amplus
- Bryaninops erythrops
- Bryaninops loki
- Bryaninops natans
- Bryaninops nexus
- Bryaninops ridens
- Bryaninops tigris
- Bryaninops yongei

## C
- Cabillus tongarevae
- Caesio caerulaurea
- Caesio cuning
- Caesio lunaris
- Caesio teres
- Callechelys catostoma
- Callechelys marmorata
- Callionymus enneactis
- Callogobius hasseltii
- Callogobius maculipinnis
- Callogobius okinawae
- Callogobius sclateri
- Calloplesiops altivelis
- Calotomus carolinus
- Calotomus spinidens
- Calumia godeffroyi
- Campichthys tryoni
- Cantherhines dumerilii
- Cantherhines fronticinctus
- Cantherhines pardalis
- Cantheschenia grandisquamis
- Canthigaster amboinensis
- Canthigaster bennetti
- Canthigaster compressa
- Canthigaster coronata
- Canthigaster epilampra
- Canthigaster janthinoptera
- Canthigaster ocellicincta
- Canthigaster papua
- Canthigaster valentini
- Caracanthus maculatus
- Caracanthus unipinna
- Carangoides chrysophrys
- Carangoides coeruleopinnatus
- Carangoides equula
- Carangoides ferdau
- Carangoides fulvoguttatus
- Carangoides gymnostethus
- Carangoides hedlandensis
- Carangoides humerosus
- Carangoides malabaricus
- Carangoides oblongus
- Carangoides orthogrammus
- Carangoides plagiotaenia
- Carangoides talamparoides
- Caranx bucculentus
- Caranx ignobilis
- Caranx lugubris
- Caranx melampygus
- Caranx papuensis
- Caranx sexfasciatus
- Caranx tille
- Carapus boraborensis
- Carapus mourlani
- Carcharhinus albimarginatus
- Carcharhinus altimus
- Carcharhinus amblyrhynchos
- Carcharhinus amboinensis
- Carcharhinus brachyurus
- Carcharhinus brevipinna
- Carcharhinus dussumieri
- Carcharhinus falciformis
- Carcharhinus leucas
- Carcharhinus limbatus
- Carcharhinus longimanus
- Carcharhinus melanopterus
- Carcharhinus obscurus
- Carcharhinus plumbeus
- Carcharhinus sealei
- Carcharhinus sorrah
- Carcharias taurus
- Centriscus cristatus
- Centriscus scutatus
- Centropyge aurantia
- Centropyge bicolor
- Centropyge bispinosa
- Centropyge flavicauda
- Centropyge flavissima
- Centropyge heraldi
- Centropyge loricula
- Centropyge multifasciata
- Centropyge nox
- Centropyge tibicen
- Centropyge vrolikii
- Cephalopholis argus
- Cephalopholis boenak
- Cephalopholis cyanostigma
- Cephalopholis formosa
- Cephalopholis leopardus
- Cephalopholis microprion
- Cephalopholis miniata
- Cephalopholis sexmaculata
- Cephalopholis sonnerati
- Cephalopholis spiloparaea
- Cephalopholis urodeta
- Cephaloscyllium fasciatum
- Ceratobregma helenae
- Cercamia eremia
- Cetoscarus bicolor
- Chaetodermis penicilligerus
- Chaetodon aureofasciatus
- Chaetodon auriga
- Chaetodon baronessa
- Chaetodon bennetti
- Chaetodon citrinellus
- Chaetodon ephippium
- Chaetodon flavirostris
- Chaetodon guentheri
- Chaetodon kleinii
- Chaetodon lineolatus
- Chaetodon lunula
- Chaetodon lunulatus
- Chaetodon melannotus
- Chaetodon mertensii
- Chaetodon meyeri
- Chaetodon ocellicaudus
- Chaetodon ornatissimus
- Chaetodon oxycephalus
- Chaetodon pelewensis
- Chaetodon plebeius
- Chaetodon punctatofasciatus
- Chaetodon rafflesii
- Chaetodon rainfordi
- Chaetodon reticulatus
- Chaetodon semeion
- Chaetodon speculum
- Chaetodon trifascialis
- Chaetodon trifasciatus
- Chaetodon ulietensis
- Chaetodon unimaculatus
- Chaetodon vagabundus
- Chaetodontoplus conspicillatus
- Chaetodontoplus duboulayi
- Chaetodontoplus melanosoma
- Chaetodontoplus meredithi
- Chanos chanos
- Cheilinus chlorourus
- Cheilinus fasciatus
- Cheilinus oxycephalus
- Cheilinus trilobatus
- Cheilinus undulatus
- Cheilio inermis
- Cheilodipterus artus
- Cheilodipterus intermedius
- Cheilodipterus isostigmus
- Cheilodipterus macrodon
- Cheilodipterus parazonatus
- Cheilodipterus quinquelineatus
- Cheilodipterus zonatus
- Cheilopogon arcticeps
- Cheilopogon cyanopterus
- Cheilopogon spilonotopterus
- Cheilopogon suttoni
- Cheiloprion labiatus
- Chelidoperca margaritifera
- Chelmon muelleri
- Chelmon rostratus
- Chelonodon patoca
- Chilomycterus reticulatus
- Chiloscyllium punctatum
- Chirocentrus dorab
- Chlorurus bleekeri
- Chlorurus frontalis
- Chlorurus japanensis
- Chlorurus microrhinos
- Chlorurus sordidus
- Choerodon anchorago
- Choerodon cephalotes
- Choerodon cyanodus
- Choerodon fasciatus
- Choerodon frenatus
- Choerodon graphicus
- Choerodon jordani
- Choerodon monostigma
- Choerodon schoenleinii
- Choerodon sugillatum
- Choerodon venustus
- Choerodon vitta
- Choeroichthys brachysoma
- Choeroichthys cinctus
- Choeroichthys sculptus
- Chromis acares
- Chromis agilis
- Chromis alpha
- Chromis amboinensis
- Chromis analis
- Chromis atripectoralis
- Chromis atripes
- Chromis chrysura
- Chromis delta
- Chromis elerae
- Chromis flavomaculata
- Chromis iomelas
- Chromis lepidolepis
- Chromis lineata
- Chromis margaritifer
- Chromis nitida
- Chromis retrofasciata
- Chromis ternatensis
- Chromis vanderbilti
- Chromis viridis
- Chromis weberi
- Chromis xanthochira
- Chromis xanthura
- Chrysiptera biocellata
- Chrysiptera brownriggii
- Chrysiptera caeruleolineata
- Chrysiptera cyanea
- Chrysiptera flavipinnis
- Chrysiptera glauca
- Chrysiptera rex
- Chrysiptera rollandi
- Chrysiptera starcki
- Chrysiptera talboti
- Chrysiptera taupou
- Chrysiptera tricincta
- Chrysiptera unimaculata
- Cirrhilabrus cyanopleura
- Cirrhilabrus exquisitus
- Cirrhilabrus laboutei
- Cirrhilabrus lineatus
- Cirrhilabrus punctatus
- Cirrhilabrus scottorum
- Cirrhitichthys aprinus
- Cirrhitichthys falco
- Cirrhitichthys oxycephalus
- Cirrhitus pinnulatus
- Cirripectes alboapicalis
- Cirripectes castaneus
- Cirripectes chelomatus
- Cirripectes filamentosus
- Cirripectes polyzona
- Cirripectes quagga
- Cirripectes stigmaticus
- Cleidopus gloriamaris
- Cociella crocodilus
- Conger cinereus
- Congrogadus malayanus
- Congrogadus subducens
- Cookeolus japonicus
- Coradion altivelis
- Coradion chrysozonus
- Coris aurilineata
- Coris aygula
- Coris batuensis
- Coris dorsomacula
- Coris gaimard
- Coris pictoides
- Coryphaena equiselis
- Coryphaena hippurus
- Corythoichthys amplexus
- Corythoichthys flavofasciatus

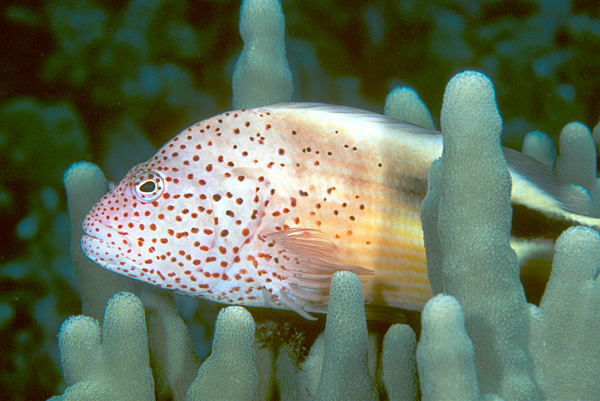
Paracirrhites forsteri

- Corythoichthys haematopterus
- Corythoichthys intestinalis
- Corythoichthys ocellatus
- Corythoichthys schultzi
- Cosmocampus darrosanus
- Cosmocampus maxweberi
- Cottapistus cottoides
- Crenimugil crenilabis
- Crenimugil heterocheilos
- Cromileptes altivelis
- Crossosalarias macrospilus
- Cryptocentrus caeruleomaculatus
- Cryptocentrus cinctus
- Cryptocentrus fasciatus
- Cryptocentrus leucostictus
- Cryptocentrus maudae
- Cryptocentrus strigilliceps
- Ctenochaetus binotatus
- Ctenochaetus cyanocheilus
- Ctenochaetus striatus
- Ctenochaetus strigosus
- Ctenochaetus tominiensis
- Ctenogobiops aurocingulus
- Ctenogobiops crocineus
- Ctenogobiops feroculus
- Ctenogobiops pomastictus
- Ctenogobiops tangaroai
- Cyclichthys orbicularis
- Cymbacephalus bosschei
- Cymbacephalus nematophthalmus
- Cymolutes praetextatus
- Cymolutes torquatus
- Cypho purpurascens
- Cyprinocirrhites polyactis

## D
- Dactyloptena orientalis
- Dascyllus aruanus
- Dascyllus melanurus
- Dascyllus reticulatus
- Dascyllus trimaculatus
- Decapterus kurroides
- Decapterus macarellus
- Decapterus macrosoma
- Decapterus russelli
- Decapterus tabl
- Dendrochirus brachypterus
- Dendrochirus zebra
- Dentatherina merceri
- Diademichthys lineatus
- Diagramma pictum
- Diancistrus alleni
- Diancistrus beateae
- Diancistrus mcgroutheri
- Diancistrus novaeguineae
- Diodon holocanthus
- Diodon hystrix
- Diodon liturosus
- Diplogrammus goramensis
- Diploprion bifasciatum
- Diproctacanthus xanthurus
- Dipterygonotus balteatus
- Dischistodus chrysopoecilus
- Dischistodus melanotus
- Dischistodus perspicillatus
- Dischistodus prosopotaenia
- Dischistodus pseudochrysopoecilus
- Discordipinna griessingeri
- Doryrhamphus dactyliophorus
- Doryrhamphus excisus excisus
- Doryrhamphus janssi
- Drepane punctata
- Dussumieria elopsoides

## E
- Echeneis naucrates
- Echidna nebulosa
- Echidna polyzona
- Ecsenius aequalis
- Ecsenius australianus
- Ecsenius bicolor
- Ecsenius mandibularis
- Ecsenius midas
- Ecsenius stictus
- Ecsenius tigris
- Ecsenius yaeyamaensis
- Elagatis bipinnulata
- Elapsopis versicolor
- Encheliophis gracilis
- Encheliophis homei
- Encheliophis vermicularis
- Encheliophis vermiops
- Enchelycore bayeri
- Enchelynassa canina
- Enchelyurus ater
- Enchelyurus kraussii
- Encrasicholina heteroloba
- Encrasicholina punctifer
- Engyprosopon grandisquama
- Enneapterygius atrogulare
- Enneapterygius elegans
- Enneapterygius hemimelas
- Enneapterygius nanus
- Enneapterygius philippinus
- Enneapterygius tutuilae
- Entomacrodus decussatus
- Entomacrodus striatus
- Epibulus insidiator
- Epinephelus areolatus
- Epinephelus coeruleopunctatus
- Epinephelus coioides
- Epinephelus corallicola
- Epinephelus cyanopodus
- Epinephelus ergastularius
- Epinephelus fasciatus
- Epinephelus fuscoguttatus
- Epinephelus hexagonatus
- Epinephelus howlandi
- Epinephelus lanceolatus
- Epinephelus macrospilos
- Epinephelus maculatus
- Epinephelus magniscuttis
- Epinephelus malabaricus
- Epinephelus merra
- Epinephelus morrhua
- Epinephelus ongus
- Epinephelus polyphekadion
- Epinephelus quoyanus
- Epinephelus radiatus
- Epinephelus retouti
- Epinephelus rivulatus
- Epinephelus sexfasciatus
- Epinephelus spilotoceps
- Epinephelus tauvina
- Epinephelus tukula
- Epinephelus undulatostriatus
- Erosa erosa
- Etelis carbunculus
- Etelis coruscans
- Eucrossorhinus dasypogon
- Euristhmus nudiceps
- Eurycephalus arenicola
- Eurypegasus draconis
- Euthynnus affinis
- Eviota afelei
- Eviota bifasciata
- Eviota cometa
- Eviota distigma
- Eviota fasciola
- Eviota guttata
- Eviota melasma
- Eviota nigriventris
- Eviota pellucida
- Eviota prasites
- Eviota queenslandica
- Eviota sebreei
- Exallias brevis
- Exyrias akihito
- Exyrias belissimus
- Exyrias puntang

## F
- Favonigobius gymnauchen
- Favonigobius reichei
- Fistularia commersonii
- Fistularia petimba
- Foa brachygramma
- Foa fo
- Forcipiger flavissimus
- Forcipiger longirostris
- Fowleria aurita
- Fowleria marmorata
- Fowleria punctulata
- Fowleria vaiulae
- Fowleria variegata
- Fraudella carassiops
- Fusigobius duospilus
- Fusigobius neophytus
- Fusigobius signipinnis

## G
- Galeocerdo cuvier
- Gempylus serpens
- Genicanthus lamarck
- Genicanthus melanospilos
- Genicanthus watanabei
- Gerres erythrourus
- Gerres filamentosus
- Gerres longirostris
- Gerres macracanthus
- Gerres oyena
- Glaucostegus typus
- Glyptoparus delicatulus
- Gnathanodon speciosus
- Gnathodentex aureolineatus
- Gnatholepis anjerensis
- Gnatholepis cauerensis cauerensis
- Gobiodon brochus
- Gobiodon citrinus
- Gobiodon histrio
- Gobiodon micropus
- Gobiodon okinawae
- Gobiodon quinquestrigatus
- Gomphosus varius
- Goniistius vestitus
- Gorgasia preclara
- Gracila albomarginata
- Grammatorcynus bicarinatus
- Grammatorcynus bilineatus
- Grammistes sexlineatus
- Grammistops ocellatus
- Gunnellichthys curiosus
- Gunnellichthys monostigma
- Gunnellichthys pleurotaenia
- Gunnellichthys viridescens
- Gymnapogon annona
- Gymnapogon urospilotus
- Gymnocranius audleyi
- Gymnocranius euanus
- Gymnocranius grandoculis
- Gymnomuraena zebra
- Gymnosarda unicolor
- Gymnothorax buroensis
- Gymnothorax castlei
- Gymnothorax chilospilus
- Gymnothorax cribroris
- Gymnothorax eurostus
- Gymnothorax favagineus
- Gymnothorax fimbriatus
- Gymnothorax flavimarginatus
- Gymnothorax fuscomaculatus
- Gymnothorax gracilicauda
- Gymnothorax javanicus
- Gymnothorax margaritophorus
- Gymnothorax melatremus
- Gymnothorax meleagris
- Gymnothorax nudivomer
- Gymnothorax pictus
- Gymnothorax pseudothyrsoideus
- Gymnothorax rueppellii
- Gymnothorax thyrsoideus
- Gymnothorax undulatus
- Gymnothorax zonipectis

## H
- Halicampus brocki
- Halicampus dunckeri
- Halicampus grayi
- Halicampus macrorhynchus
- Halicampus mataafae
- Halicampus nitidus
- Halicampus spinirostris
- Halichoeres argus
- Halichoeres biocellatus
- Halichoeres chloropterus
- Halichoeres chrysus
- Halichoeres hartzfeldii
- Halichoeres hortulanus
- Halichoeres margaritaceus
- Halichoeres marginatus
- Halichoeres melanurus
- Halichoeres melasmapomus
- Halichoeres miniatus
- Halichoeres nebulosus
- Halichoeres nigrescens
- Halichoeres ornatissimus
- Halichoeres prosopeion
- Halichoeres scapularis
- Halichoeres trimaculatus
- Haliichthys taeniophorus
- Halophryne diemensis
- Halophryne queenslandiae
- Helcogramma ellioti
- Helcogramma gymnauchen
- Helcogramma striatum
- Hemiglyphidodon plagiometopon
- Hemigymnus fasciatus
- Hemigymnus melapterus
- Hemiramphus far
- Hemiscyllium ocellatum
- Hemiscyllium trispeculare
- Hemitaurichthys polylepis
- Heniochus acuminatus
- Heniochus chrysostomus
- Heniochus diphreutes
- Heniochus monoceros
- Heniochus singularius
- Heniochus varius
- Herklotsichthys quadrimaculatus
- Heteroconger hassi
- Heterodontus zebra
- Heteropriacanthus cruentatus
- Heteroscyllium colcloughi
- Hexanchus griseus
- Hippocampus bargibanti
- Hippocampus hendriki
- Hippocampus kuda
- Hippocampus queenslandicus
- Hippocampus zebra
- Hipposcarus longiceps
- Hirundichthys oxycephalus
- Hirundichthys speculiger
- Histrio histrio
- Hologymnosus annulatus
- Hologymnosus doliatus
- Hologymnosus longipes
- Hoplolatilus cuniculus
- Hoplolatilus starcki
- Hypnos monopterygius
- Hypoatherina barnesi
- Hyporhamphus dussumieri

## I
- Ichthyscopus sannio
- Inegocia japonica
- Iniistius aneitensis
- Iniistius pavo
- Inimicus caledonicus
- Inimicus didactylus
- Istiblennius dussumieri
- Istiblennius edentulus
- Istiblennius lineatus
- Istiblennius meleagris
- Istigobius decoratus
- Istigobius goldmanni
- Istigobius nigroocellatus
- Istigobius ornatus
- Istigobius rigilius
- Istigobius spence
- Istiophorus platypterus
- Isurus oxyrinchus

## K
- Katsuwonus pelamis
- Kaupichthys atronasus
- Kaupichthys brachychirus
- Kaupichthys diodontus
- Kaupichthys hyoproroides
- Kuhlia mugil
- Kyphosus cinerascens
- Kyphosus vaigiensis

## L
- Labrichthys unilineatus
- Labroides bicolor
- Labroides dimidiatus
- Labroides pectoralis
- Labropsis australis
- Labropsis xanthonota
- Lactoria cornuta
- Lactoria diaphana
- Lactoria fornasini
- Lampris guttatus
- Lates calcarifer
- Leiuranus semicinctus
- Lepidocybium flavobrunneum
- Lepidozygus tapeinosoma
- Leptojulis cyanopleura
- Leptoscarus vaigiensis
- Lethrinus amboinensis
- Lethrinus atkinsoni
- Lethrinus erythracanthus
- Lethrinus genivittatus
- Lethrinus harak
- Lethrinus laticaudis
- Lethrinus lentjan
- Lethrinus miniatus
- Lethrinus nebulosus
- Lethrinus obsoletus
- Lethrinus olivaceus
- Lethrinus ornatus
- Lethrinus ravus
- Lethrinus rubrioperculatus
- Lethrinus semicinctus
- Lethrinus variegatus
- Lethrinus xanthochilus
- Limnichthys fasciatus
- Liocranium praepositum
- Liopropoma mitratum
- Liopropoma multilineatum
- Liopropoma susumi
- Lipocheilus carnolabrum
- Liza melinoptera
- Liza vaigiensis
- Lobotes surinamensis
- Lophiocharon trisignatus
- Lotilia graciliosa
- Lubbockichthys multisquamatus
- Luposicya lupus
- Lutjanus adetii
- Lutjanus argentimaculatus
- Lutjanus biguttatus
- Lutjanus bitaeniatus
- Lutjanus bohar
- Lutjanus boutton
- Lutjanus carponotatus
- Lutjanus decussatus
- Lutjanus ehrenbergii
- Lutjanus erythropterus
- Lutjanus fulviflamma
- Lutjanus fulvus
- Lutjanus gibbus
- Lutjanus kasmira
- Lutjanus lemniscatus
- Lutjanus lutjanus
- Lutjanus malabaricus
- Lutjanus monostigma
- Lutjanus quinquelineatus
- Lutjanus rivulatus
- Lutjanus rufolineatus
- Lutjanus russellii
- Lutjanus sebae
- Lutjanus semicinctus
- Lutjanus vitta
- Luzonichthys waitei

## M
- Macolor macularis
- Macolor niger
- Macrodontogobius wilburi
- Macropharyngodon choati
- Macropharyngodon kuiteri
- Macropharyngodon meleagris
- Macropharyngodon negrosensis
- Makaira indica
- Malacanthus brevirostris
- Malacanthus latovittatus
- Malvoliophis pinguis
- Manta birostris
- Matsubarichthys inusitatus
- Megalaspis cordyla
- Meiacanthus atrodorsalis
- Meiacanthus ditrema
- Meiacanthus grammistes
- Meiacanthus lineatus
- Meiacanthus luteus
- Melichthys vidua
- Mene maculata
- Mesopristes argenteus
- Microbrotula queenslandica
- Microcanthus strigatus
- Micrognathus andersonii
- Minous versicolor
- Minysicya caudimaculata
- Mobula tarapacana
- Mola mola
- Monacanthus chinensis
- Monotaxis grandoculis
- Moringua ferruginea
- Mulloidichthys flavolineatus
- Mulloidichthys vanicolensis
- Myrichthys colubrinus
- Myrichthys maculosus
- Myripristis adusta
- Myripristis berndti
- Myripristis chryseres
- Myripristis hexagona
- Myripristis kuntee
- Myripristis murdjan
- Myripristis pralinia
- Myripristis violacea
- Myripristis vittata
- Myrophis microchir

## N
- Nannocampus lindemanensis
- Nannosalarias nativitatis
- Naso annulatus
- Naso brachycentron
- Naso brevirostris
- Naso caeruleacauda
- Naso caesius
- Naso hexacanthus
- Naso lituratus
- Naso lopezi
- Naso mcdadei
- Naso minor
- Naso thynnoides
- Naso tonganus
- Naso tuberosus
- Naso unicornis
- Naso vlamingii
- Naucrates ductor
- Nealotus tripes
- Neamia articycla
- Neamia octospina
- Nebrius ferrugineus
- Nectamia bandanensis
- Nectamia fusca
- Nectamia savayensis
- Negaprion acutidens
- Nemateleotris decora
- Nemateleotris magnifica
- Nemichthys scolopaceus
- Nemipterus aurifilum
- Nemipterus balinensoides
- Nemipterus bathybius
- Nemipterus nematopus
- Nemipterus peronii
- Nemipterus theodorei
- Neoaploactis tridorsalis
- Neocirrhites armatus
- Neoglyphidodon melas
- Neoglyphidodon nigroris
- Neoglyphidodon polyacanthus
- Neoniphon aurolineatus
- Neoniphon opercularis
- Neoniphon sammara
- Neopomacentrus azysron
- Neopomacentrus bankieri
- Neopomacentrus cyanomos
- Neopomacentrus violascens
- Neotrygon kuhlii'
- Netuma thalassina
- Norfolkia brachylepis
- Norfolkia thomasi
- Notograptus guttatus
- Novaculichthys taeniourus

## O
- Odonus niger
- Ogilbyina novaehollandiae
- Ogilbyina queenslandiae
- Ogilbyina velifera
- Omobranchus anolius
- Omobranchus germaini
- Omobranchus rotundiceps
- Onigocia oligolepis
- Onigocia pedimacula
- Onuxodon fowleri
- Onuxodon parvibrachium
- Ophichthus altipennis
- Ophichthus cephalozona
- Opistognathus eximius
- Opistognathus papuensis
- Opistognathus seminudus
- Oplopomus oplopomus
- Orectolobus ornatus
- Orectolobus wardi
- Ostracion cubicus
- Ostracion meleagris
- Ostracion nasus
- Ostracion rhinorhynchos
- Ostracion solorensis
- Oxycheilinus bimaculatus
- Oxycheilinus digramma
- Oxycheilinus unifasciatus
- Oxycirrhites typus
- Oxymonacanthus longirostris

## P
- Pagrus auratus
- Pantolabus radiatus
- Paracaesio kusakarii
- Paracaesio stonei
- Paracaesio xanthura
- Paracanthurus hepatus
- Parachaetodon ocellatus
- Paracheilinus filamentosus
- Paracirrhites arcatus
- Paracirrhites forsteri
- Paracirrhites hemistictus
- Paragobiodon echinocephalus
- xanthosomus
- Paragunnellichthys seychellensis
- Paraluteres prionurus
- Paramonacanthus japonicus
- Parapercis australis
- Parapercis clathrata
- Parapercis cylindrica
- Parapercis hexophtalma
- Parapercis millepunctata
- Parapercis multiplicata
- Parapercis nebulosa
- Parapercis schauinslandii
- Parapercis snyderi
- Parapercis xanthozona
- Paraplesiops poweri
- Paraploactis trachyderma
- Paraplotosus albilabris
- Parapriacanthus ransonneti
- Parapristipomoides squamimaxillaris
- Parascorpaena aurita
- Parascorpaena maculipinnis
- Parascorpaena mcadamsi
- Parascorpaena mossambica
- Parascorpaena picta
- Parastromateus niger
- Pardachirus pavoninus
- Parenchelyurus hepburni
- Parexocoetus brachypterus
- Parioglossus formosus
- Parioglossus taeniatus
- Parma oligolepis
- Parma polylepis
- Parupeneus barberinoides
- Parupeneus barberinus
- Parupeneus ciliatus
- Parupeneus crassilabris
- Parupeneus cyclostomus
- Parupeneus heptacanthus
- Parupeneus indicus
- Parupeneus multifasciatus
- Parupeneus pleurostigma
- Parupeneus spilurus
- Parupeneus trifasciatus
- Pelates quadrilineatus
- Pellona ditchela
- Pempheris analis
- Pempheris otaitensis
- Pempheris oualensis
- Pempheris schwenkii
- Pempheris ypsilychnus
- Pentapodus aureofasciatus
- Pentapodus nagasakiensis
- Pentapodus paradiseus
- Periophthalmus argentilineatus
- Pervagor alternans
- Pervagor aspricaudus
- Pervagor janthinosoma
- Pervagor melanocephalus
- Pervagor nigrolineatus
- Petroscirtes fallax
- Petroscirtes lupus
- Petroscirtes mitratus
- Petroscirtes variabilis
- Petroscirtes xestus
- Photoblepharon palpebratum
- Phoxocampus diacanthus
- Phtheirichthys lineatus
- Phyllogobius platycephalops
- Phyllophichthus xenodontus
- Pictichromis paccagnellae
- Pisodonophis cancrivorus
- Plagiotremus laudandus laudandus
- Plagiotremus rhinorhynchos
- Plagiotremus tapeinosoma
- Platax batavianus
- Platax orbicularis
- Platax pinnatus
- Platax teira
- Platybelone argalus platyura
- Platycephalus arenarius
- Platycephalus indicus
- Plectorhinchus albovittatus
- Plectorhinchus chaetodonoides
- Plectorhinchus chrysotaenia
- Plectorhinchus diagrammus
- Plectorhinchus flavomaculatus
- Plectorhinchus gibbosus
- Plectorhinchus lessonii
- Plectorhinchus lineatus
- Plectorhinchus multivittatus
- Plectorhinchus obscurus
- Plectorhinchus orientalis
- Plectorhinchus picus
- Plectorhinchus schotaf
- Plectorhinchus unicolor
- Plectranthias longimanus
- Plectranthias nanus
- Plectranthias winniensis
- Plectroglyphidodon dickii
- Plectroglyphidodon imparipennis
- Plectroglyphidodon johnstonianus
- Plectroglyphidodon lacrymatus
- Plectroglyphidodon leucozonus
- Plectroglyphidodon phoenixensis
- Plectropomus areolatus
- Plectropomus laevis
- Plectropomus leopardus
- Plectropomus maculatus
- Plectropomus oligacanthus
- Plectrypops lima
- Plesiops coeruleolineatus
- Plesiops corallicola
- Plesiops genaricus
- Plesiops insularis
- Plesiops verecundus
- Pleurosicya boldinghi
- Pleurosicya coerulea
- Pleurosicya elongata
- Pleurosicya micheli
- Pleurosicya mossambica
- Plotosus lineatus
- Polydactylus macrochir
- Polydactylus sexfilis
- Polymixia berndti
- Pomacanthus imperator
- Pomacanthus navarchus
- Pomacanthus semicirculatus
- Pomacanthus sexstriatus
- Pomacanthus xanthometopon
- Pomacentrus adelus
- Pomacentrus amboinensis
- Pomacentrus australis
- Pomacentrus bankanensis
- Pomacentrus brachialis
- Pomacentrus chrysurus
- Pomacentrus coelestis
- Pomacentrus grammorhynchus
- Pomacentrus imitator
- Pomacentrus lepidogenys
- Pomacentrus moluccensis
- Pomacentrus nagasakiensis
- Pomacentrus nigromarginatus
- Pomacentrus pavo
- Pomacentrus philippinus
- Pomacentrus reidi
- Pomacentrus taeniometopon
- Pomacentrus tripunctatus
- Pomacentrus vaiuli
- Pomacentrus wardi
- Pomachromis richardsoni
- Premnas biaculeatus
- Priacanthus blochii
- Priacanthus hamrur
- Priacanthus macracanthus
- Priacanthus tayenus
- Priolepis agrena
- Priolepis cinctus
- Priolepis fallacincta
- Priolepis inhaca
- Priolepis pallidicincta
- Priolepis semidoliata
- Prionace glauca
- Prionurus maculatus
- Prionurus microlepidotus
- Pristipomoides argyrogrammicus
- Pristipomoides auricilla
- Pristipomoides filamentosus
- Pristipomoides flavipinnis
- Pristipomoides multidens
- Pristipomoides sieboldii
- Pristipomoides zonatus
- Pristotis obtusirostris
- Psammoperca waigiensis
- Pseudamia amblyuroptera
- Pseudamia gelatinosa
- Pseudamia hayashii
- Pseudamiops gracilicauda
- Pseudanthias bicolor
- Pseudanthias cooperi
- Pseudanthias dispar
- Pseudanthias engelhardi
- Pseudanthias fasciatus
- Pseudanthias huchtii
- Pseudanthias hypselosoma
- Pseudanthias lori
- Pseudanthias luzonensis
- Pseudanthias pascalus
- Pseudanthias pictilis
- Pseudanthias pleurotaenia
- Pseudanthias rubrizonatus
- Pseudanthias smithvanizi
- Pseudanthias squamipinnis
- Pseudanthias tuka
- Pseudanthias ventralis ventralis
- Pseudobalistes flavimarginatus
- Pseudobalistes fuscus
- Pseudocaranx dentex
- Pseudocheilinus evanidus
- Pseudocheilinus hexataenia
- Pseudocheilinus octotaenia
- Pseudochromis bitaeniatus
- Pseudochromis cyanotaenia
- Pseudochromis flammicauda
- Pseudochromis fuscus
- Pseudochromis jamesi
- Pseudochromis paranox
- Pseudochromis quinquedentatus
- Pseudochromis wilsoni
- Pseudocoris yamashiroi
- Pseudodax moluccanus
- Pseudogramma astigmum
- Pseudogramma polyacanthum
- Pseudojuloides cerasinus
- Pseudolabrus guentheri
- Pseudomonacanthus peroni
- Pseudopataecus taenianotus
- Pseudoplesiops howensis
- Pseudoplesiops immaculatus
- Pseudoplesiops knighti
- Pseudoplesiops rosae
- Pseudoplesiops typus
- Pseudoplesiops wassi
- Psilogobius prolatus
- Pteragogus cryptus
- Pteragogus enneacanthus
- Pteragogus flagellifer
- Ptereleotris evides
- Ptereleotris grammica
- Ptereleotris hanae
- Ptereleotris heteroptera
- Ptereleotris microlepis
- Ptereleotris monoptera
- Ptereleotris uroditaenia
- Ptereleotris zebra
- Pterocaesio chrysozona
- Pterocaesio digramma
- Pterocaesio marri
- Pterocaesio tile
- Pterocaesio trilineata
- Pterois antennata
- Pterois russelii
- Pterois volitans
- Pygoplites diacanthus

## R
- Rachycentron canadum
- Rainfordia opercularis
- Ranzania laevis
- Rastrelliger kanagurta
- Regalecus glesne
- Remora osteochir
- Remora remora
- Rhabdamia cypselura
- Rhabdamia gracilis
- Rhabdoblennius nitidus
- Rhina ancylostoma
- Rhincodon typus
- Rhinecanthus aculeatus
- Rhinecanthus lunula
- Rhinecanthus rectangulus
- Rhinecanthus verrucosus
- Rhinomuraena quaesita'
- Rhinopias aphanes
- Richardsonichthys leucogaster
- Rudarius excelsus
- Rudarius minutus

## S
- Salarias fasciatus
- Salarias sinuosus
- Saloptia powelli
- Samariscus triocellatus
- Sardinella albella
- Sardinella gibbosa
- Sargocentron caudimaculatum
- Sargocentron cornutum
- Sargocentron diadema
- Sargocentron ittodai
- Sargocentron melanospilos
- Sargocentron microstoma
- Sargocentron praslin
- Sargocentron punctatissimum
- Sargocentron rubrum
- Sargocentron spiniferum
- Sargocentron tiere
- Sargocentron tiereoides
- Sargocentron violaceum
- Saurida elongata
- Saurida filamentosa
- Saurida gracilis
- Saurida nebulosa
- Saurida tumbil
- Saurida undosquamis
- Scarus altipinnis
- Scarus chameleon
- Scarus dimidiatus
- Scarus flavipectoralis
- Scarus forsteni
- Scarus frenatus
- Scarus ghobban
- Scarus globiceps
- Scarus longipinnis
- Scarus niger
- Scarus oviceps
- Scarus psittacus
- Scarus quoyi
- Scarus rivulatus
- Scarus rubroviolaceus
- Scarus schlegeli
- Scarus spinus
- Scarus tricolor
- Scarus xanthopleura
- Schindleria praematura
- Schismorhynchus labialis
- Schultzidia johnstonensis
- Scolecenchelys australis
- Scolecenchelys godeffroyi
- Scolecenchelys gymnota
- Scolecenchelys laticaudata
- Scolecenchelys macroptera
- Scolopsis affinis
- Scolopsis bilineata
- Scolopsis lineata
- Scolopsis margaritifera
- Scolopsis monogramma
- Scolopsis taenioptera
- Scolopsis trilineata
- Scolopsis xenochrous
- Scomberoides commersonnianus
- Scomberoides lysan
- Scomberoides tala
- Scomberoides tol
- Scomberomorus commerson
- Scorpaena grandisquamis
- Scorpaenodes albaiensis
- Scorpaenodes guamensis
- Scorpaenodes hirsutus
- Scorpaenodes kelloggi
- Scorpaenodes littoralis
- Scorpaenodes parvipinnis
- Scorpaenodes scaber
- Scorpaenodes varipinnis
- Scorpaenopsis cotticeps
- Scorpaenopsis diabolus
- Scorpaenopsis eschmeyeri
- Scorpaenopsis obtusa
- Scorpaenopsis oxycephala
- Scorpaenopsis papuensis
- Scorpaenopsis venosa
- Sebastapistes cyanostigma
- Sebastapistes mauritiana
- Sebastapistes strongia
- Sebastapistes tinkhami
- Selar boops
- Selar crumenophthalmus
- Selaroides leptolepis
- Seriola dumerili
- Seriola lalandi
- Seriola rivoliana
- Seriolina nigrofasciata
- Serranocirrhitus latus
- Siganus argenteus
- Siganus canaliculatus
- Siganus corallinus
- Siganus doliatus
- Siganus fuscescens
- Siganus javus
- Siganus lineatus
- Siganus puellus
- Siganus punctatissimus
- Siganus punctatus
- Siganus spinus
- Siganus vermiculatus
- Siganus vulpinus
- Signigobius biocellatus
- Sillago ciliata
- Sillago maculata
- Sillago sihama
- Siokunichthys breviceps
- Siphamia majimai
- Siphamia versicolor
- Sirembo imberbis
- Solegnathus hardwickii
- Solenostomus cyanopterus
- Solenostomus paradoxus
- Sorsogona tuberculata
- Sphaeramia nematoptera
- Sphyraena barracuda
- Sphyraena flavicauda
- Sphyraena forsteri
- Sphyraena helleri
- Sphyraena jello
- Sphyraena qenie
- Sphyrna lewini
- Spratelloides delicatulus
- Spratelloides gracilis
- Springerichthys kulbickii
- Squalus megalops
- Stalix histrio
- Stanulus talboti
- Steeneichthys plesiopsus
- Stegastes albifasciatus
- Stegastes apicalis
- Stegastes fasciolatus
- Stegastes gascoynei
- Stegastes lividus
- Stegastes nigricans
- Stegostoma fasciatum
- Stethojulis bandanensis
- Stethojulis interrupta
- Stethojulis strigiventer
- Stethojulis trilineata
- Stolephorus indicus
- Stonogobiops xanthorhinica
- Strongylura incisa
- Strongylura leiura
- Strophidon sathete
- Suezichthys gracilis
- Sufflamen bursa
- Sufflamen chrysopterum
- Sufflamen fraenatum
- Sunagocia otaitensis
- Suttonia lineata
- Symphorichthys spilurus
- Symphorus nematophorus
- Synanceia horrida
- Synanceia verrucosa
- Synchiropus circularis
- Synchiropus morrisoni
- Synchiropus moyeri
- Synchiropus ocellatus
- Synchiropus splendidus
- Synchiropus stellatus
- Syngnathoides biaculeatus
- Synodus binotatus
- Synodus dermatogenys
- Synodus doaki
- Synodus hoshinonis
- Synodus jaculum
- Synodus rubromarmoratus
- Synodus sageneus
- Synodus similis
- Synodus tectus
- Synodus variegatus

## T
- Taenianotus triacanthus
- Taeniura lymma
- Taeniura meyeni
- Tathicarpus butleri
- Terapon jarbua
- Terapon theraps
- Tetrapturus audax
- Tetrosomus concatenatus
- Tetrosomus gibbosus
- Thalassoma amblycephalum
- Thalassoma hardwicke
- Thalassoma jansenii
- Thalassoma lunare
- Thalassoma lutescens
- Thalassoma nigrofasciatum
- Thalassoma purpureum
- Thalassoma quinquevittatum
- Thalassoma trilobatum
- Thryssa baelama
- Thunnus alalunga
- Thunnus albacares
- Thunnus obesus
- Thysanophrys celebica
- Thysanophrys chiltonae
- Trachinocephalus myops
- Trachinotus anak
- Trachinotus baillonii
- Trachinotus blochii
- Trachinotus botla
- Trachinotus coppingeri
- Trachyrhamphus bicoarctatus
- Trachyrhamphus longirostris
- Tragulichthys jaculiferus
- Triaenodon obesus
- Trichiurus lepturus
- Trichonotus setiger
- Trimma benjamini
- Trimma eviotops
- Trimma flavatrum
- Trimma okinawae
- Trimma striata
- Trimma tevegae
- Trimmatom zapotes
- Tylosurus crocodilus crocodilus

## U
- Ucla xenogrammus
- Ulua mentalis
- Upeneus australiae
- Upeneus moluccensis
- Upeneus tragula
- Uranoscopus sulphureus
- Urogymnus asperrimus
- Uropterygius fuscoguttatus
- Uropterygius marmoratus
- Uropterygius nagoensis

## V
- Valamugil cunnesius
- Valenciennea decora
- Valenciennea helsdingenii
- Valenciennea longipinnis
- Valenciennea muralis
- Valenciennea parva
- Valenciennea puellaris
- Valenciennea randalli
- Valenciennea sexguttata
- Valenciennea strigata
- Valenciennea wardii
- Vanderhorstia ambanoro
- Vanderhorstia ornatissima
- Variola albimarginata
- Variola louti
- Vincentia chrysura

## W
- Wattsia mossambica
- Wetmorella albofasciata
- Wetmorella nigropinnata

## X
- Xanthichthys auromarginatus
- Xanthichthys caeruleolineatus
- Xenisthmus clarus
- Xenisthmus polyzonatus
- Xiphasia setifer
- Xiphias gladius
- Xiphocheilus typus
- Xyrichtys pentadactylus

## Y
- Yongeichthys nebulosus

## Z
- Zabidius novemaculeatus
- Zanclus cornutus
- Zebrasoma scopas
- Zebrasoma veliferum
- Zenarchopterus dispar
- Zenarchopterus gilli
- Zeus faber
- Zoramia fragilis
- Zoramia leptacantha
- Zoramia viridiventer[1]